# Storia di Israele

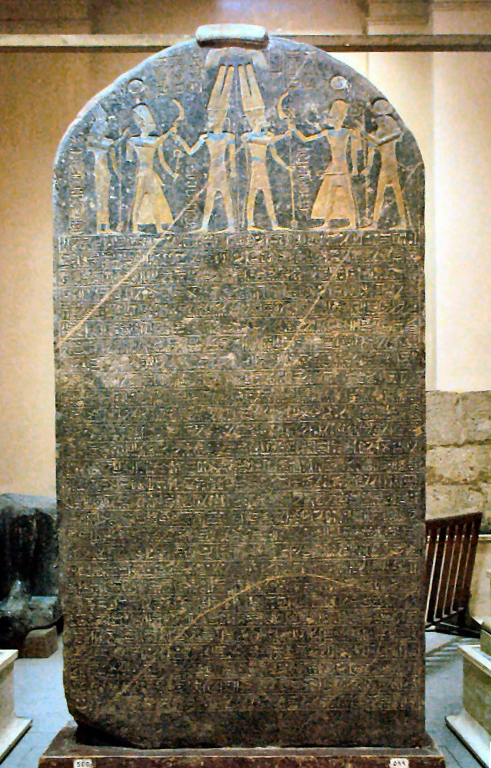
La Stele di Merenptah, o anche Stele d'Israele, è il più antico documento in cui compare il termine Israele. Si tratterebbe pertanto della prima testimonianza storica extrabiblica relativa al popolo ebraico.

Le prime tracce di insediamenti risalgono al Paleolitico medio (uomo di Neanderthal), sede anche delle più antiche civiltà agricole ed urbane che si conoscano (Neolitico, 8000-6000 a.C.).
L'arrivo dei popoli semiti comincia nel III millennio a.C.. Gli Ebrei, sottomessi dai Cananei, giunsero alla metà del II millennio a.C., in un periodo caratterizzato da un regime di accentuata aridità, che spingeva molte popolazioni a cercare nuovi territori per vivere. Fondarono centri di vita urbana e religiosa.
Una serie di regni e Stati ebraici ebbe vita nella regione per oltre un millennio a partire dalla metà del II millennio a.C. Ricordiamo per brevità il Regno di Israele distrutto nel 722 a.C., anno dell'invasione assira, e il Regno di Giuda (distrutto nel 586 a.C. dai Babilonesi). Questo fu poi ricostruito nel 530 a.C., e fu posto sotto protettorati diversi, dai Persiani ai Romani, fino al fallimento della grande rivolta ebraica contro l'Impero romano, che provocò la massiccia espulsione degli Ebrei dalla loro patria o il loro volontario esilio (circa il 25% della popolazione) in seguito alla distruzione del Tempio. Dopo aver soffocato la rivolta di Bar Kohba nel 135, l'imperatore Adriano cambiò nome alla Provincia Judaea chiamandola Provincia Syria Palaestina, dove Palaestina deriva dal nome biblico Phelesht (in ebraico פלשת Pəléšeṯ, italianizzato in Filistea o Filistei), territorio costiero in origine abitato da una popolazione probabilmente indoeuropea affine ai Greci.
Gli Ebrei considerano da tempo il territorio denominato Palestina come loro patria: è per essi Terra sacra e promessa. È il luogo dove sono nati sia l'ebraismo sia il cristianesimo, e contiene molti luoghi di grande importanza spirituale per ebrei, cristiani e musulmani: per i primi in particolare il Muro del Pianto, a Gerusalemme; per i secondi il Santo Sepolcro (sempre a Gerusalemme) e la basilica della Natività di Betlemme, oltre ai luoghi in cui secondo i Vangeli visse Gesù Cristo; per i terzi, la Spianata delle moschee (ancora a Gerusalemme).

## Preistoria
Tra i 2,6 e i 0,9 milioni d'anni fa, si conoscono almeno quattro episodi, ognuno dei quali culturalmente distinto, di Homininae che si sono dispersi dall'Africa al Levante. Gli strumenti di pietra focaia fabbricati da questi primi uomini sono stati rinvenuti nel territorio dell'attuale Stato d'Israele, inclusa Yir'on, dove sono stati riportati alla luce i più antichi strumenti di pietra mai visti al di fuori dell'Africa. Altri gruppi includono l'industria acheuleana (1,4 milioni di anni fa), il gruppo del Bizat Ruhama e quello del Gesher Bnot Ya'akov.
Scavi paleontologici e archeologici hanno riportato alla luce una grande quantità di fossili di uomo di Neanderthal in Palestina, risalenti al Paleolitico medio. Nel raggio d'estensione del Monte Carmelo, nella Grotta di Tabun e in quella di Es Skhul, sono stati scoperti i resti di primi ominidi e di Homo neanderthalensis, tra cui lo scheletro di una donna di Neanderthal, soprannominata Tabun I, considerato essere uno dei più importanti fossili umani mai rinvenuti. Gli scavi di El-Tabun hanno prodotto la più lunga stratigrafia della regione (600 000 o più anni di attività umana), a partire dal Paleolitico inferiore fino ai giorni nostri, rappresentando quindi approssimativamente un milione di anni di antropogenesi.

## Antichità

### Primi Israeliti, politeismo e origini dell'Ebraismo
| Schema cronologico della storia antica di Israele | Schema cronologico della storia antica di Israele | Schema cronologico della storia antica di Israele | Schema cronologico della storia antica di Israele |
| Cronologia assoluta                               | Fasi archeologiche                                | Fasi bibliche                                     | Fasi storiche                                     |
| ------------------------------------------------- | ------------------------------------------------- | ------------------------------------------------- | ------------------------------------------------- |
| 3500-2800 ca.                                     | Tardo Calcolitico                                 |                                                   |                                                   |
| 2800-2000 ca.                                     | Antico Bronzo                                     |                                                   | Prima urbanizzazione                              |
| 2000-1550 ca.                                     | Medio Bronzo                                      | Età dei Patriarchi                                | Città-stato indipendenti                          |
| 1550-1180 ca.                                     | Tardo Bronzo                                      | Esodo e conquista                                 | Dominio egiziano                                  |
| 1180-900 ca.                                      | Ferro I                                           | Età dei Giudici e Regno unito                     | Etnogenesi e periodo formativo                    |
| 900-600 ca.                                       | Ferro II                                          | Regni divisi                                      | Regni divisi e dominio assiro                     |
| 600-330 ca.                                       | Ferro III                                         | Età esilica e post-esilica                        | Regno neo-babilonese e Impero achemenide          |

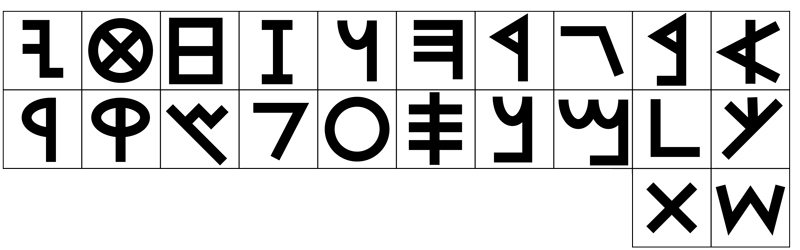
Lettere dell'alfabeto paleo-ebraico

La prima documentazione del nome Israele (ysrir) si trova incisa sulla Stele di Merenptah, fatta erigere dal sovrano egizio Amenhotep III (regno circa 1387 a.C. - 1348 a.C.) e modificata successivamente da Merenptah (regno circa 1213 a.C. - 1203 a.C.).

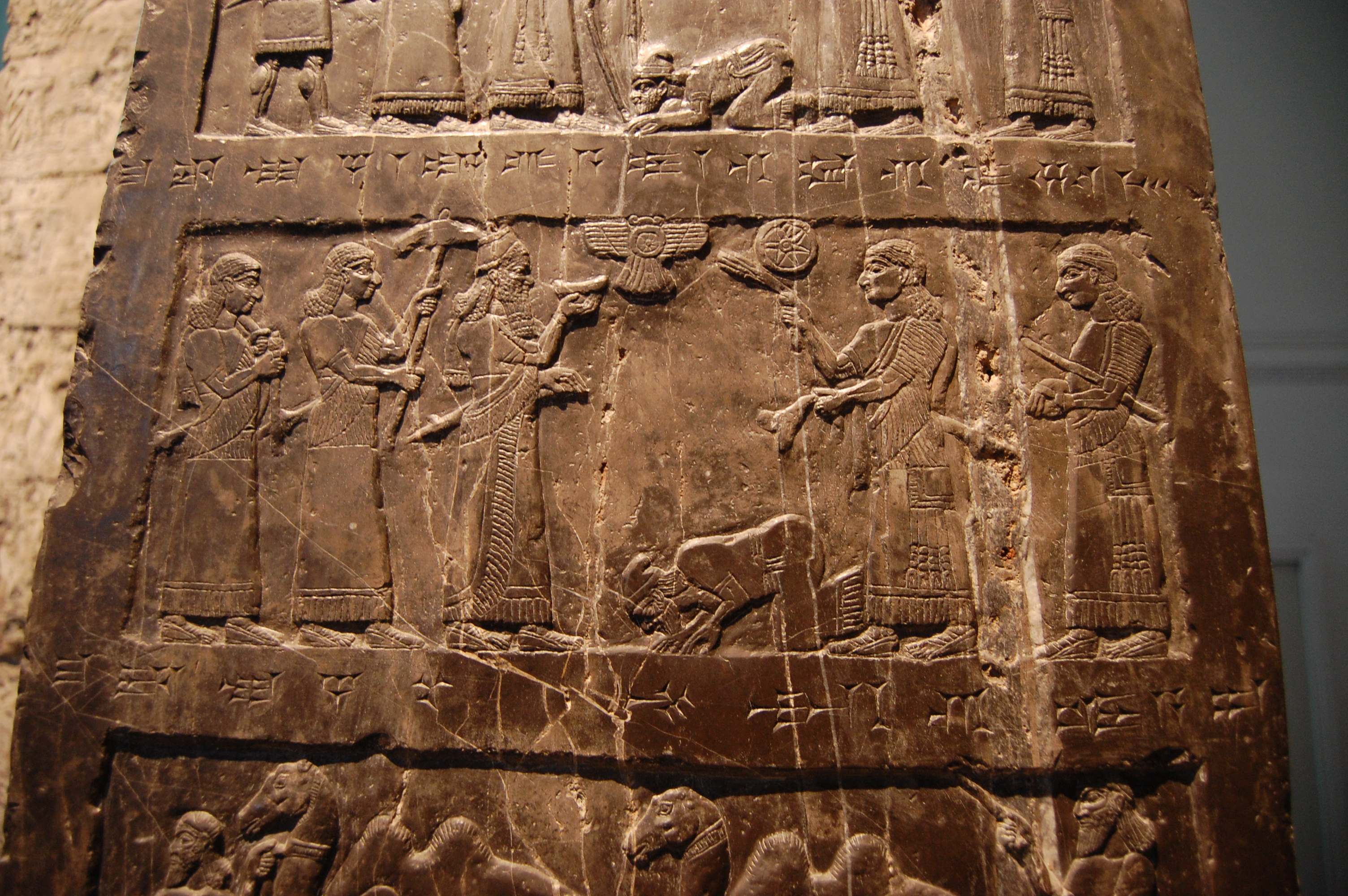
L'Obelisco nero (825 a.C.), il più antico reperto su cui sia raffigurato un Israelita (forse Jehu, od il suo ambasciatore, che si inchina a Salmanassar III)

L'archeologo William G. Dever, specializzato nella storia del Levante, identifica questo "Israele" con un'entità culturale e politica situata nella regione montuosa centrale, il quale però sembra essere più un gruppo etnico che uno Stato organizzato.
Tra gli antenati degli Israeliti potrebbero esserci stati dei Semiti nativi di Canaan o che facevano parte dei Popoli del Mare. McNutt dice che "sarebbe probabilmente prudente supporre che qualche volta, durante l'età del ferro, un popolo abbia cominciato a identificarsi come Israelita, differenziandosi quindi dai Cananei tramite certe indicazioni come la proibizione del matrimonio misto, un'enfasi quindi sulla storia di famiglia, sulla genealogia e sulla religione".
Il primo uso di grafemi come base di scrittura si è originato nell'area, probabilmente tra i Cananei residenti in Egitto. Tutti gli alfabeti moderni derivano da queste primitive forme di scrittura. L'evidenza dell'uso scritto dell'ebraico classico risale all'incirca al 1000 a.C. Venne scritto usando l'alfabeto paleo-ebraico, un abjad (o alfabeto consonantico) di origine semitica, derivato in gran parte dall'alfabeto fenicio.
I primi villaggi Israeliti ospitavano circa 300-400 persone, che riuscivano a sopravvivere grazie ad attività quali pastorizia e pascolo di bestiame, ed erano molto auto-sufficienti; prevaleva comunque lo scambio economico. La scrittura era conosciuta e veniva utilizzata principalmente per la documentazione, anche in piccoli siti. I ritrovamenti archeologici indicano la presenza di una società di centri-villaggio, anche se con molte poche risorse e una popolazione piuttosto scarsa.
Sebbene quindi gli Israeliti cercassero di distinguersi dai popoli vicini al loro territorio, essi condivisero un pantheon di numerose divinità insieme ai popoli vicini, soprattutto i Cananei. Yahweh (che dai Cananei veniva chiamato anche Yahu o Yahwi) veniva considerato un dio della guerra, al pari quindi di altre divinità simili, come ad esempio El, ed era uno dei personaggi del ciclo mitologico di Baal. Asherah, considerata spesso paredra di El, in numerose iscrizioni viene ritenuta essere invece la consorte di Yahweh. Inoltre migliaia di statuette di creta riportate alla luce suggeriscono che in realtà i primi Israeliti non adoravano un solo dio, bensì una moltitudine di dei.

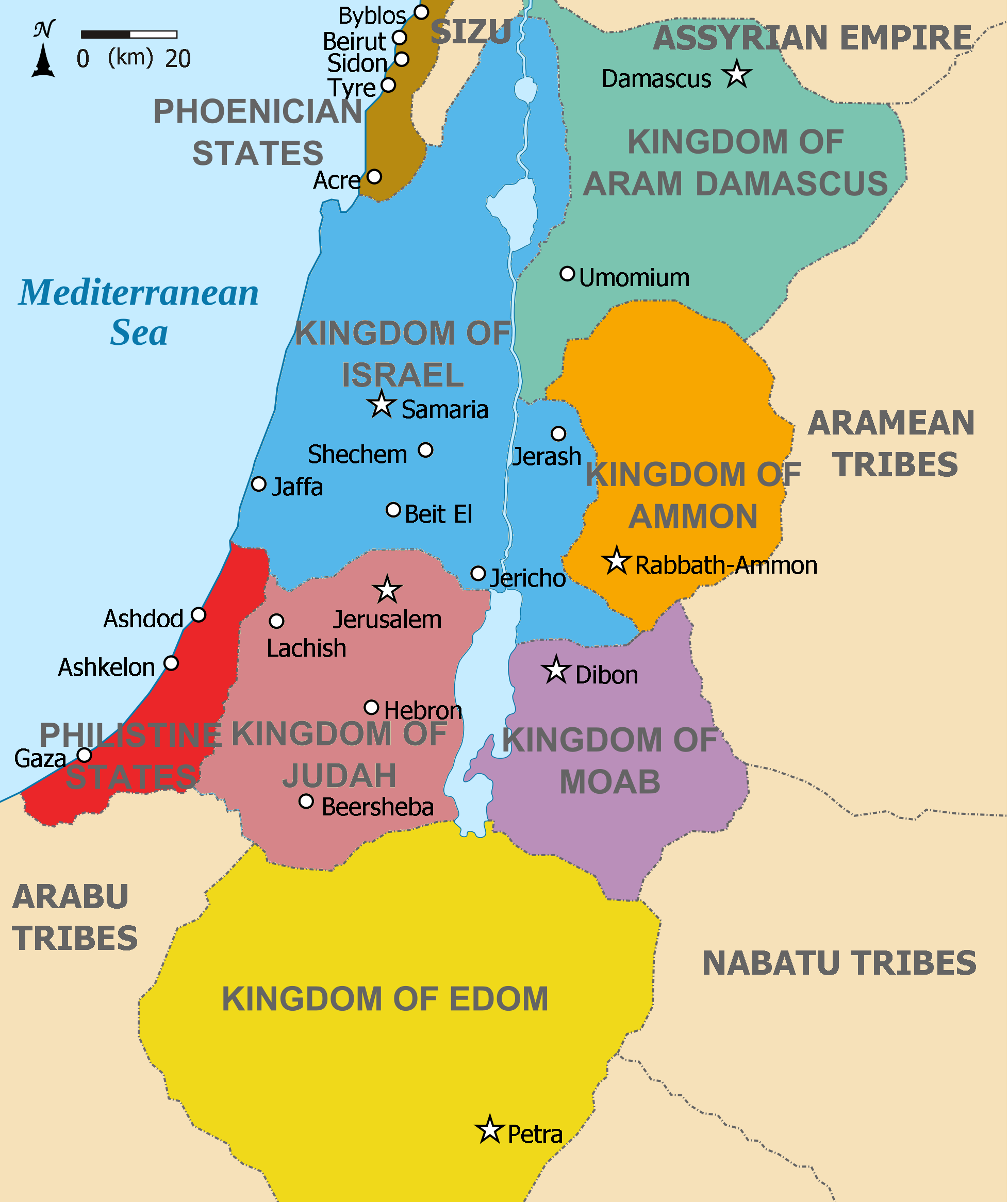
Carta del Levante (anni 830 circa). Il Regno di Giuda è segnato in rosa, quello d'Israele in azzurro.

Appare quindi probabile che l'adorazione di Yahweh si sia originata nel Sud della terra di Canaan (Edom, Moab, Madian) a partire dall'età del bronzo (XIV secolo a.C.) e che il suo culto sia stato diffuso a nord dalla popolazione nomade dei Cheniti. Cornelis Petrus Tiele, ideatore dell'"ipotesi Chenita" (1872), riteneva che storicamente Yahweh fosse stato una divinità dei Madianiti e che Mosè venisse attribuito per questa ragione a tale popolo; sempre secondo Tiele, sarebbe stato Mosè a portare dal Nord a Israele il culto di Yahweh. Quest'idea è basata su un'antica tradizione (Libro dei Giudici 1,16,4,11) che vuole il padre adottivo di Mosè essere stato un sacerdote Madianita di Yahweh, il quale voleva preservare il ricordo dell'origine Madianita del dio. Mentre dagli studiosi e dagli storici moderni viene ampiamente accettato il ruolo che i Cheniti hanno avuto nel trasmettere il culto di Yahweh, quello di Mosè trova scarso supporto tra gli studi moderni, dal momento che Mosè viene ormai considerato anche dagli esperti dell'archeologia siro-palestinese uno dei numerosi protagonisti leggendari di saghe epico-mitologiche narrate nella Bibbia ebraica.

### Regni d'Israele e Giuda
La Bibbia ebraica descrive una guerra costante fra Ebrei e altre tribù, tra cui i Filistei. Intorno al 930 a.C., il Regno unificato d'Israele e Giuda si divise in due per questioni concernenti la successione al trono: a sud il Regno di Giuda e a nord quello d'Israele.
Lo Stato moderno di Israele comprende parte del sito degli antichi regni di Israele e Giuda, parte dei vecchi Stati fenici e parte dei vecchi Stati filistei.
Un'alleanza tra Acab d'Israele e Ben Hadad II di Damasco riuscì a respingere le incursioni degli Assiri, con una memorabile vittoria alla battaglia di Qarqar (854 a.C.). Tuttavia, il Regno d'Israele alla fine venne distrutto dal re assiro Tiglatpileser III intorno al 750 a.C. Anche il Regno filisteo subì la stessa sorte. Gli Assiri inviarono la maggior parte del nord del regno israelita in esilio, causando così la dispersione di dieci tribù d'Israele. I Samaritani affermano di essere discendenti dei superstiti della conquista assira. Una rivolta Israelita (724–722 a.C.) venne congestionata dopo l'assedio e la cattura di Samaria da parte di Sargon II. Nel frattempo il re assiro Sennacherib tentò di conquistare il Regno di Giuda, ma fallì in questa impresa. Tuttavia le incisioni sul Prisma di Sennacherib sostengono che quest'ultimo abbia voluto punire Giuda per poi abbandonare l'area (lo stesso Erodoto descrive inoltre l'invasione).

### Dominazione babilonese
Nel 586 a.C. il Re di Babilonia, Nabucodonosor II, conquistò il Regno di Giuda. Secondo la Bibbia ebraica, sarebbe stato lui a distruggere il Tempio di Salomone e a portare gli ebrei in esilio a Babilonia. La sconfitta è stata documentata anche da parte dei Babilonesi. Si è creduto che il Re di Giuda, Ioiakim, avesse commutato delle alleanze tra gli Egizi e i Babilonesi (cioè che si fosse alleato prima con gli uni e poi con gli altri) e che quindi l'invasione fosse stata in realtà una punizione da parte dei Babilonesi per essersi alleato in principio con la nemesi di Babilonia, l'Egitto. Gli Ebrei esiliati quindi potrebbero esser stati limitati a un'élite.

## Età classica

### Dominazione persiana ed età ellenistica

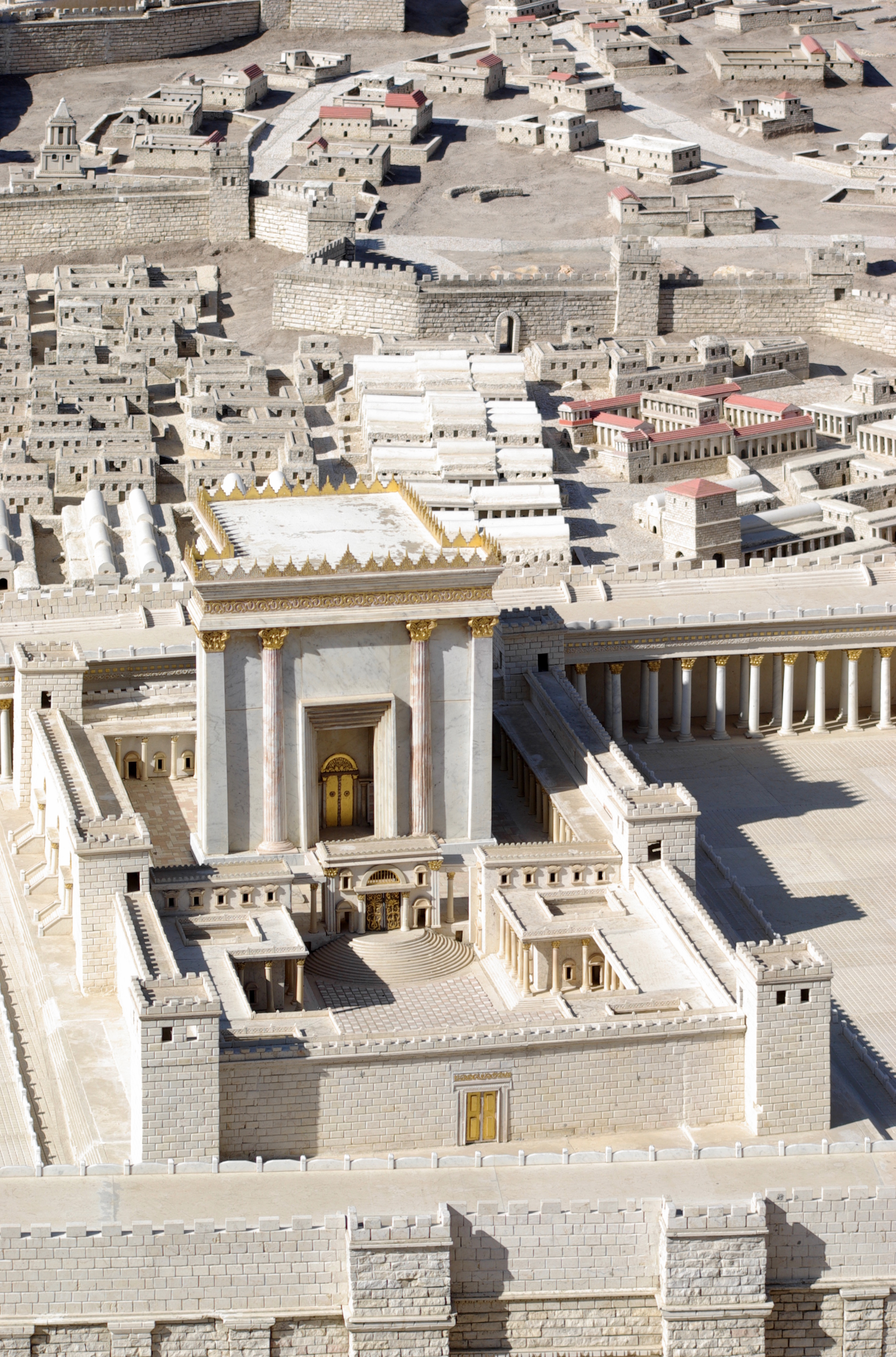
Modello del Secondo Tempio di Gerusalemme conservato all'Israel Museum

Nel 538 a.C., Ciro il Grande di Persia conquistò Babilonia e il suo impero. Ciro emise quindi un proclama che garantiva la libertà religiosa (per il testo originale vedi il Cilindro di Ciro) alle nazioni soggiogate (tra cui i Giudei). Secondo la Bibbia ebraica 50 000 Giudei, guidati da Zerubabel, tornarono a Giuda e ricostruirono il Tempio. Un secondo gruppo di 5 000, guidati da Esdra e Neemia, tornò a Giuda nel 456 a.C. anche se i non-ebrei scrissero a Ciro per cercare di indurlo a prevenire il loro ritorno. Si ritiene che le versioni finali ebraiche della Torah e i Libri dei Re risalgano a questo periodo e che gli Israeliti di ritorno da Babilonia avessero adottato un alfabeto aramaico, e che il calendario ebraico (che ricorda da vicino il calendario babilonese) risalga anch'esso a questo periodo.
Nel 333 a.C. l'Imperatore macedone, Alessandro Magno, sconfisse i Persiani e conquistò la Persia. Qualche tempo dopo, la prima traduzione della Bibbia ebraica (la Septuaginta) fu iniziata ad Alessandria d'Egitto. Dopo la morte di Alessandro, i suoi generali continuarono a combattere sul territorio che aveva conquistato. Il Regno di Giuda divenne il confine tra l'Impero seleucide e l'Egitto tolemaico, fino a diventare parte anch'esso dell'Impero seleucide. Nel II secolo a.C., Antioco IV, l'Imperatore seleucide, tentò di sradicare l'Ebraismo a favore della religione ellenistica. Questo provocò nel 174–135 a.C. la rivolta maccabea guidata da Giuda Maccabeo (la cui vittoria viene celebrata durante la festa di Chanukkah). I Libri dei Maccabei descrivono la rivolta e la fine della dominazione greca. Il partito politico ebraico degli Asidei si oppose sia all'ellenizzazione sia alla rivolta, ma alla fine diede il suo supporto ai Maccabei. Interpretazioni moderne vedono questo periodo come una guerra civile tra le forme ellenizzanti e quelle tradizionaliste dell'Ebraismo.

### Dinastia giudaica degli Asmonei
La dinastia degli Asmonei di re-sacerdoti (ebraici) governò la Giudea con i Farisei, i Sadducei e gli Esseni come principali movimenti sociali ebraici. Come parte della loro lotta contro la civiltà ellenistica, i Farisei istituirono quello che forse potrebbe esser stato il primo programma nazionale (e religioso) d'istruzione e alfabetizzazione maschile del mondo, basato intorno a case di riunione. Ciò ha preposto le basi per la nascita del giudaismo rabbinico. La giustizia veniva amministrata dal Sinedrio, il cui presidente-principe era noto come Nasi. L'autorità religiosa del Nasi venne gradualmente sostituita da quella del Sommo sacerdote del Tempio (sotto gli Asmonei quest'ultimo ricopriva anche il ruolo di Re di Giuda).
Nel 125 a.C. il Re degli Asmonei, Giovanni Ircano I, soggiogò Edom e obbligò la popolazione con la forza a convertirsi al giudaismo (questo è l'unico caso noto di forzata conversione al giudaismo). Nel 64 a.C. il generale romano Pompeo conquistò la Siria e intervenne nella guerra civile degli Asmonei a Gerusalemme.

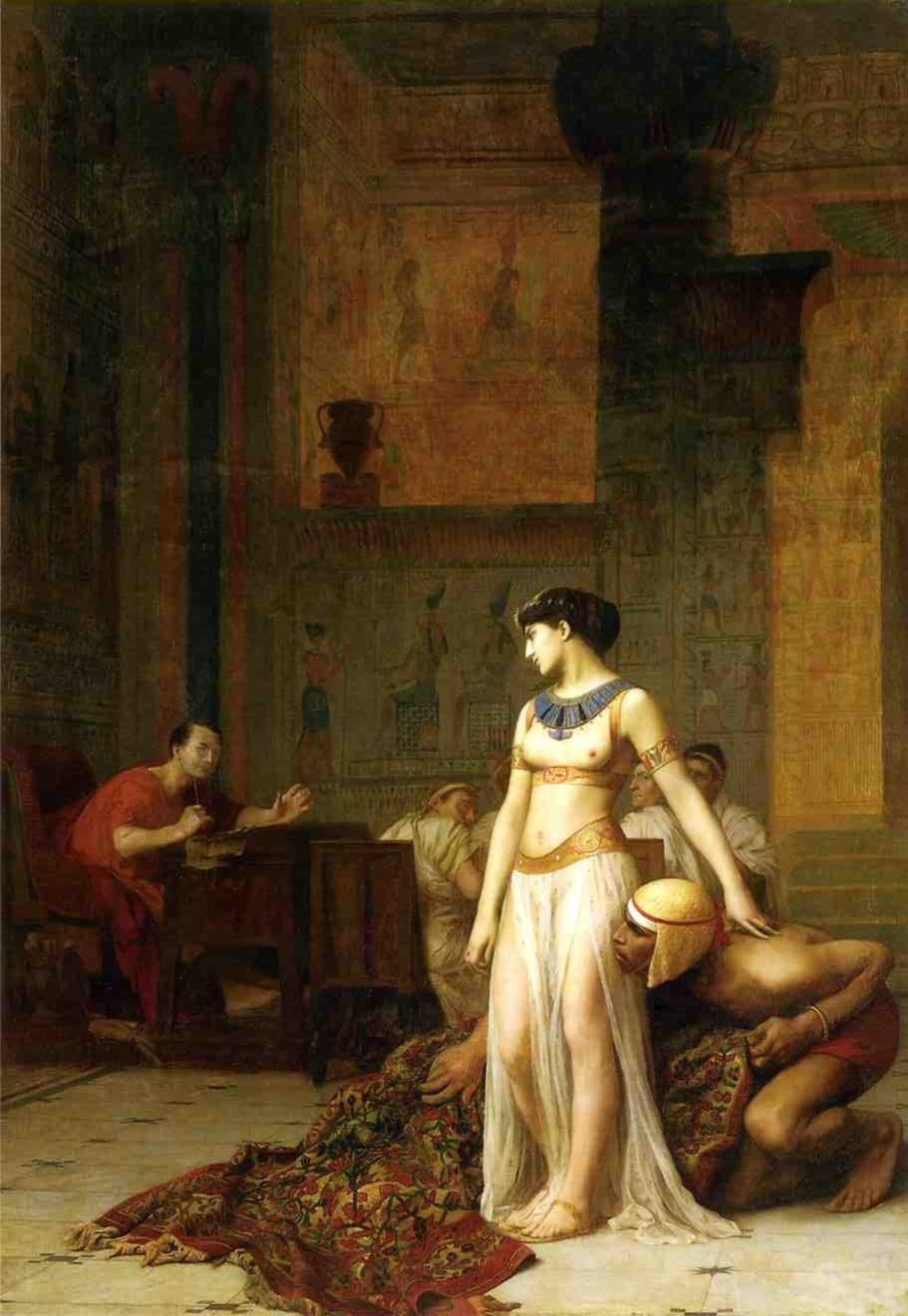
Cleopatra e Giulio Cesare, 1866, dipinto di Jean-Léon Gérôme

Nel 47 a.C. la vita di Giulio Cesare e della sua pupilla Cleopatra furono salvate da 3 000 truppe speciali giudee inviate dal re Giovanni Ircano II e comandate da Antipatro, i cui discendenti vennero nominati da Cesare regnanti di Giudea.

### Regno di Erode il Grande
Dal 37 a.C. al 6 a.C. la dinastia erodiana, costituita da re-clienti giudaico-romani, discendenti da Antipatro, governò la Giudea. Uno di questi, Erode il Grande, ingrandì notevolmente il Tempio, rendendolo una delle più grandi strutture religiose di tutto il mondo. Nonostante la sua fama, fu in questo periodo che il giudaismo rabbinico, guidato da Hillel il Vecchio, cominciò ad assumere un rilievo talmente popolare da scapestrare il sacerdozio del Tempio.
Al Tempio ebraico a Gerusalemme venne comunque concesso un permesso speciale di non mostrare l'effigie dell'Imperatore, diventando quindi l'unica struttura religiosa nell'Impero romano a essere autonoma, sia nelle decorazioni sia nel culto. Venne perciò concessa una dispensa speciale ai cittadini giudei dell'Impero romano secondo la quale dovevano pagare una tassa per il Tempio.

### Impero romano e provincia di Giudea

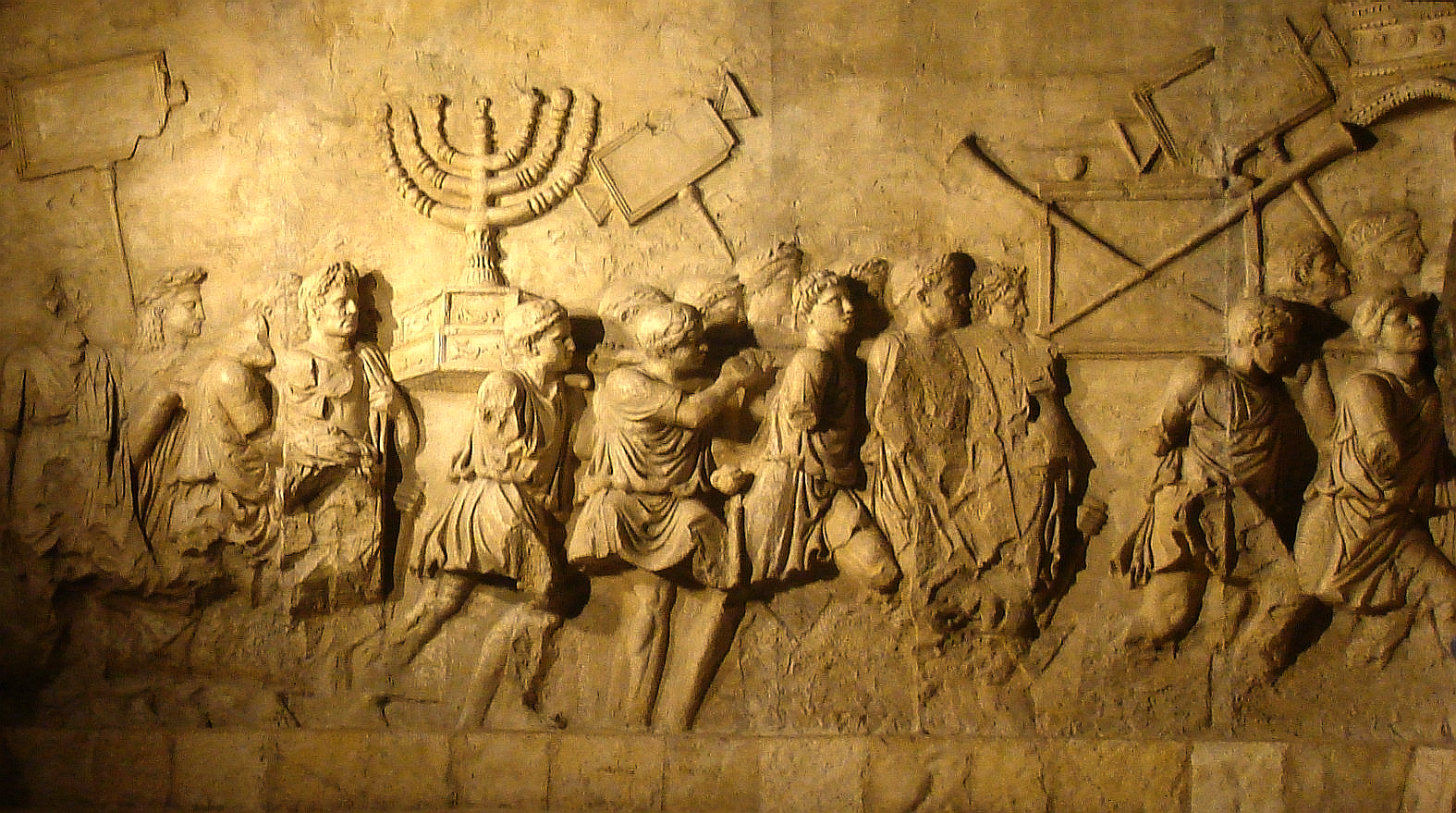
Arco di Tito: il bassorilievo rappresenta la processione trionfale dell'imperatore Tito con le spoglie del Secondo Tempio e il trasporto della Menorah a Roma

La Giudea divenne quindi una provincia romana nel 6, dopo la transizione della Tetrarchia di Giudea in un regno romano. Nei decenni successivi, anche se prosperosa, la società cominciò a mostrare i primi sintomi delle tensioni crescenti tra i greco-romani e le popolazioni della Giudea. Nel 66, gli ebrei di Giudea insorsero in rivolta contro Roma, denominando il loro nuovo Stato col nome di Israele. Gli eventi sono stati descritti dal condottiero e storico ebreo Giuseppe Flavio, tra cui la difesa disperata di Iotapata, l'assedio di Gerusalemme (69–70) e l'eroica ultima resistenza a Masada sotto Eleazar Ben Yair, capo dei sicarii. Gran parte della città di Gerusalemme e del Tempio giacevano in rovina. Durante la rivolta ebraica la maggior parte dei cristiani, che in questo momento rappresentavano una sub-setta dell'ebraismo, se ne andarono dalla Giudea. Il movimento rabbinico-farisaico di Jochanan Ben Zakkai, che si era opposto al sacerdozio del Tempio da parte dei Sadducei, fece pace con Roma e sopravvisse.
Dopo la guerra i Romani oppressero ancor di più i Giudei compiendo azioni quali il vietare la circoncisione, continuare a imporre la tassa del fiscus iudaicus, e finanziare, con le riscossioni della tassa, la costruzione di un Tempio dedicato a Giove Capitolino proprio sopra i resti del Secondo Tempio ebraico. Inoltre, a partire dal 96, l'imperatore Nerva modificò l'imposizione della tassa giudaica, esentando i cristiani dal pagarla; questa probabilmente fu una delle numerose controversie che avrebbero causato la progressiva rottura tra cristianesimo ed ebraismo.
Dal 115 al 117, i Giudei di Libia, Egitto, Cipro, Mesopotamia e Lod aumentarono in rivolta contro Roma. Questo conflitto fu accompagnato da grandi massacri di Giudei e Romani. Cipro era gravemente spopolata e i Giudei erano stati banditi dal vivere lì.
Nel 131, l'Imperatore romano Adriano rinominò Gerusalemme Aelia Capitolina e costruito un Tempio a Giove sul sito dell'ex Tempio ebraico. Agli Ebrei venne vietato di vivere nella stessa Gerusalemme (un divieto che ha persistito fino alla conquista araba) e nella provincia romana di Giudea, la quale, fino ad allora conosciuta come Iudaea, venne rinominata Palaestina; nessun'altra rivolta portò alla rinominazione di una provincia da parte dei Romani. I nomi Palestina (in italiano) e Filistin (in arabo) sono derivati da questo nuovo nome. Dal 132 al 136, un pretendente al trono dell'ormai decaduto Regno di Giuda (trasformato in Regno di Giudea), Simon Bar Kokheba, che si era autoproclamato Messia e Nasi, scatenò un'altra grande rivolta contro i Romani, rinominando nuovamente il paese Israele. La rivolta di Bar Kochba, rispetto alle altre guerre giudaiche, aveva una connotazione fortemente religiosa e nazionalistica allo stesso tempo, tant'è che Bar Kochba venne riconosciuto come l'individuo che avrebbe portato a compimento le profezie bibliche e acclamato re dei Giudei da rabbini influenti e di grande stima tra cui rabbi Akiva. I giudeo-cristiani, che non consideravano come loro Messia nessun altro all'infuori di Gesù di Nazareth, si rifiutarono di partecipare alla rivolta e vennero "condannati a essere puniti duramente a meno che non disconoscessero Gesù come Messia e maledicessero il suo nome", fatto che viene riportato anche da Giustino. È a partire da questo momento che gli Ebrei iniziarono a considerare il cristianesimo come una religione separata. La rivolta di Bar Kokhba, dopo due anni di indipendenza giudaica, fu infine fermata dallo stesso Adriano. Sebbene sia una visione della storia con pochi fondamenti, durante la rivolta di Bar Kochba sarebbe avvenuto il presunto concilio di Jamnia, un'ipotetica assemblea di maestri farisei che fra l'altro avrebbe fissato il canone della Bibbia ebraica (Tanakh) intorno al 95. Il concilio, secondo i fautori di tale ipotesi, avrebbero rigettato i libri apocrifi e della versione greca dei Settanta, compresi quelli che i cristiani cattolici chiamano deuterocanonici. Tale ipotesi, che presuppone il concilio, è stata formulata per la prima volta dallo studioso Heinrich Graetz nel 1871. Essa ha avuto il consenso della maggior parte degli studiosi fino agli anni sessanta, ma in seguito è stata rigettata da alcuni di essi. Di sicuro a Jamnia è esistita una scuola giudeo-farisaica.
Dopo la soppressione della rivolta di Bar Kochba, i Romani consentirono la costituzione di un Patriarca rabbinico ereditario (dalla Casa di Hillel) per rappresentare i giudei nei rapporti con i Romani. Il primo e più famoso di questi fu Judah haNasi. I seminari ebraici continuarono a produrre gli studiosi e i migliori di questi divennero membri del Sinedrio. La Mishnah, un importante testo religioso ebraico, venne completata in questo periodo. Tuttavia Adriano non era soddisfatto di aver ripreso il controllo della provincia e per risolvere il "problema dei giudei" decise di emanare dei decreti con i quali si impediva di professare il giudaismo o anche solo di insegnare la Torah. La pena poteva comprendere anche la condanna a morte: a questo periodo appartengono i Dieci Martiri, cioè rabbini torturati o uccisi anche pubblicamente per impartizione delle leggi romane, che volevano distruggere il giudaismo una volta per tutte; il più celebre di questi martiri è rabbi Akiva.

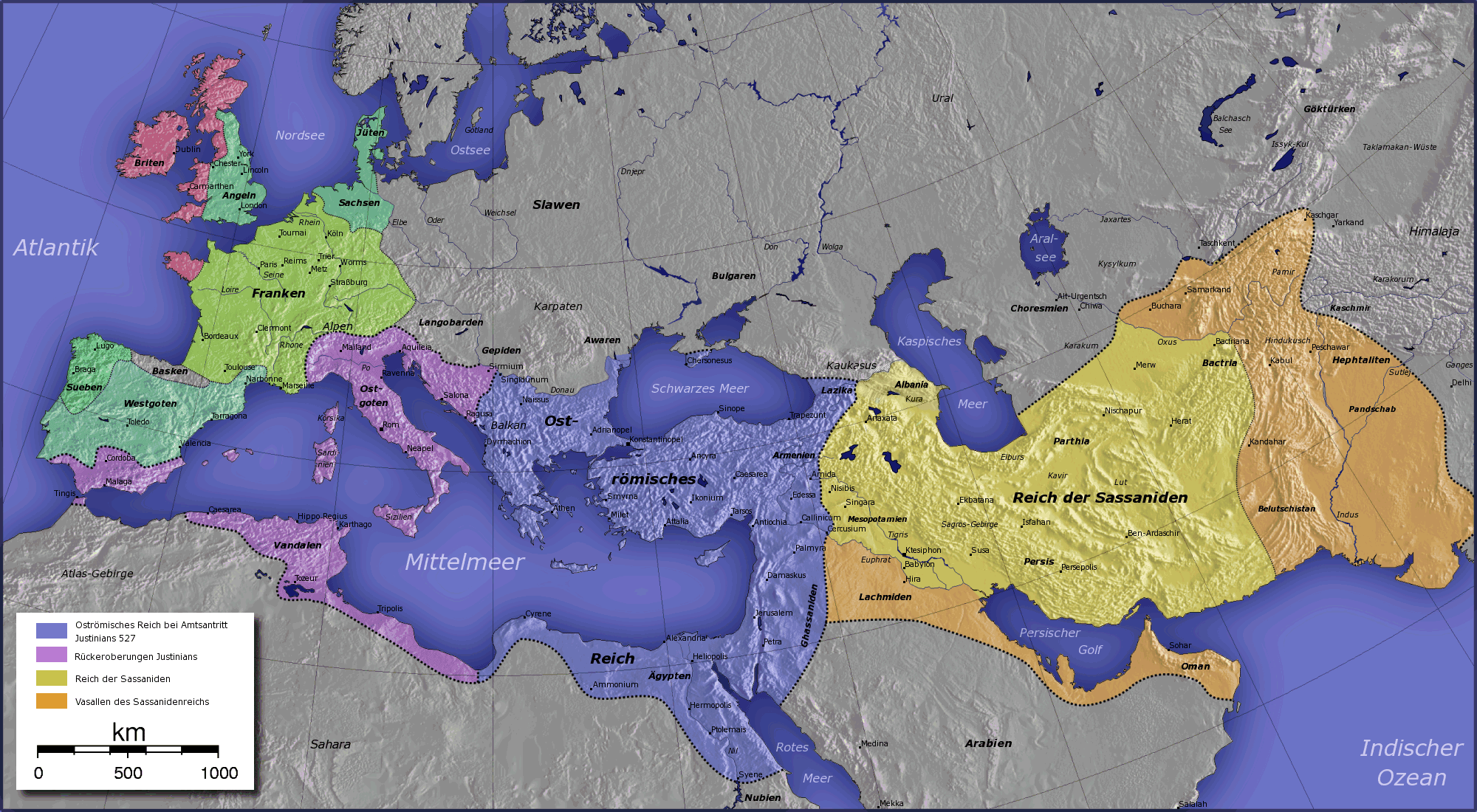
Impero bizantino ed Impero sasanide nel 500, un secolo prima della conquista islamica

Prima della rivolta di Bar Kochba, circa 2/3 della popolazione di Galilea e circa 1/3 della regione costiera erano ebrei. Tuttavia, la persecuzione e la crisi economica che colpirono l'Impero romano nel III secolo portarono a un'ulteriore immigrazione ebraica dalla Palestina verso l'Impero sasanide (più tollerante), dove esisteva già una prospera comunità ebraica nella zona di Babilonia. Tuttavia, con l'ascesa al trono imperiale di Antonino Pio, i Giudei tornarono a esser ben visti e trattati con benevolenza dai Romani. Completamente diverso l'atteggiamento verso i cristiani, che infatti videro inasprirsi le accuse e le persecuzioni nei propri confronti; dopo il dominio di Decio, l'Impero romano si era coalizzato contro il cristianesimo, perpetrando atrocità di ogni genere. Questa disuguaglianza di potere tra Giudei e cristiani nel mondo greco-romano "generò dei sentimenti anti-giudaici nei primi cristiani", che infatti già dalla distruzione del Tempio stavano cercando di distinguersi come un gruppo religioso a sé stante. 

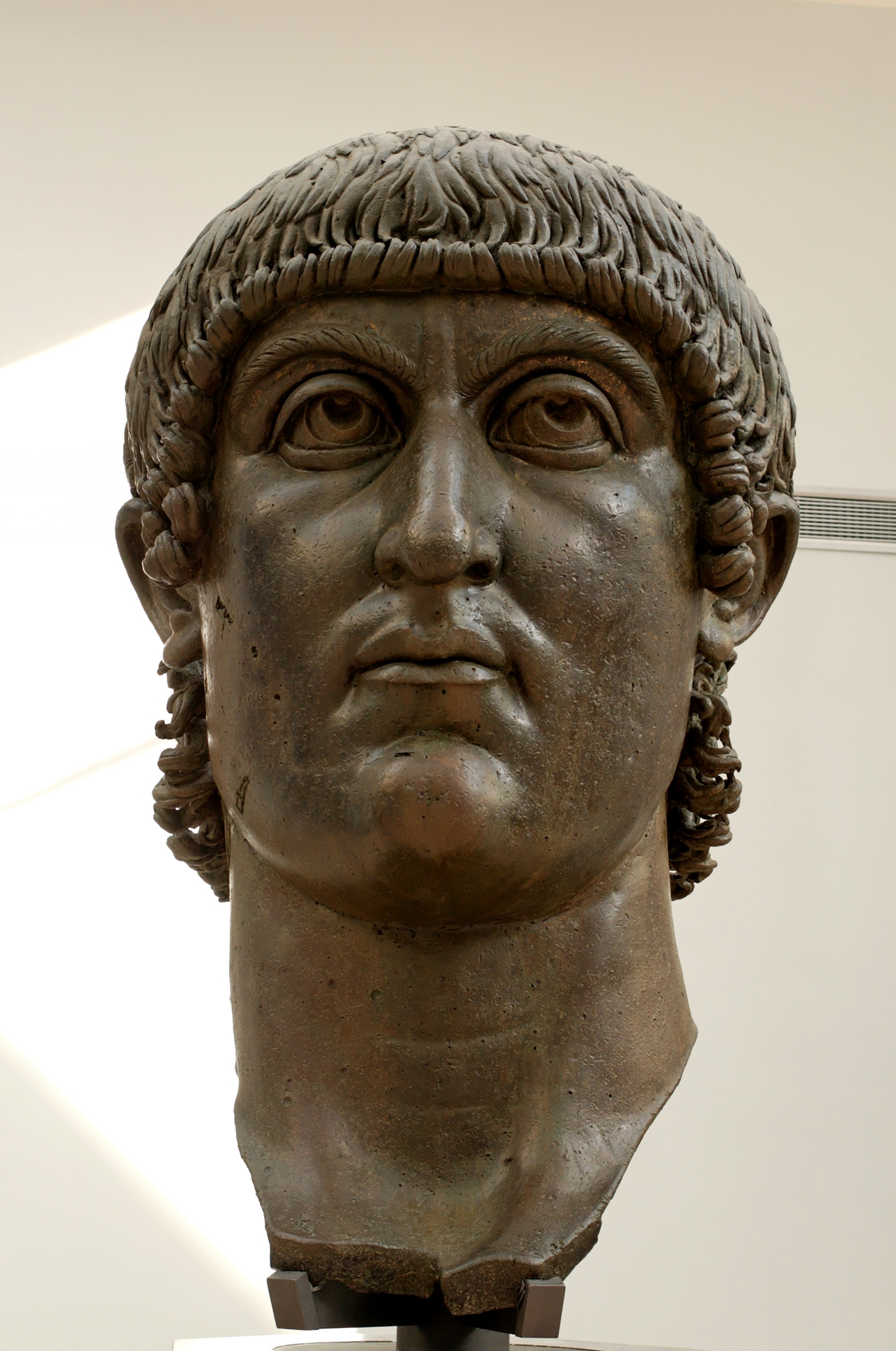
Busto bronzeo di Costantino

Iniziò quindi a generarsi un vero e proprio disprezzo tra giudei e cristiani, in parte guidato anche dalla legalità giudaica nell'Impero. Secondo una storia dai toni fortemente antigiudaici nata per scopi apologetici, nella città di Antiochia, dove il conflitto era molto più vivido, i giudei avrebbero fatto appello alle autorità romane perché uccidessero Policarpo di Smirne, vescovo e discepolo dell'apostolo Giovanni. Dopo la crisi del III secolo e la fine della persecuzione dei cristiani sotto Diocleziano, l'imperatore Costantino I e Licinio emanarono l'Editto di Milano nel 313, con il quale proclamavano la libertà religiosa nell'Impero. A partire da questo momento i giudei perdono la propria importanza sia all'interno dell'Impero sia in Palestina, rivolgendosi verso Babilonia. Con la morte di Licinio nel 323, Costantino espresse la propria preferenza per la religione cristiana e impose nuove leggi ai giudei: fermò il proselitismo ebraico, proibì ai giudei di circoncidere i propri schiavi e di lapidare quelli di loro che cambiavano religione, oltre che consentire il ritorno a Gerusalemme solo per il Tisha b'Av e con previo pagamento del fiscus iudaicus in monete d'argento.
All'inizio del IV secolo, Costantinopoli divennero la capitale dell'Impero romano d'Oriente e il cristianesimo venne adottato come religione ufficiale. Il nome di Gerusalemme venne ripristinato in Aelia Capitolina e divenne una città cristiana. Gli Ebrei erano ancora banditi dal vivere a Gerusalemme, ma vennero autorizzati a visitare la città, ed è in questo periodo che il superstite Muro Occidentale del Secondo Tempio divenne sacro. Nel 351–352 un'altra rivolta ebraica, stavolta in Galilea, esplose contro un governatore romano corrotto di nome Costanzo Gallo. Nel 362, l'ultimo imperatore romano di religione pagana, Flavio Claudio Giuliano, aveva annunciato i piani per ricostruire il Tempio ebraico di Gerusalemme. Morì durante la guerra contro i Persiani nel 363 e il progetto venne quindi interrotto.

#### Dominio Bizantino
L'Impero romano infine si divise (395) e la Giudea divenne parte dell'Impero romano d'Oriente, conosciuto come Impero bizantino. Nel V secolo, il 10-15% della popolazione era costituito da Giudei, concentrati in gran parte in Galilea. Il giudaismo era l'unica religione non-cristiana a essere tollerata, ma c'erano divieti per i Giudei concernenti la costruzione di nuovi luoghi di culto, il ricoprire cariche pubbliche o possedere schiavi. Diverse Rivolte Samaritane scoppiarono in questo periodo, con conseguente diminuzione della comunità samaritana da circa 1 milione a una quasi estinzione. I testi sacri ebraici scritti in Terra Santa in questo periodo furono la Ghemara (400), il Talmud di Gerusalemme (500) e l'Haggadah di Pesach.
Nel 611, la Persia sasanide invase l'Impero bizantino e, dopo un lungo assedio, Cosroe II conquistò Gerusalemme nel 614, con l'aiuto dei Giudei nuovamente in rivolta, tra cui forse il Regno himyarita ebraico dello Yemen. Ai Giudei venne quindi lasciato dai Persiani il governo di Gerusalemme dopo che questi ultimi ne assunsero il controllo, anche se l'autogoverno locale giudeo durò solo fino al 617 circa, quando i Persiani si arresero ai Bizantini. L'Imperatore bizantino, Eraclio, che aveva promesso di ripristinare i diritti dei Giudei e che aveva avuto aiuto da questi ultimi nello sconfiggere i Persiani, rinnegò l'accordo dopo la riconquista della Palestina, ed emise invece un editto che vietava la professione del giudaismo nell'Impero bizantino. I cristiani copti d'Egitto si presero la responsabilità di questo impegno rotto e fecero anche penitenza. I Giudei in fuga da Bisanzio si stabilirono nell'area del Baltico, dove la nobiltà cazara e parte della popolazione si convertirono successivamente al giudaismo.

## Medioevo

### Califfati, crociate e Impero ottomano

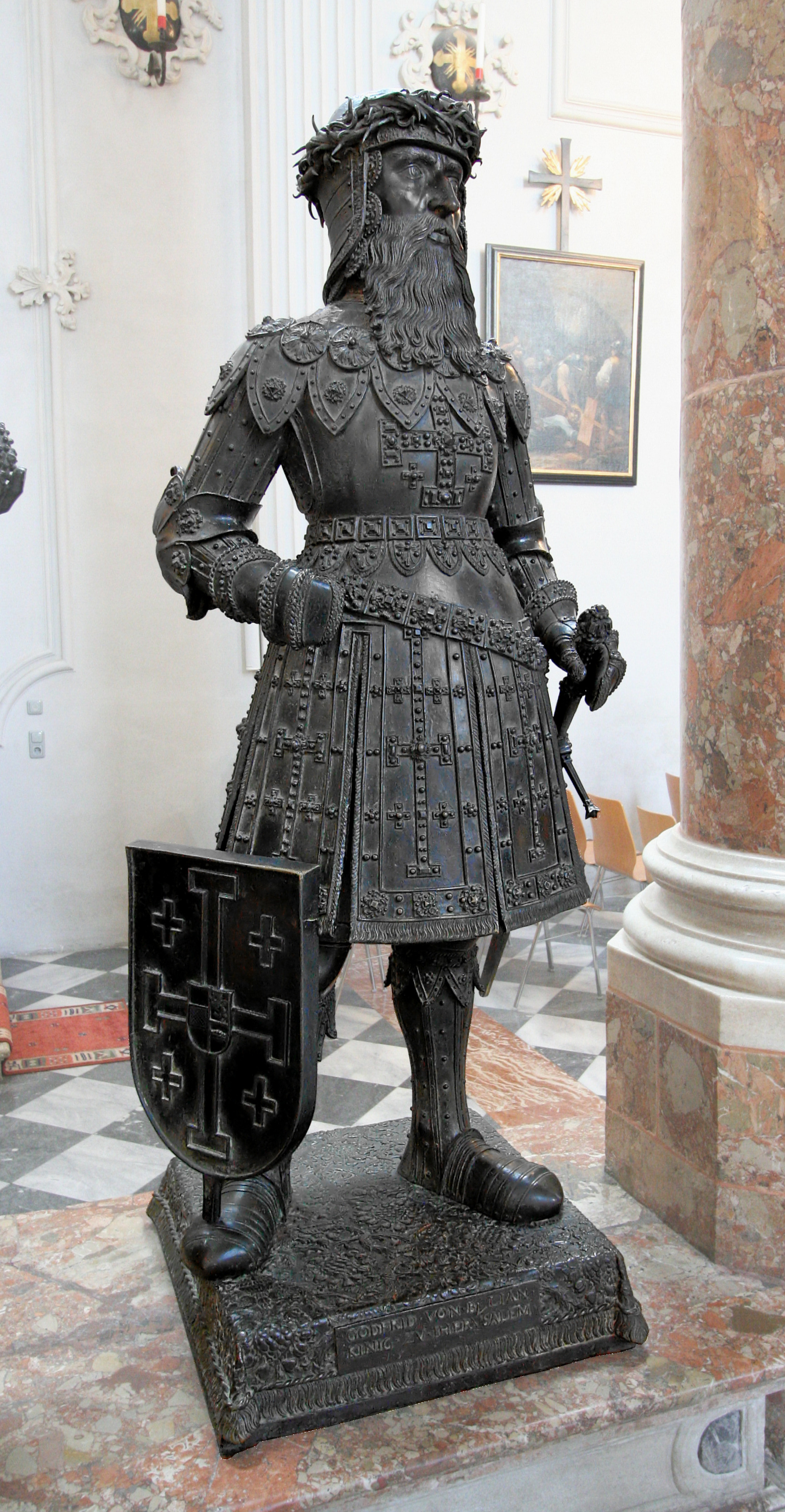
Statua bronzea di Goffredo di Buglione situata a Innsbruck. Fu protagonista della prima Crociata e primo Difensore del Santo Sepolcro.

Il primo califfato musulmano strappò la regione all'Impero bizantino nel VII secolo. Le Crociate segnarono una lunga lotta per il controllo della regione. Attraverso i secoli la dimensione della popolazione ebraica nella regione oscillò. All'inizio del XIX secolo, circa 10 000 ebrei vivevano nell'area dell'odierna Israele, a fianco di diverse centinaia di migliaia di arabi musulmani e cristiani. Verso la fine dello stesso secolo, questo numero iniziò ad aumentare, anche se gli ebrei rimasero una minoranza.

## Storia moderna e contemporanea

### Sionismo e mandato britannico
Dopo secoli di diaspora, il XIX secolo vide una significativa immigrazione ed il sorgere del sionismo, il movimento nazionale ebraico il cui intento era quello del ritorno in Palestina e la creazione qui di un'entità politica ebraica.

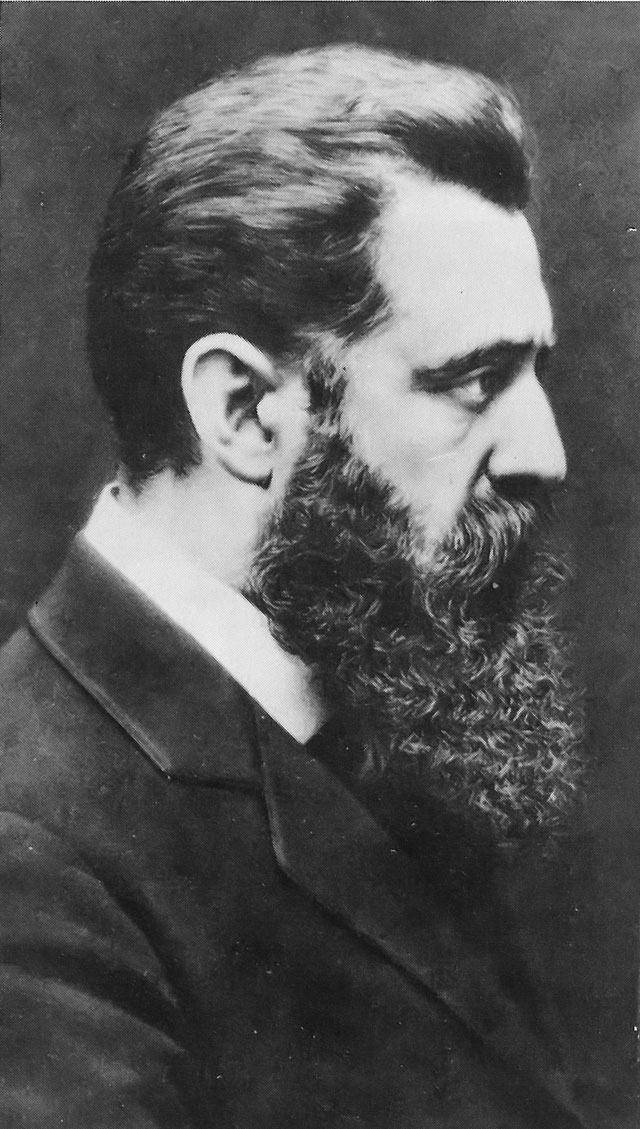
Theodor Herzl, ideatore del sionismo, fotografato nel 1904

Le prime ondate di immigrazione ebraica in Palestina, in quell'epoca provincia ottomana, ebbero inizio alla fine dell'Ottocento, grazie agli ebrei che sfuggivano alle persecuzioni in Russia. Già nel 1870, a nord di Jaffa, venne fondata la scuola agricola Mikve' Israel da cui poi germogliò la moderna Tel Aviv. Per contrastare il problema dell'antisemitismo, il 29 agosto 1897, a Basilea, si tenne il Primo congresso sionista, durante il quale fu fondata l'Organizzazione sionista.
Nel 1901, in occasione del quinto congresso sionista, viene creato il Fondo Nazionale Ebraico (Keren Kayemet LeIsrael) a cui viene attribuito il compito di acquistare terreni in terra d'Israele.
Nel 1902 durante il sesto congresso, fu discussa l'offerta britannica di creare uno Stato ebraico in Uganda. Alla proposta, pur approvata, non venne dato seguito.
Comincia nel 1904 la seconda ondata immigratoria, proveniente nuovamente dalla Russia e da vari paesi dell'Est europeo, come conseguenza dei continui Pogrom che colpiscono i cittadini di religione ebraica.
Nel 1909 viene fondata Tel Aviv ed il primo kibbutz sulle rive del lago di Tiberiade.
Tra il 1915 e il 1916 nell'ambito della cosiddetta corrispondenza Husayn-McMahon, il ministro plenipotenziario di Sua Maestà britannica Sir Henry MacMahon, Alto Commissario in Egitto, promette allo Sharīf della Mecca, al-Husayn b. ‘Ali- il riconoscimento agli arabi dei diritti all'auto-determinazione e all'indipendenza in cambio della loro partecipazione agli sforzi bellici anti-ottomani. In particolare MacMahon si spinge a garantire l'appoggio britannico alla creazione di uno "Stato arabo" che avrebbe inglobato all'incirca tutto il territorio compreso fra Egitto e Persia, compresa parte della Palestina.
Nel 1917, nel pieno della prima guerra mondiale, l'Impero ottomano crolla sotto i colpi del Regno Unito che, nello stesso anno, con la dichiarazione Balfour, si impegna ad agevolare la costituzione di un "Focolare nazionale" (National Home) in Palestina, specificando che non dovevano comunque essere danneggiati "i diritti civili e religiosi delle comunità non-ebraiche della Palestina".

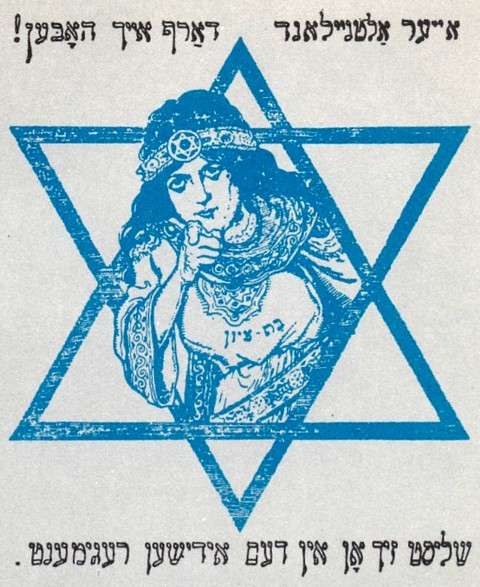
Manifesto di propaganda israeliana che invita gli uomini ad arruolarsi. Il personaggio raffigurato è Bat Zion (la Figlia di Sion), che rappresenta il popolo ebraico. L'immagine è ispirata al ben più celebre Zio Sam americano.

Nel 1920, nel corso delle trattative post-belliche, al Regno Unito viene assegnato dalla Società delle Nazioni il mandato sulla Palestina. Il mandato britannico divenne operativo completamente nel 1923, anche se l'esercito britannico occupava e controllava completamente il territorio fin dal 1917. Se la reazione delle popolazioni arabe (musulmane e cristiane) a tali progetti fu vivace e del tutto improntata all'ostilità, diverso fu invece l'atteggiamento del movimento sionista che, forte delle precedenti promesse fattegli, considerò il mandato britannico sulla Palestina il primo passo per la futura realizzazione dell'agognato Stato ebraico. In questo stesso anno venne fondata la Haganah, una forza paramilitare clandestina con il compito di difendere gli insediamenti ebraici in Palestina. Venne fondato anche il Keren HaYesod, il fondo cioè che raccoglie i contributi in tutto il mondo per la costituzione dello Stato ebraico. Venne in tale prospettiva deciso che la lingua ebraica, codificata da Eliezer Ben Yehuda nel 1890, ne sarebbe stata la lingua ufficiale.
Una nuova legittimazione alle aspirazioni ebraiche per uno Stato proprio arrivò nel 1922 quando la Società delle Nazioni confermò il mandato al Regno Unito citando la Dichiarazione Balfour, ma escludendo i territori a est del fiume Giordano dove sorgerà, invece, la Transgiordania (nel secondo dopoguerra Giordania).
Sotto il mandato britannico l'immigrazione ebraica nella zona subì un'accelerazione: solo negli anni venti immigrarono nella zona quasi 100 000 ebrei contro poco più di 5 000 non ebrei. Il risultato fu quello di portare la popolazione ebraica in Palestina dalle 83 000 unità del 1915, alle 84 000 unità del 1922 (a fronte dei 590 000 arabi e 71 000 cristiani), alle 175 138 del 1931 (contro i 761 922 arabi e i quasi 90 000 cristiani), alle 360 000 unità della fine degli anni trenta.
Nel 1929 il Regno Unito riconobbe ufficialmente l'Agenzia ebraica (attiva in forma ufficiosa dal 1923), con funzioni di rappresentanza diplomatica. Nel frattempo si fecero più frequenti le azioni antiebraiche da parte araba (contrastate dai gruppi armati della Haganah o simili) e le relative rappresaglie.
Il 14 agosto del 1929 si ebbero i primi scontri generalizzati nel paese, dopo che alcuni gruppi di aderenti al movimento nazionalista sionista di destra Betar di Vladimir Žabotinskij marciarono sul Muro del Pianto di Gerusalemme, rivendicando a nome dei coloni ebrei l'esclusiva proprietà della Città Santa e dei suoi luoghi sacri; a seguito di questa manifestazione iniziarono a circolare voci su scontri in cui i sionisti avrebbero picchiato i residenti arabi della zona e offeso il profeta Maometto. Come risposta il Consiglio Supremo Islamico organizzò una contro-marcia e il corteo, una volta arrivato al Muro, bruciò le pagine di alcuni libri di preghiere ebraiche. Nella settimana gli scontri continuarono e, infiammati dalla morte di un colono ebreo e dalle voci (poi rivelatesi false) sulla morte di due arabi per mano di alcuni ebrei, si ampliarono fino a comprendere tutta la Palestina.

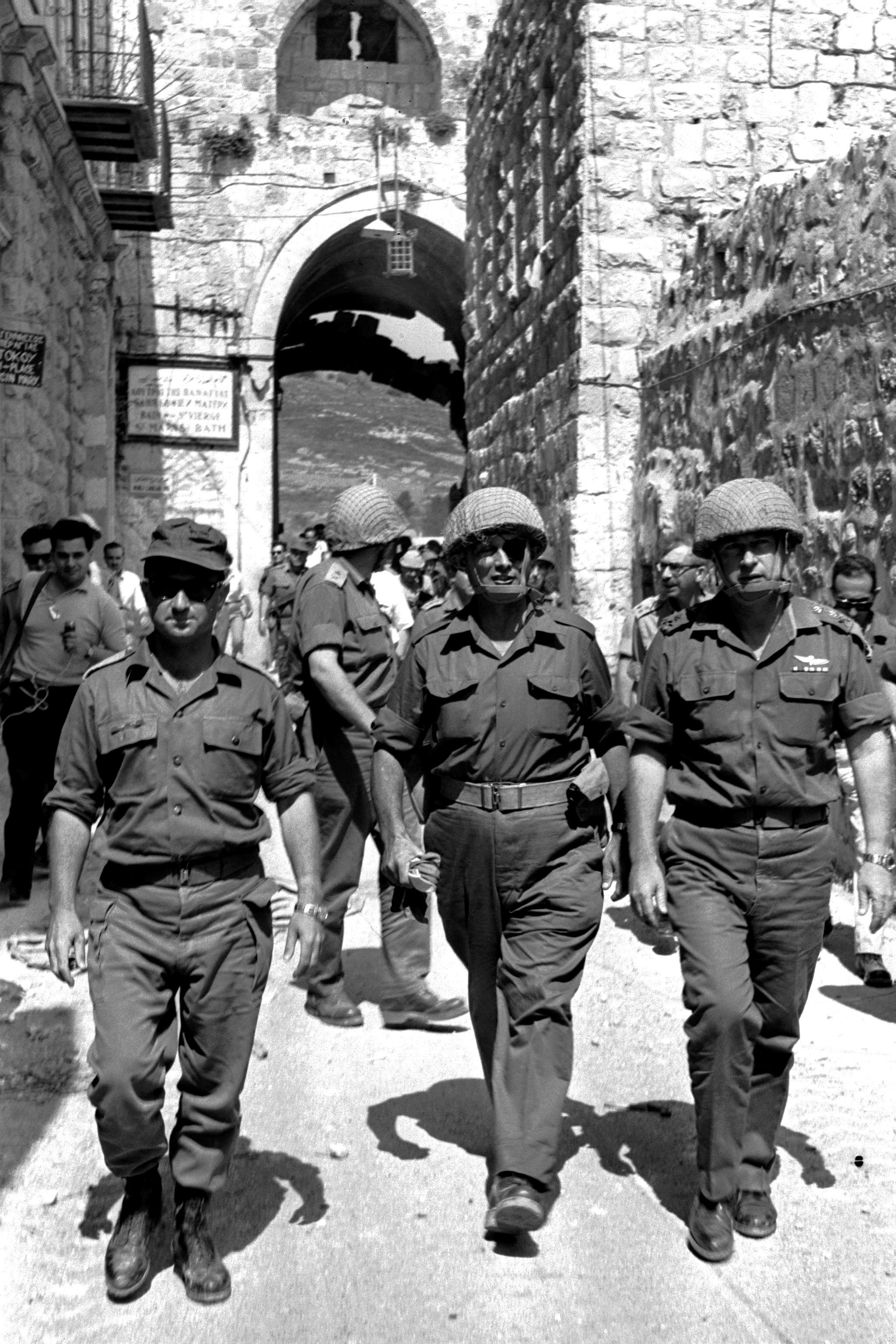
Truppe dell'IDF con Moshe Dayan all'entrata della Città Vecchia di Gerusalemme, giugno 1967

Il 20 agosto l'Haganah offrì la propria protezione alla popolazione ebraica di Hebron (circa 600 persone su un totale di 17 000), che la rifiutò contando sui buoni rapporti che si erano instaurati negli anni con la popolazione araba e i suoi rappresentanti. Il 24 agosto gli scontri raggiunsero la città dove furono uccisi quasi 70 ebrei, altri 58 furono feriti, alcune decine fuggirono dalla città e 435 trovarono rifugio nelle case dei loro vicini arabi per poi fuggire dalla città nei giorni successivi agli scontri. Solo nel 1967, dopo la guerra dei sei giorni, un gruppo di ebrei, guidati dal rabbino Moshe Levinger, occupò il principale hotel di Hebron rifiutando di lasciarlo e dando il via alla creazione di una nuova comunità ebraica a Hebron e dintorni (la loro presenza è comunque ritenuta da alcuni governi esteri e dalle Nazioni Unite una violazione delle leggi internazionali). Alla fine degli scontri ci furono tra gli ebrei 133 morti e 339 feriti (quasi tutti in seguito a scontri con la popolazione araba, quasi 70 solo a Hebron), mentre tra gli arabi ci furono 116 morti e 232 feriti (per la maggioranza dovuti a scontri con le forze britanniche).
Una commissione britannica giudicò e condannò i sospettati di stragi e rappresaglie ed emise diverse condanne a morte (diciassette arabi e due ebrei, commutate con la prigione a vita tranne quelle di tre arabi che furono impiccati), condannò fermamente gli attacchi iniziali della popolazione araba contro i coloni ebraici e le loro proprietà, giustificò le rappresaglie da parte dei coloni ebrei contro gli insediamenti arabi come una "legittima difesa" dagli attacchi subiti e vide nel timore della creazione di uno Stato ebraico il motivo di questi attacchi, timore che, per rassicurare la popolazione araba, venne pubblicamente giudicato infondato. Oltre a questo la commissione raccomandò al governo di riconsiderare le proprie politiche sull'immigrazione ebraica e sulla vendita di terra ai coloni ebrei, raccomandazione che portò alla creazione di una commissione reale guidata da Sir John Hope Simpson l'anno successivo. È da notare che spesso gli attriti tra la popolazione araba maggioritaria preesistente e i coloni non erano dovuti all'immigrazione in sé, ma ai differenti sistemi di assegnazione del terreno e delle risorse: gran parte della popolazione locale per il diritto britannico non possedeva il terreno, ma per le abitudini locali possedeva le piante che vi venivano coltivate sopra e di conseguenza molti terreni usati dai contadini arabi erano ufficialmente (per la legge britannica) senza proprietario e venivano quindi acquistati dai coloni ebrei (o loro affidati) o dall'Agenzia ebraica. Questo, unito alle regole con cui venivano effettuate le assegnazioni, che erano state criticate dalla commissione Simpson (la terra doveva essere lavorata solo da contadini ebrei e non poteva essere ceduta o subaffittata a non ebrei), di fatto toglieva l'unica fonte di sostentamento e lavoro a moltissimi insediamenti arabi preesistenti. La commissione Simpson confermò ufficialmente l'esistenza di questi problemi e mise in guardia il governo sui rischi per la stabilità della regione nel caso di un loro aggravarsi, sostenendo anche che, dati i sistemi di coltura dei coloni e quelli tradizionali della popolazione araba, non erano rimaste più terre fertili libere da assegnare a eventuali nuovi coloni ebrei.
Nel frattempo una nuova immigrazione, proveniente dalla Polonia, si sviluppò tra il 1924 ed il 1932. Questa immigrazione, diversamente da quelle precedenti, si caratterizzava per il livello sociale più elevato rispetto alle esperienze precedenti. Dal 1933 si assistette a un'ondata immigratoria proveniente dalla Germania, conseguenza delle leggi razziali emanate dal regime nazista. Il livello sociale di questi migranti era particolarmente alto e portava con sé un grande afflusso di capitali, di professionisti e di accademici.

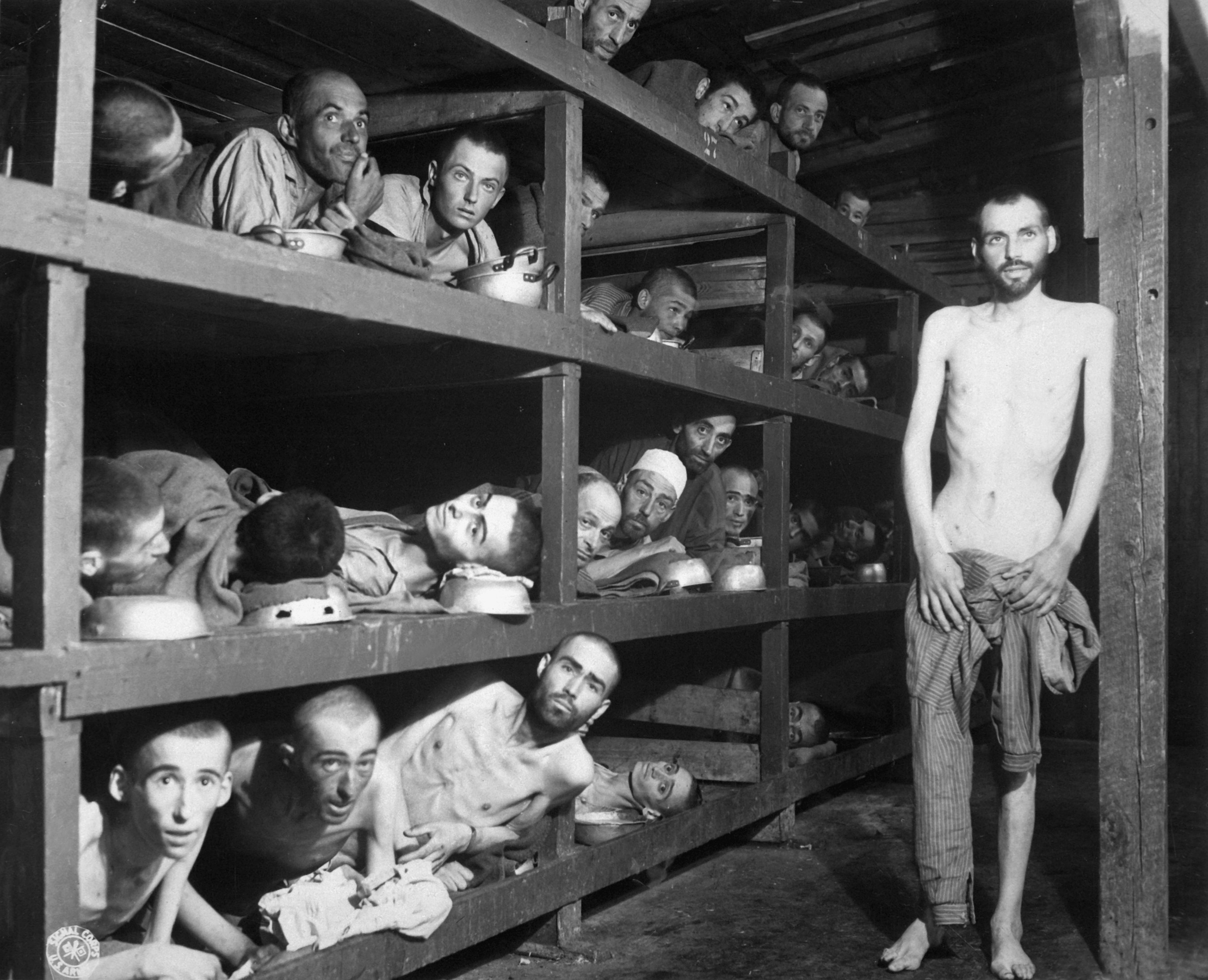
Prigionieri ebrei nelle baracche del campo di concentramento di Buchenwald, 16 aprile 1945

La politica di Londra tuttavia non mutò, nonostante vi fossero state nel frattempo varie condanne da parte della Società delle Nazioni e la situazione precipitò portando allo scoppio di una guerra civile durata tre anni, tra il 1936 e il 1939. Le iniziali richieste della popolazione araba di indire elezioni (che, essendo larga maggioranza, avrebbero visto vincitori principalmente i loro rappresentanti), di mettere fine al mandato e bloccare completamente l'immigrazione ebraica ebbero come risultato solo una dura repressione da parte delle forze britanniche. Con il passare dei mesi gli scontri divennero sempre più violenti, causando, secondo fonti britanniche, 5 000 morti tra la popolazione araba, 400 tra quella ebraica e 200 caduti britannici. Dopo tre tentativi falliti di ripartizione delle terre in due stati indipendenti (ma Gerusalemme e la regione limitrofa sarebbero rimasti sotto il controllo britannico), al termine della rivolta le autorità britanniche, con il "Libro Bianco" del 1939, decisero di imporre un limite all'immigrazione, decisione che causò un forte aumento dell'immigrazione clandestina (dal 1938 inizia l'Aliyà Bet, l'immigrazione clandestina che fece entrare nel paese, nel corso di un decennio, circa 100 000 ebrei), anche a causa delle persecuzioni che gli ebrei avevano cominciato a subire da parte della Germania nazista fin dal 1933. Londra vietò inoltre l'ulteriore acquisto di terre da parte dei coloni ebrei, promettendo di rinunciare al suo Mandato entro il 1949 e prospettando per quella data la fondazione di un unico Stato di etnia mista araba-ebraica. Ciò indusse pertanto gli ebrei di Palestina e le organizzazioni sioniste a cercare negli Stati Uniti l'appoggio che fino ad allora aveva concesso loro l'Impero britannico.
Con la seconda guerra mondiale i gruppi ebraici (con l'esclusione del gruppo della Banda Stern che cercò, senza ottenerla, l'alleanza con le forze naziste in chiave anti-britannica) si schierarono con gli Alleati, mentre molti gruppi arabi guardarono con interesse l'Asse, nella speranza che una sua vittoria servisse a liberarli dalla presenza britannica. Nel frattempo dall'Haganah nel 1936 si separò l'ala politicamente più a destra, che darà vita all'Irgun e da quest'ultimo si separò a sua volta nel 1940 il Lehi, gruppi che agli scopi originali affiancarono l'uso di atti terroristici sia contro la popolazione araba sia contro le forze britanniche.

### La nascita dello Stato
La fase decisiva della nascita dello Stato ebraico iniziò nel 1939 con la pubblicazione del Libro bianco con il quale l'amministrazione britannica pose fortissime limitazioni all'immigrazione e alla vendita di terreni agli ebrei. Da quel momento in poi, pur essendo la guerra mondiale in pieno svolgimento, le navi di immigranti ebrei vennero respinte e molte di esse colarono a picco conducendo alla morte i passeggeri. Nacquero anche gruppi terroristici ebraici (Irgun, Banda Stern), che opereranno fino alla dichiarazione dello Stato di Israele, con azioni contro gli arabi e le istituzioni britanniche, facendo esplodere bombe in luoghi pubblici (che ebbero il loro culmine nell'attentato al King David Hotel,  che provocò quasi 100 morti) e assassinando perfino il mediatore dell'ONU, il conte svedese Folke Bernadotte, fautore della divisione della Palestina. Agli inizi del 1947 il Regno Unito decise di rimettere il mandato palestinese nelle mani delle Nazioni Unite, cui fu affidato il compito di risolvere l'intricata situazione, ma mantenne le rigide limitazioni all'immigrazione: nel 1947 la nave Exodus, con 4 500 ebrei tedeschi sopravvissuti ai campi di concentramento, venne respinta e costretta a tornare in Europa.

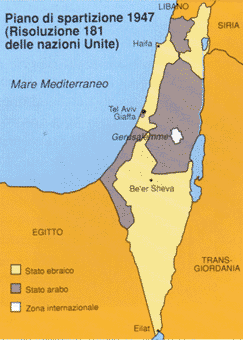
Piano di spartizione dell'ONU del 1947

L'ONU dovette quindi affrontare la situazione che dopo trent'anni di controllo britannico era diventata pressoché ingestibile, visto che la popolazione ebraica, che 30 anni prima era solo un'esigua minoranza, comprendeva oramai un terzo dei residenti in Palestina, anche se possedeva solo una minima parte del territorio (circa il 7% del territorio, contro il 50% della popolazione araba e il restante in mano al governo britannico della Palestina).
Il 15 maggio 1947 fu fondato quindi il Comitato speciale delle Nazioni Unite sulla Palestina (United Nations Special Committee on Palestine, UNSCOP), comprendente undici Paesi (Canada, Cecoslovacchia, Guatemala, Paesi Bassi, Perù, Svezia, Uruguay, India, Iran, Jugoslavia, Australia) da cui erano esclusi i Paesi "maggiori", per permettere una maggiore neutralità. Sette di questi (Canada, Cecoslovacchia, Guatemala, Paesi Bassi, Perù, Svezia, Uruguay) votarono a favore di una soluzione con due Stati divisi e Gerusalemme sotto controllo internazionale, tre per un unico Stato federale (India, Iran, Jugoslavia), ed uno si astenne (Australia).
Il problema chiave che l'ONU si pose in quel periodo fu se i rifugiati europei scampati alle persecuzioni naziste dovessero in qualche modo essere collegati alla situazione in Palestina.
Nella sua relazione l'UNSCOP si pose il problema di come accontentare entrambe le fazioni, giungendo alla conclusione che soddisfare le pur motivate richieste di entrambi era "manifestamente impossibile", ma che era anche "indifendibile" accettare di appoggiare solo una delle due posizioni.
Il 29 novembre 1947 l'Assemblea Generale delle Nazioni Unite approvò quindi la risoluzione n. 181. Il mandato britannico sulla Palestina fu diviso in due Stati, uno ebraico e l'altro arabo. Votarono a favore 33 Stati (Australia, Belgio, Bielorussia, Bolivia, Brasile, Canada, Cecoslovacchia, Costa Rica, Danimarca, Ecuador, Filippine, Francia, Guatemala, Haiti, Islanda, Liberia, Lussemburgo, Nicaragua, Norvegia, Nuova Zelanda, Paesi Bassi, Panama, Paraguay, Perù, Polonia, Repubblica Domenicana, Sudafrica, Svezia, Ucraina, URSS, Uruguay, USA, Venezuela), contro 13 (Afghanistan, Arabia Saudita, Cuba, Egitto, Grecia, India, Iran, Iraq, Libano, Pakistan, Siria, Turchia, Yemen), vi furono 10 astenuti (Argentina, Cile, Cina, Colombia, El Salvador, Etiopia, Honduras, Iugoslavia, Messico, Regno Unito), e un assente alla votazione (Thailandia). Le nazioni arabe fecero ricorso alla Corte internazionale di giustizia, sostenendo la non competenza dell'assemblea delle Nazioni Unite nel decidere la ripartizione di un territorio andando contro la volontà della maggioranza dei suoi residenti, ma il ricorso fu respinto.
Secondo il piano, lo Stato ebraico avrebbe compreso tre sezioni principali, collegate da incroci extraterritoriali; lo Stato arabo avrebbe avuto anche un'enclave a Giaffa. In considerazione dei loro significati religiosi, l'area di Gerusalemme, compresa Betlemme, fu assegnata a una zona internazionale amministrata dall'ONU.
Nel decidere su come spartire il territorio l'UNSCOP considerò, per evitare possibili rappresaglie da parte della popolazione araba, la necessità di radunare tutte le zone dove i coloni ebraici erano presenti in numero significativo (seppur spesso in minoranza ) nel futuro territorio ebraico, a cui venivano aggiunte diverse zone disabitate (per la maggior parte desertiche) in previsione di una massiccia immigrazione dall'Europa, una volta abolite le limitazioni imposte dal governo britannico nel 1939, per un totale del 56% del territorio.
La situazione sarebbe dunque stata:
| Territorio          | Popolazione araba | % Arabi | Popolazione ebraica | % Ebrei | Popolazione totale |
| ------------------- | ----------------- | ------- | ------------------- | ------- | ------------------ |
| Stato Arabo         | 725 000           | 99%     | 10 000              | 1%      | 735 000            |
| Stato Ebraico       | 407 000           | 45%     | 498 000             | 55%     | 905 000            |
| Zona Internazionale | 105 000           | 51%     | 100 000             | 49%     | 205 000            |
| Totale              | 1 237 000         | 67%     | 608 000             | 33%     | 1 845 000          |
| [ 60 ]              |                   |         |                     |         |                    |

(oltre a questo era presente una popolazione beduina di 90 000 persone nel territorio ebraico).
Le reazioni alla risoluzione dell'ONU furono diversificate: la maggior parte dei gruppi ebraici, inclusa l'Agenzia ebraica e la maggioranza della popolazione ebraica l'accettarono, pur lamentando tuttavia la non continuità territoriale tra le varie aree assegnate allo Stato ebraico. Gruppi ebraici più estremisti, come l'Irgun e la Banda Stern, la rifiutarono, essendo contrari alla presenza di uno Stato arabo in quella che era considerata "la Grande Israele" e al controllo internazionale di Gerusalemme (il giorno seguente Menachem Begin, comandante dell'Irgun, proclama: "La divisione della Palestina è illegale. Gerusalemme è stata e sarà per sempre la nostra capitale. Eretz Israel verrà reso al popolo di Israele, in tutta la sua estensione e per sempre").
Tra i gruppi arabi la proposta fu rifiutata, ma con diverse motivazioni: alcuni negavano totalmente la possibilità della creazione di uno Stato ebraico, altri criticavano la spartizione del territorio che ritenevano avrebbe chiuso i territori assegnati alla popolazione araba (oltre al fatto che lo Stato arabo non avrebbe avuto sbocchi sul Mar Rosso e sul Mar di Galilea, quest'ultimo la principale risorsa idrica della zona), altri ancora erano contrari per via del fatto che a quella che per ora era una minoranza ebraica (un terzo della popolazione totale) fosse assegnata la maggioranza del territorio (ma la commissione dell'ONU aveva preso quella decisione anche in virtù della prevedibile immigrazione di massa dall'Europa dei reduci delle persecuzioni della Germania nazista). L'Alto Comitato Arabo, organo rappresentativo dei Palestinesi, respinge la risoluzione, accompagnando la decisione con tre giorni di sciopero e sommosse antiebraiche.

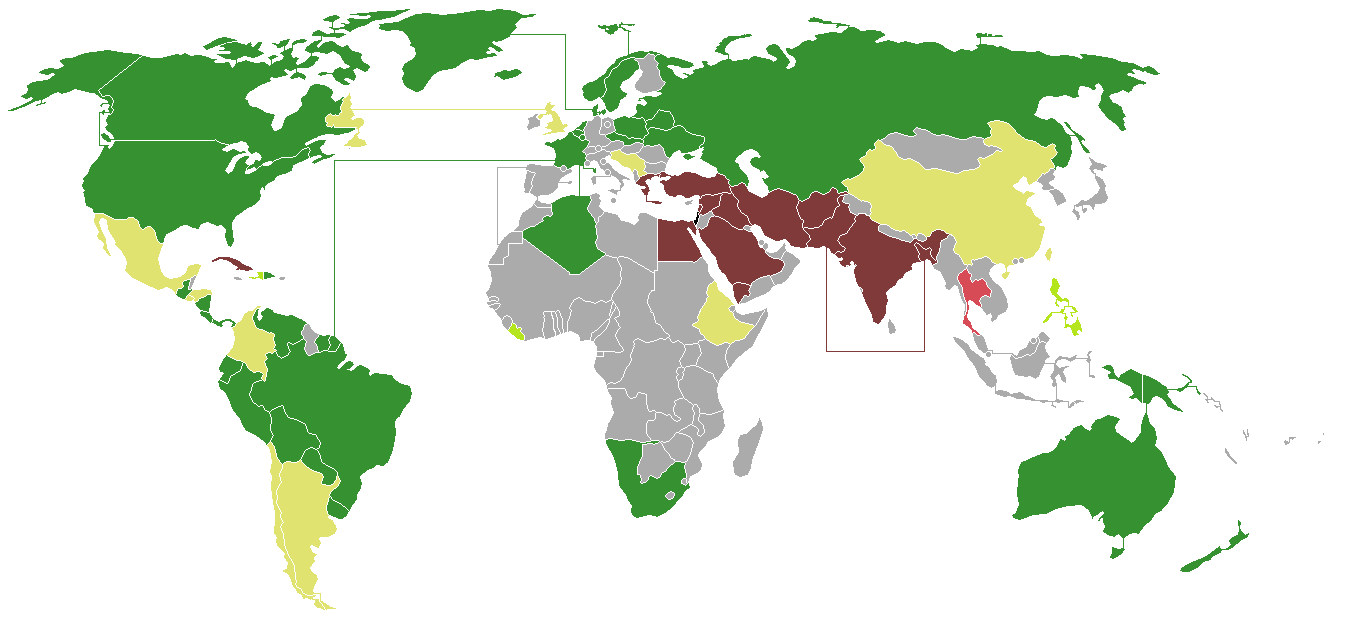
Voti favorevoli (verde), contrari (marrone), astenuti (giallo) e assenti (rosso) alla risoluzione n. 181 del 15 maggio 1947

Il Regno Unito, che negli anni trenta durante la Grande Rivolta Araba aveva già tentato diverse volte senza successo di spartire il territorio tra la popolazione araba preesistente e i coloni ebrei in forte aumento, si astenne nella votazione e rifiutò apertamente di seguire le raccomandazioni del piano, che riteneva si sarebbe rivelato inaccettabile per entrambe le parti e annunciò che avrebbe terminato il proprio mandato il 15 maggio 1948.
All'inizio del 1948, cinque mesi prima dello scoppio delle ostilità con gli Stati arabi, l'Haganah ha già predisposto un articolato piano di difesa attiva (aggressive defense), oggi noto come "Piano D", diretto al controllo dei territori palestinesi che le Nazioni Unite avevano assegnato agli ebrei, anche impossessandosi di punti strategici originariamente destinati agli arabi. Di esso fornisce un'efficace sintesi lo storico israeliano Avi Shlaim:
(Avi Shlaim, Il muro di ferro)
Nel mese di maggio Ben Gurion rifiutò una proposta americana per un "cessate il fuoco" incondizionato e l'allungamento del mandato britannico di altri dieci giorni, il tempo necessario per il negoziato con la Lega Araba. Il leader sionista impose al Consiglio di Stato provvisorio israeliano di proseguire in una politica di totale indipendenza da ogni forma di mediazione esterna, e il 14 maggio lesse la Dichiarazione d'indipendenza dello Stato ebraico in Palestina - Medinat Israel (senza nessuna indicazione dei confini, lasciando così aperta la possibilità di espansione oltre la linea stabilita dalle Nazioni Unite).

### Guerra arabo-israeliana del 1948
Il 15 maggio le truppe britanniche si ritirarono definitivamente dai territori del Mandato, lasciando campo libero alle forze ebraiche e arabe. Lo stesso giorno gli eserciti di Egitto, Siria, Transgiordania, Libano e Iraq attaccarono il neonato Stato di Israele. Il segretario generale della Lega araba 'Abd al-Rahmān 'Azzām Pascià annunciò "una guerra di sterminio e di massacro della quale si parlerà come dei massacri dei Mongoli e delle Crociate". Nel mese di giugno le Nazioni Unite proposero una tregua, che Israele utilizzò per riorganizzarsi e aumentare la leva militare. Il giorno 27 il mediatore dell'ONU, Folke Bernadotte, presentò una proposta di accordo che venne rifiutata da entrambe le parti. Il 17 settembre il diplomatico svedese venne assassinato dai terroristi sionisti del Lehi. L'offensiva venne bloccata dal neonato esercito israeliano (Tzahal) e le forze arabe furono costrette ad arretrare, e mentre queste ultime riuscirono a occupare solo minime parti della Palestina (la Striscia di Gaza e la Cisgiordania), le forze armate israeliane occuparono la gran parte del territorio che era stato sotto il Mandato britannico.
La guerra, che terminò con la sconfitta araba nel maggio del 1949, creò quello che resterà la causa degli scontri successivi: circa 700 000 profughi arabi, in gran parte fuggiti dagli orrori della guerra e in parte indotti o costretti ad abbandonare le loro proprietà dai vincitori del confronto. A essi sarà impedito il ritorno nello Stato d'Israele, il che è in diretto contrasto con l'articolo 13 della Dichiarazione Universale dei Diritti dell'Uomo . Non fu permesso il loro ingresso nei territori degli Stati arabi confinanti che intendevano in modo tale seguitare a mantenere una pressione psicologica e morale su Israele e gli Stati che ne appoggiavano l'iniziativa.
La guerra del 1948, chiamata in Israele "Guerra d'indipendenza", è considerata una sorta di mito fondativo nello Stato ebraico. Si è spesso posto l'accento sulla forte disparità di forze tra il piccolo Stato d'Israele e le sette potenze arabe. Nuove statistiche hanno messo in dubbio tale disparità, almeno sotto il profilo del numero dei combattenti: allo scoppio del conflitto, quelli arabi sarebbero stati all'incirca 25 000, tra regolari e no, contro 35 000 israeliani. Entro il mese di luglio, la mobilitazione israeliana aveva raggiunto le 65 000 unità, e alla fine dell'anno si arrivò ai 96 400. Sul fronte opposto, le forze rimasero sempre circa la metà di quelle israeliane. Peraltro, mentre gli arabi schierarono subito forze organizzate, dotate di mezzi corazzati, aerei e artiglieria e con militari di buona qualità (soprattutto nel caso della Legione araba transgiordana) gli israeliani disponevano, almeno nelle prime fasi della guerra, solo di armi leggere e di personale che era stato, in larga parte, addestrato in maniera sommaria. Un grave svantaggio per la Lega Araba fu la mancanza di ogni coordinamento e piano strategico, cosa che consentì agli israeliani di affrontare i paesi arabi uno alla volta.

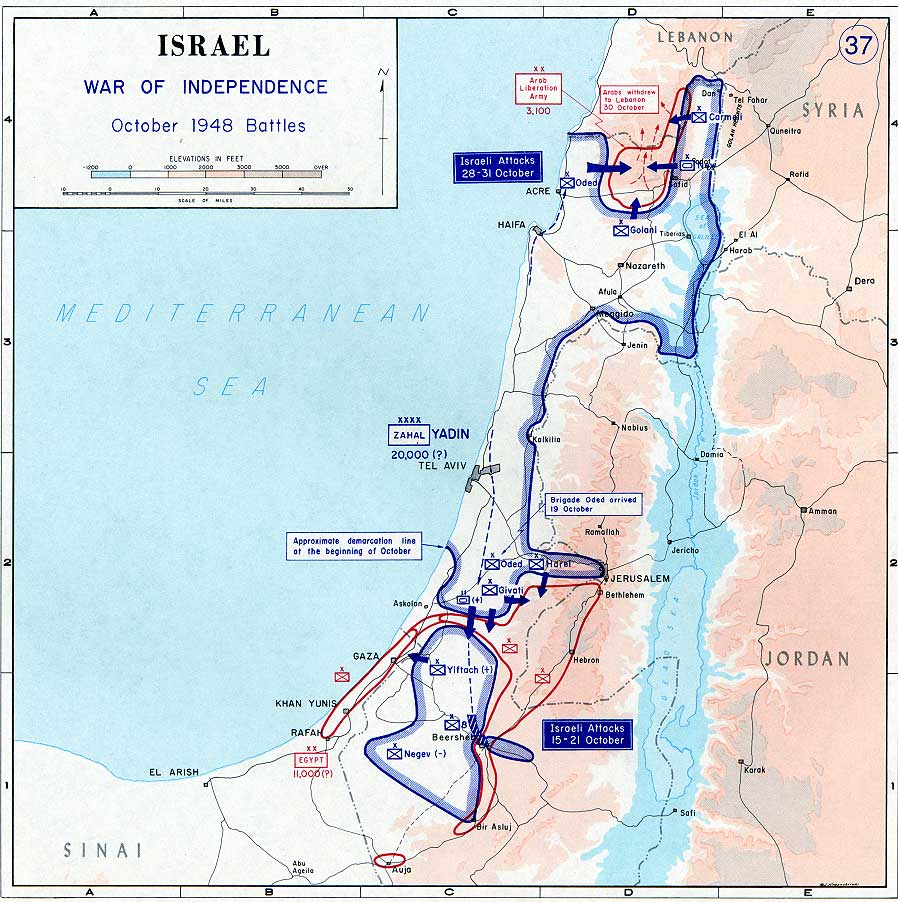
Battaglie d'ottobre in quella che per Israele è la sua "guerra d'indipendenza"

L'armistizio di Rodi, non sottoscritto dall'Iraq, pur rappresentando una tregua, non rappresentò una soluzione del problema. Nel testo dell'armistizio si legge infatti che la linea di cessate il fuoco (la cosiddetta Linea Verde) "è una linea d'armistizio che non deve in alcun modo essere considerata un confine di Stato in senso politico o territoriale e non pregiudica i diritti, le aspirazioni e le posizioni delle parti riguardo all'assetto futuro del contenzioso". Con questa dichiarazione gli Stati arabi resero palese il rifiuto di riconoscere l'esistenza di Israele.
Né l'Egitto né la Transgiordania si adoperarono per la creazione dello Stato arabo di Palestina. La parte di Gerusalemme controllata dalla Transgiordania fu interdetta agli Ebrei mentre alcune sinagoghe e luoghi di culto furono profanati e saccheggiati. Israele annetté la parte settentrionale della Palestina che fu da essa chiamata Galilea e altri territori a maggioranza araba conquistati nella guerra, corrispondenti a un ulteriore 26% dell'originale Mandato britannico per la Palestina. Conseguentemente 160 000 arabi acquistarono la cittadinanza israeliana per restare nelle loro case, conquistando anche il diritto di voto. Furono però sottomessi - a differenza dei cittadini ebrei - alla legge militare fino al 1966. Durante questo periodo fu loro espropriata gran parte della terra  adalah.org,  https://web.archive.org/web/20070403163653/http://www.adalah.org/eng/backgroundhistory.php (archiviato dall'url originale il 3 aprile 2007). Fu comunque una situazione più positiva rispetto a quella dei 726 000 loro compatrioti, costretti all'esilio da apolidi. Nei territori sotto il controllo giordano ed egiziano, 17 000 ebrei vennero cacciati dalle proprie case e dal quartiere ebraico di Gerusalemme Vecchia.
Negli anni immediatamente successivi, dopo che il 5 luglio 1950 la Knesset aveva votato la Legge del Ritorno - che garantiva il diritto a tutti gli ebrei di immigrare in Israele, abolendo tutte le limitazioni imposte dal Libro Bianco britannico - una massa di circa 850 000 ebrei fuggì dai paesi arabi all'interno dei quali avevano seguitato a vivere in crescente situazione di difficoltà, di discriminazione e talora a rischio stesso della propria incolumità. Circa 600 000 di loro arrivarono in terra d'Israele e nell'arco di tre anni la popolazione, che in un primo censimento contava circa 850 000 persone, raddoppiò costringendo il governo a imporre un regime di forte austerità e di razionamento dei generi di prima necessità. Nello stesso anno, il neonato Regno di Giordania annetté amministrativamente la Cisgiordania e, unico tra gli Stati arabi, concesse la cittadinanza ai numerosi palestinesi ivi residenti.
Gli anni che vanno dal 1948 al 1954 videro vari tentativi di porre fine al problema dei profughi: alcuni proposte giunsero da Israele, mentre ad altre Israele si oppose. Ad esempio Israele propose il ritorno di circa 100 000 palestinesi, cercando di concordare l'assorbimento dei restanti da parte dei paesi arabi confinanti, ma nel dicembre del 1948 Israele si rifiutò di attuare la richiesta dell'Assemblea Generale delle Nazioni Unite di concedere il diritto di ritorno ai profughi palestinesi fuggiti in seguito ai disordini del 1947. Tutti i tentativi di accordo si arenarono, per un motivo o per l'altro. Israele, comunque, per motivi di ricongiungimento familiare concesse circa 70 000 permessi di rientro a palestinesi.
Dopo l'assassinio nel 1951 di re ʿAbd Allāh di Giordania da parte di un oppositore palestinese contrario alle voci alle aperture del sovrano verso Israele, il ministro israeliano David Ben Gurion nel 1955 dichiarò: "Se vi è un qualunque statista arabo disposto a parlare con me per migliorare le nostre relazioni, sono pronto a incontrarlo in qualunque luogo e momento".

### Guerra per il Canale di Suez
Nel 1952 in Egitto un colpo di Stato portò al potere i Liberi Ufficiali del generale Muhammad Neghib e del colonnello Jamāl ‘Abd al-Nāsir. Nel 1954, sotto la protezione egiziana, nacquero i gruppi (terroristici o partigiani, a seconda dei punti di vista) dei cosiddetti fidā'iyyīn che portarono a compimento centinaia di incursioni armate in territorio israeliano. Nel 1956 l'Egitto bloccò il golfo di Aqaba e nazionalizzò il canale di Suez impedendone il passaggio alle navi israeliane. Francia e Regno Unito, che ne avevano il controllo e che controllavano il pacchetto azionario della Compagnia del Canale, strinsero accordi segreti con Israele per riprenderne il controllo. L'esercito israeliano attaccò le forze egiziane e raggiunse il canale di Suez attaccandolo con i gruppi di paracadutisti comandati da Ariel Sharon. Sotto le pressioni dell'ONU, con il consenso di Francia e Regno Unito, nel 1957 Israele si ritirò dal Sinai a patto che l'ONU inviasse una forza di interposizione a difesa del confine con l'Egitto.

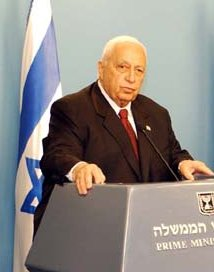
Ariel Sharon

All'inizio della guerra del 1956, Israele estese il coprifuoco (fino ad allora solo notturno) nei villaggi arabi sul confine giordano; all'epoca i palestinesi cittadini di Israele erano sottoposti alla legge militare. A Kafr Qasim, la polizia di frontiera, il cui capo era Malinki, a sua volta sotto il comando di Shadmi, colonnello dell'esercito, sparò ai contadini che ritornavano dai campi, e che non erano stati informati dell'estensione del coprifuoco; ne uccise 48. Per le proteste del Partito Comunista israeliano, fu intrapreso un processo; otto persone, fra poliziotti e soldati, furono condannati per omicidio. Malinki e Dahan, il comandante del plotone che aveva sparato, furono condannati rispettivamente a 17 e 15 anni di carcere. Shadmi fu condannato al pagamento di una monetina per aver esteso il coprifuoco senza permesso. Tutti i condannati al carcere furono liberati l'anno successivo; Malinki e Shadmi furono promossi .
Gli anni successivi videro la popolazione israeliana raggiungere i due milioni di persone (1958) mentre un colpo di Stato in Iraq portò alla morte di re Faysal II e a una svolta filo-sovietica nella politica del Paese. Nel 1959 l'URSS vietò l'emigrazione ai suoi cittadini di religione israelitica. Nello stesso anno nacque il gruppo armato palestinese al-Fath che nel proprio statuto riporta: "qualunque trattativa che non si basi sul diritto di annientare Israele sarà considerata alla stregua di un tradimento".
Nel 1962 gli ebrei poterono emigrare dal Marocco, permettendo a circa 80 000 persone di raggiungere Israele.
Nel maggio del 1964 venne fondata l'OLP con il benestare degli Stati arabi. Lo statuto proclama la necessità di distruggere Israele con la lotta armata, come obiettivo strategico della nazione araba nel suo complesso.

### Guerra dei sei giorni
Il 22 maggio del 1967, quando le truppe ONU ebbero completato il ritiro dall'Egitto (imposto da Nasser), il Presidente Jamāl ‘Abd al-Nāsir dichiarò che la questione Per i paesi arabi non riguarda la chiusura del porto di Eilat, ma il totale annientamento dello Stato di Israele.
Il 5 giugno del 1967 scoppiò la guerra dei sei giorni: le forze israeliane guidate dal Ministro della Difesa Moshe Dayan e dal Generale Yitzhak Rabin iniziarono le ostilità attaccando simultaneamente quelle egiziane, giordane e siriane e distruggendo a terra l'intera aviazione dei tre Paesi. Israele offrì al governo giordano la possibilità di non essere coinvolto ma i cannoneggiamenti su Gerusalemme decretarono il rifiuto giordano.
In sei giorni di guerra Israele occupò il Sinai e le alture del Golan, la Cisgiordania e la Striscia di Gaza. Gerusalemme venne riunificata quando nella sua popolazione di 250 000 abitanti ben 180 000 erano ebrei.
Il Primo Ministro israeliano Levi Eshkol dichiarò che i territori della Cisgiordania sarebbero restati sotto il controllo israeliano sino a quando i Paesi arabi avessero continuato a progettare la distruzione dello Stato di Israele. Il 1º settembre la Lega Araba, riunita in Sudan, espresse tre no: "no al riconoscimento di Israele, no al negoziato con Israele, no alla pace con Israele".
La "guerra dei sei giorni" fu anche l'evento grazie al quale Israele attirò l'attenzione degli Stati Uniti, tanto da riuscire ad attirare il 50% degli aiuti economici complessivamente forniti dagli USA alle nazioni estere, senza tener conto delle abbondanti e aggiornate forniture tecnologiche e militari. In molte note governative USA si individuava come il principale pericolo per gli Stati Uniti in Vicino e Medio Oriente il nazionalismo arabo, in grado di portare a tendenze autonome e antioccidentali gli Stati di una regione fortemente strategica per l'economia mondiale. La sconfitta che Israele inflisse a Jamāl ‘Abd al-Nāsir fece sì che Israele diventasse, in quanto fedele alleato, un ottimo avamposto statunitense nella regione.
Il 22 novembre 1967 il Consiglio di Sicurezza dell'ONU adottò la risoluzione n. 242 per ristabilire la pace nei Territori Occupati e per il ritorno ai confini antecedenti la guerra del 1967. Israele annetté però Gerusalemme Est, in violazione alla risoluzione, e proclamò la città riunificata sua capitale. Nonostante il prodigarsi dell'inviato ONU Gunnar Jarring, non fu possibile intavolare trattative per il rifiuto posto dai Paesi arabi a trattative dirette con il governo israeliano.
Nel 1968 iniziarono gli attentati terroristici palestinesi al di fuori di Israele. Nel settembre 1970, dopo il dirottamento di quattro aerei nell'aeroporto giordano di Zarqa (dove furono poi fatti esplodere), il re di Giordania scatenò una repressione militare colpendo le organizzazioni palestinesi che s'erano mostrate restie a piegarsi alla sovranità della legge giordanica, legittimando così il nome che una parte di esse si dette di Settembre Nero.
Nel 1972 un gruppo di Settembre Nero sterminò la squadra israeliana che stava partecipando alle Olimpiadi di Monaco.

### Guerra dello Yom Kippur
Nel 1973, il 6 ottobre, giorno in cui si celebrava la cerimonia più sacra del calendario ebraico, lo Yom Kippur, gli eserciti di Siria ed Egitto, con l'appoggio di minime unità saudite, irachene, kuwaitiane, libiche, marocchine, algerine e giordane, attaccano i confini israeliani. L'esercito israeliano e la popolazione civile è colta di sorpresa ma, dopo una resistenza di otto giorni, durante il quale si organizza il contrattacco, l'esercito contrattacca con efficacia, superando le linee egiziane e accerchiando la III Armata egiziana. Quando l'11 novembre l'esercito israeliano è a 100 chilometri in linea d'aria dal Cairo e a 30 da Damasco, i Paesi arabi accettano di cessare il fuoco.

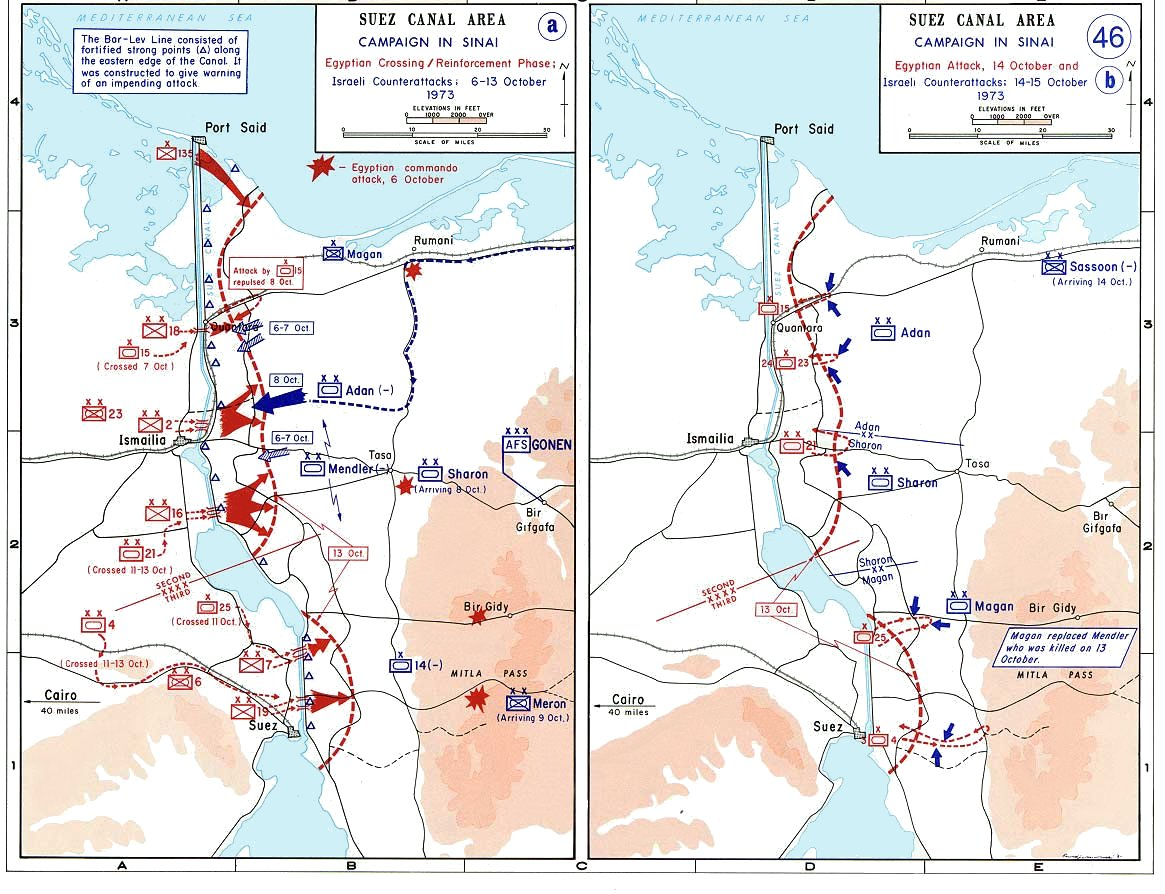
L'ingresso egiziano nel Sinai (6-13 ottobre) ed il contrattacco israeliano (13-15 ottobre)

La conferenza di pace che si tenne a Ginevra, sotto l'egida dell'ONU, e in forza della risoluzione n. 338 che invitava ad applicare la precedente risoluzione n. 242, viene aperta e aggiornata sine die per il nuovo rifiuto dei rappresentanti arabi a trattare direttamente con quelli israeliani.
Nel frattempo gli Stati arabi produttori di petrolio (OPAEC) dichiarano l'embargo verso i paesi che si dimostreranno troppo tiepidi nei confronti di Israele. La crisi economica che deriva dalla vertiginosa crescita dei prezzi del petrolio spinge numerose organizzazioni sovranazionali, tra cui la Comunità economica europea ad adottare mozioni contrarie alla politica di Israele e di condanna dell'ideologia del sionismo.
Gli attentati di alcune formazioni terroristiche palestinesi non cessano. Il 31 dicembre 1973 un'azione all'aeroporto di Fiumicino (Roma) provoca 31 morti.
Nel 1974 l'opera dell'allora Segretario di Stato statunitense Henry Kissinger porta al ritiro di Israele dai territori egiziani e siriani occupati durante la guerra del Kippur.
Il 14 ottobre l'ONU attribuisce all'OLP lo status di rappresentante del popolo palestinese. L'OLP ribadisce la sua volontà di cancellare Israele mentre lo Stato ebraico rifiuta di trattare con l'Organizzazione per la Liberazione della Palestina e il suo leader Yasser Arafat. Il 22 novembre l'Assemblea Generale dell'ONU riconosce ai palestinesi il diritto a far valere la sovranità sulla Palestina "con ogni mezzo". Vista la schiacciante maggioranza rappresentata dai paesi arabi, dai paesi non allineati e da quelli del Patto di Varsavia, numerose sono le risoluzioni anti-israeliane. Tra esse l'esclusione di Israele dall'UNESCO e la sospensione di qualsiasi piano di aiuti e collaborazione. Il 10 ottobre 1975 la risoluzione ONU n. 3379 equipara il sionismo al razzismo. Questa risoluzione verrà abrogata nel 1991.
Il 30 marzo 1976 le forze di sicurezza israeliane uccidono sei cittadini arabi che manifestano contro l'esproprio di terreni e la distruzione di case .

### Operazione Entebbe
Il 4 luglio 1976 avviene un'operazione non concordata delle truppe speciali israeliane in territorio ugandese, all'aeroporto di Entebbe, per liberare i passeggeri (in maggioranza israeliani) di un aereo dell'Air France che era stato dirottato il 27 giugno da terroristi e qui tenuti in ostaggio. L'operazione si concluse con la liberazione di 256 dei 260 passeggeri, tre morirono durante l'operazione e uno fu assassinato all'ospedale di Entebbe.

### Disgelo con l'Egitto e l'instabilità del Libano
Nel novembre 1977, il Presidente egiziano Anwār al-Sādāt rompe 30 anni di ostilità visitando Gerusalemme su invito del Primo Ministro israeliano Menachem Begin. Iniziarono così reali politiche di pace, che furono oggetto di intense meditazioni all'interno della leadership israeliana.
Sadat riconobbe a Israele il diritto di esistere come Stato e iniziarono i negoziati tra Egitto e Israele. Nel settembre 1978 il Presidente statunitense Jimmy Carter invitò Sadat e Begin per un incontro a Camp David.
La pace viene firmata il 26 marzo 1979 tra i due a Camp David e in base a essa Israele restituì il Sinai all'Egitto nell'aprile 1982. Nel 1989 i due governi si accordano per lo status della città di Taba, nel golfo di Aqaba.
Nel 1976 le truppe siriane invadono il Libano per metter fine alla guerra civile in atto da lunghi anni. In questo paese si erano rifugiate cellule terroristiche palestinesi dopo la cacciata dalla Giordania e, nel 1981, l'Organizzazione per la Liberazione della Palestina (OLP) lanciò attacchi contro postazioni militari settentrionali israeliane, al confine con il Libano. Simultaneamente si scontrano contro le forze cristiano-maronite libanesi.
La risposta di Israele si ebbe nel 1982 con l'invasione del Libano. L'esercito israeliano occupò tutta la parte meridionale del Libano, per poi ritirarsi entro una fascia di sicurezza di 10 miglia lungo il confine, all'interno del territorio libanese, che affidò alla sorveglianza di un "Esercito del Sud-Libano" affidato a elementi maroniti a essa fedeli, e che mantenne fino al 2000.
In questo contesto, non fermati dall'esercito israeliano, gruppi di cristiani maroniti libanesi vendicano l'assassinio del Presidente libanese Amīn Giumayyil che aveva firmato un accordo di pace con Israele e che si sospettava avesse precise responsabilità per aver consentito al maronita Elias Hobeyka e all'Esercito del Sud-Libano trasferito a tale scopo dal Sud del Libano, di massacrare indisturbato la popolazione palestinese dei campi-profughi (in realtà quartieri di Beirut) di Sabra e Chatila, sotto il controllo militare israeliano. Un'inchiesta voluta dalla Corte Suprema israeliana inchioderà alle proprie responsabilità i comandanti militari locali e il Capo di Stato Maggiore, pur non potendo dimostrare la diretta responsabilità dell'allora ministro della Guerra Ariel Sharon, lo costrinse tuttavia alle dimissioni dalla carica, anche se il Governo gli attribuì subito un altro dicastero di minore importanza (fu poi eletto primo ministro nel 2001). La reputazione dello Stato ne resterà macchiata indelebilmente.

### Prima intifada

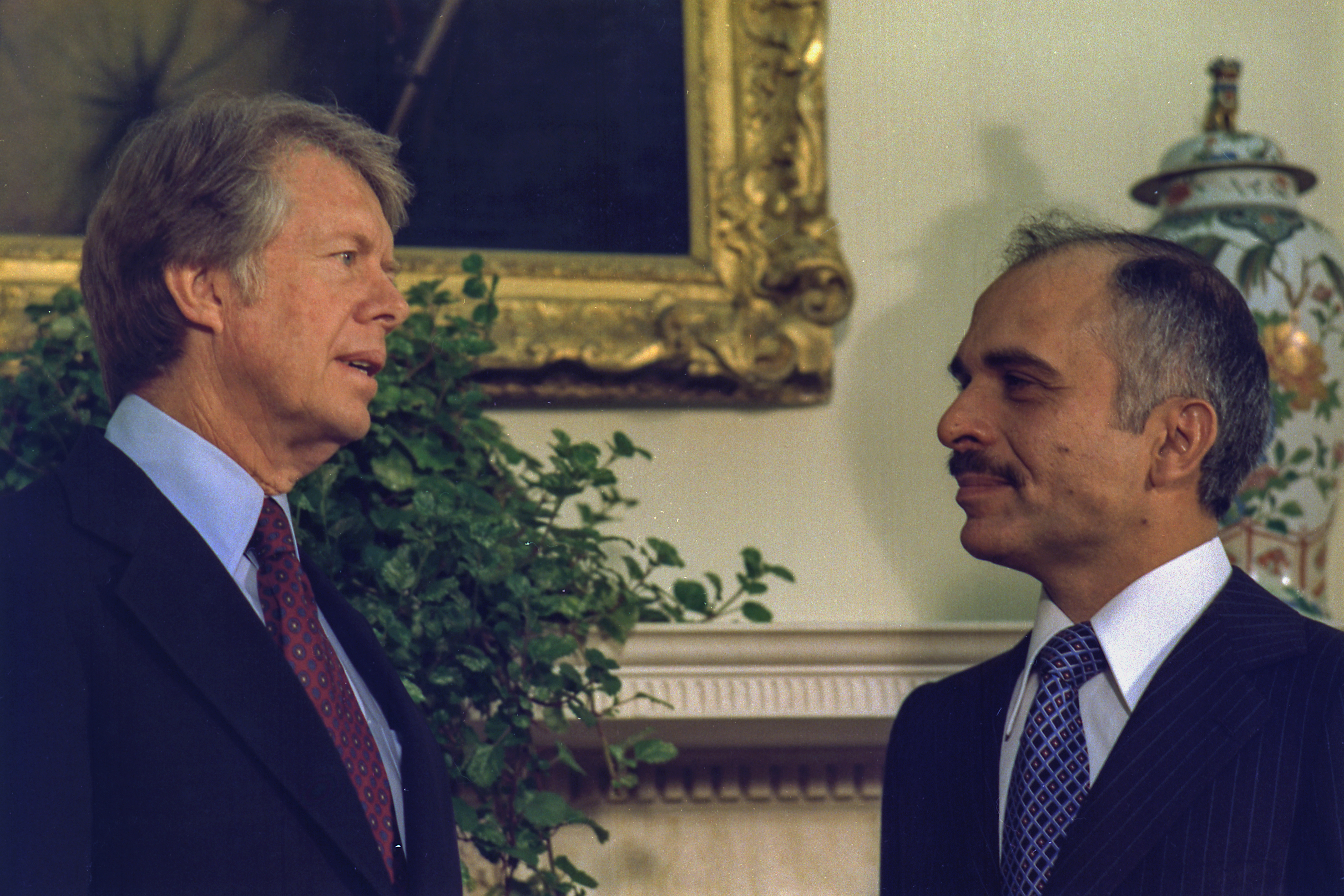
Re Husayn di Giordania col Presidente statunitense Jimmy Carter nel 1977

Nel 1988 re Husayn di Giordania rinuncia alla sua "tutela" sul territorio cisgiordano. Nell'agosto, il movimento integralista e terrorista Hamas dichiara il Jihād contro Israele, dando inizio a quella che sarà chiamata la prima Intifada.
Gli attentati in Israele e all'estero non si placano. Nel frattempo crolla il regime comunista dell'URSS, termina la guerra tra Iraq e Iran, si svolge la Prima guerra del Golfo contro l'Iraq. Il Libano firma un accordo di pace con la Siria e procede al disarmo di tutti i gruppi armati con l'eccezione degli Hezbollah filo-siriani e anti-israeliani.
Nel settembre del 1993, quello che agli occhi degli osservatori meno attenti sembrava imprevedibile accade: Arafat, a nome del popolo palestinese, riconosce lo Stato di Israele e accetta il metodo del negoziato, rinunciando all'uso della violenza e impegnandosi a modificare in questo senso lo Statuto (Carta Nazionale Palestinese) dell'OLP. Il Primo Ministro israeliano Rabin, a nome di Israele, riconosce l'OLP come rappresentante del popolo palestinese.

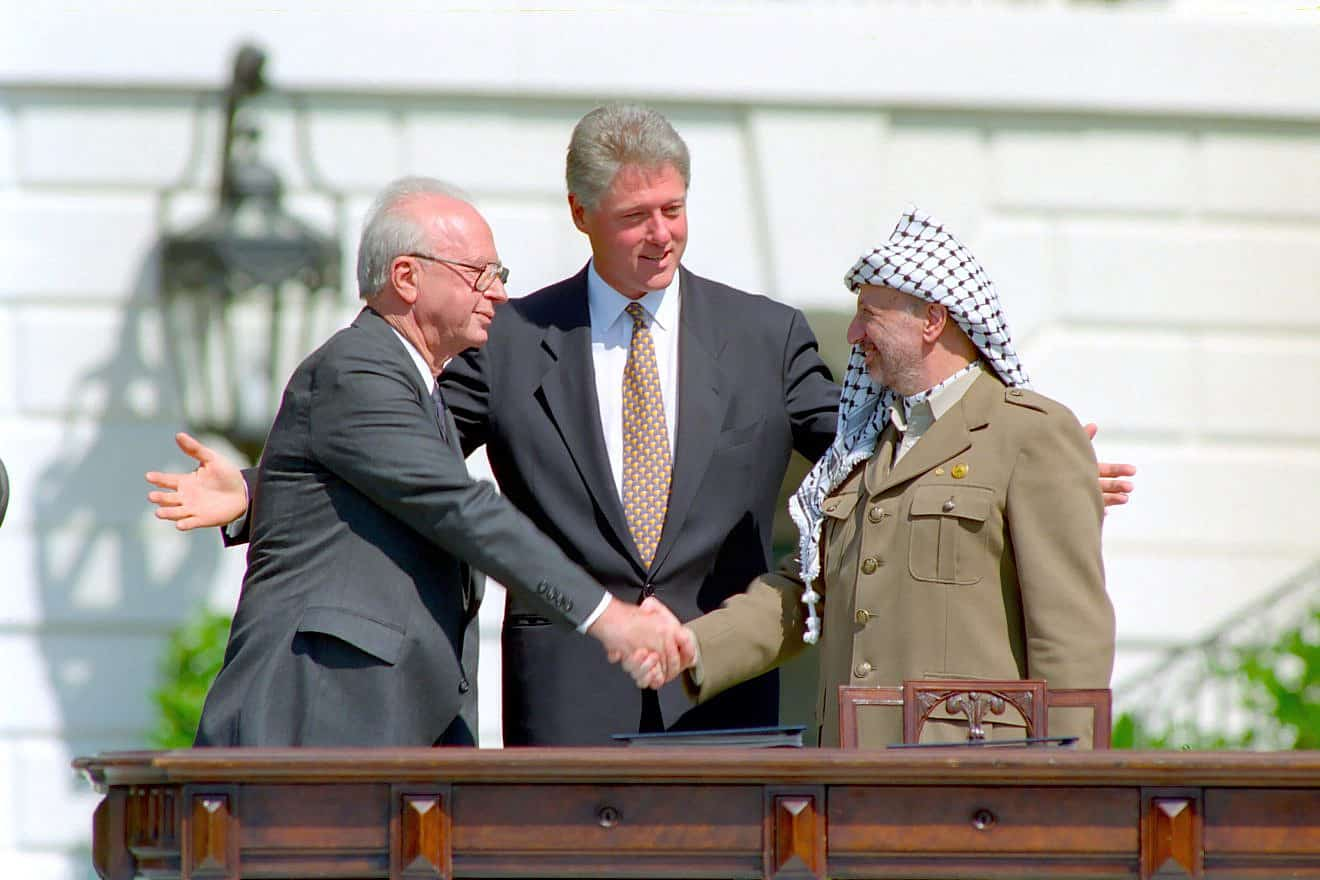
Yitzhak Rabin con Yāsser ʿArafāt e Bill Clinton il 13 settembre 1993

Il 13 settembre, dopo mesi di trattative, Rabin e Arafat firmano alla Casa Bianca, davanti al presidente USA Clinton, una Dichiarazione di Principi in cui si delinea il quadro per una soluzione graduale del conflitto. Dovrebbe essere questo il punto finale della prima intifada, ma Israele continua a costruire colonie e strade per collegarle (bypass roads) nei Territori Occupati. Per gli accordi di Oslo, la Striscia di Gaza e la Cisgiordania costituiscono una sola unità territoriale, ma Israele non tiene fede alla promessa di costruire un collegamento fra le due. Questo danneggia l'economia palestinese, impedisce agli appartenenti alla stessa famiglia di incontrarsi e agli studenti di Gaza di frequentare l'università in Cisgiordania. Nei Territori Occupati vigono due sistemi di leggi: uno per i coloni, uno per i palestinesi. Israele continua nella politica di distruggere le case palestinesi costruite senza permesso (e rilascia i permessi di costruzione molto di rado).
Dal 1993 è imposta una chiusura generale ai Territori Occupati, ciò che costituisce una grave violazione dei diritti umani. I palestinesi, che prima costituivano buona parte della forza lavoro in Israele, ora necessitano di un permesso per recarsi in territorio israeliano e a Gerusalemme Est. Questo ha grandemente incrementato la disoccupazione nei Territori Occupati, impedendo inoltre ai palestinesi di accedere agli ospedali e ai luoghi santi, per cristiani e musulmani, di Gerusalemme Est. La necessità di un permesso per accedere alla città, che Israele nega a buona parte di coloro che lo richiedono, impedisce inoltre ai palestinesi di trarre frutto dal turismo gerosolimitano. Lo stillicidio di attentati non si ferma.

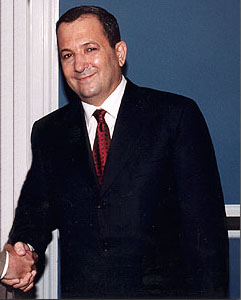
Ehud Barak

Il 30 settembre del 1994 la Lega Araba pone fine all'embargo contro Israele e i suoi alleati. Il 26 ottobre viene firmato l'accordo di pace tra Israele e Giordania. Nel 1995 si ha la firma della seconda parte degli Accordi di Oslo, che porta alla nascita dell'Autorità Nazionale Palestinese e della polizia palestinese. Il 4 novembre dello stesso anno, il primo ministro Yitzhak Rabin viene assassinato da un estremista conservatore israeliano. Ai suoi funerali prenderanno parte anche alcuni leader dei paesi arabi. Shimon Peres assume l'incarico di Primo Ministro.

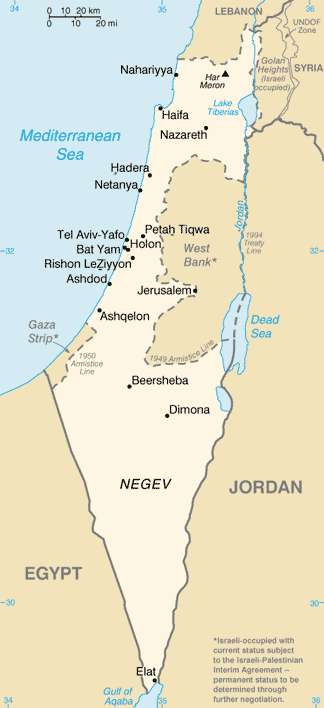
Mappa di Israele dopo la nascita dell'Autorità Nazionale Palestinese

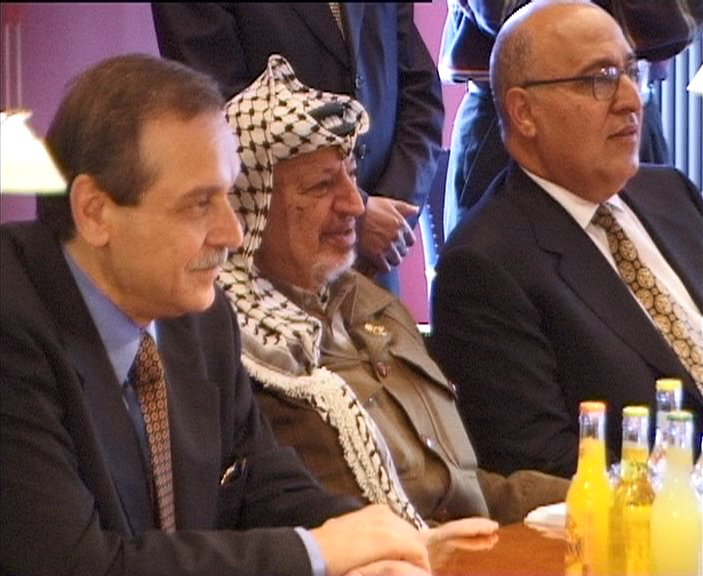
Una conferenza stampa di Yāsser ʿArafāt

Alle elezioni israeliane del 1996 risulta vincente il Likud e il 18 giugno Benjamin Netanyahu viene eletto Primo Ministro, ma gli scontri e gli attentati continuano. Nel 1997, in attuazione degli accordi, le forze di difesa israeliane si ritirano dai Territori palestinesi occupati e il 95% della popolazione palestinese passa sotto il controllo dell'Autorità Nazionale Palestinese. Tuttavia, Netanyahu non rispetta gli accordi per quanto riguarda la politica di insediamento di coloni israeliani nei Territori Occupati e ciò favorisce il perdurare di uno stato di continua tensione. Nel 1999, il laburista Ehud Barak viene eletto Primo Ministro, alla testa di una coalizione guidata dal suo partito (MAPAM-MAPAI), e viene dato un nuovo impulso al processo di pace con Palestina e Siria.

### Seconda intifada

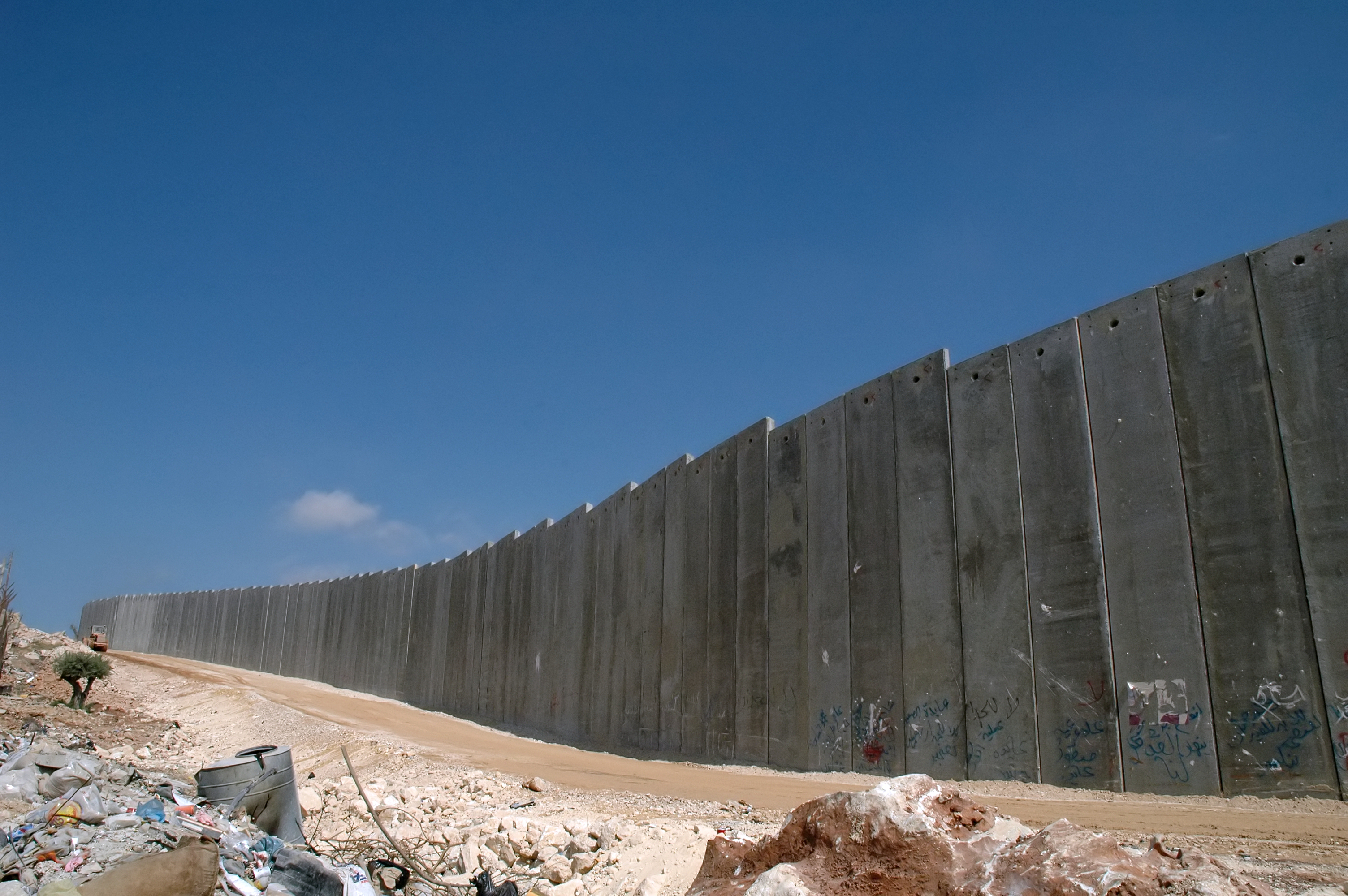
Il muro costruito da Israele

Nel maggio del 2000, le forze israeliane si ritirano dalla zona di sicurezza del Libano meridionale. Nel luglio dello stesso anno, nella residenza presidenziale di Camp David, con la mediazione del Presidente statunitense Bill Clinton, Barak e Arafat si incontrano per far ulteriormente avanzare le trattative, ma il leader palestinese rifiuta quella che sino ad allora era stata l'offerta più vantaggiosa sottopostagli, per l'impossibilità di trovare un accordo sul territorio dello Stato di Palestina, sullo status di Gerusalemme e sul diritto al ritorno dei profughi palestinesi. Barak offre ad Arafat il 100% della Striscia di Gaza e il 73% della Cisgiordania. In base a questa offerta, in 10-25 anni il 73% della Cisgiordania destinato allo Stato di Palestina si tramuterebbe nel 90-91%, mantenendo Israele il controllo del territorio cisgiordano in cui sono situate gran parte delle colonie; in cambio di questo territorio, Israele cederebbe parte del deserto del Negev. Un altro problema irrisolto è quello dell'acqua, siccome Israele tiene sotto il suo controllo tutta l'acqua di Cisgiordania.
A settembre, il leader del partito di destra Likud Ariel Sharon, in quel momento all'opposizione, compie una "passeggiata" pubblica e preannunciata, alla spianata delle moschee di Gerusalemme, massicciamente scortato da un migliaio di militari israeliani. La "passeggiata" è vista come una provocazione e causa veementi proteste palestinesi. Sharon infatti proclama Gerusalemme Est territorio eternamente parte d'Israele, mentre di fatto da molti osservatori "neutrali" esso appare territorio illegalmente occupato. Le proteste vennero duramente represse e, durante la prima settimana, 61 palestinesi furono uccisi e 2 657 sono feriti. All'inizio dell'ottobre del 2000, la polizia israeliana uccide anche dodici palestinesi cittadini di Israele e un palestinese della Striscia di Gaza, disarmati, nel corso di dimostrazioni in solidarietà con i palestinesi dei Territori Occupati.
Inizia quella che verrà chiamata la seconda intifada.
Alle dimissioni del Primo Ministro Barak seguono elezioni che portano a capo del governo Ariel Sharon.
Nel 2001 Israele distrugge il porto di Gaza, costruito dalla cooperazione franco-olandese. Per gli attacchi israeliani, nel dicembre del 2001 nella Striscia di Gaza si chiude anche l'aeroporto, pure questo costruito grazie ai fondi della cooperazione internazionale.
Nonostante i numerosi tentativi di cessate il fuoco, gli attentati non si arrestano e, a giudizio di alcuni, il leader palestinese non darà mai l'impressione di essere in grado di controllare i gruppi terroristici palestinesi. Nel dicembre del 2001 Sharon dichiara di non voler più sostenere alcuna trattativa con Yasser Arafat, essendo ormai quest'ultimo non più in grado di esercitare alcun controllo.

Mappa della Striscia di Gaza

Dal 2000 al 2004 Israele distrugge più di 3 000 case nei Territori Occupati. Nella sola Gaza, 18 000 palestinesi divengono dei senzatetto.
Nel 2004, la scomparsa del Presidente palestinese apre la strada, a dire di Israele, a una nuova trattativa di pace. Le elezioni che si tengono in Palestina portano alla carica di Primo Ministro Maḥmūd ‘Abbās (Abū Māzen).
Israele sta costruendo un muro di separazione, sostenendo che serve per difendersi dagli attacchi kamikaze. Secondo la Corte internazionale di giustizia è illegale perché viola i diritti umani: questa ha infatti giudicato che il tracciato del Muro corrisponde a un'annessione de facto di territorio palestinese, e che costituisce una misura sproporzionata rispetto alle legittime esigenze di autodifesa di Israele, peggiorando ulteriormente le condizioni di vita dei palestinesi. Per raggiungere i loro campi, se questi sono dall'altra parte del Muro, questi devono passare da cancelli, controllati dall'esercito israeliano e aperti giornalmente per periodi limitati. Tuttavia, talvolta i cancelli restano chiusi; questo porta alla perdita del raccolto. Israele sostiene invece che, ove la barriera è stata costruita, ha ridotto in modo netto gli attacchi suicidi.
Per costruire la barriera sono stati eradicati, fino al 2004, più di 100 000 olivi e alberi da frutta di proprietà di palestinesi. Il villaggio di Qalqilyia è quasi interamente circondato dal Muro, e i palestinesi che vi vivono necessitano di un permesso da parte di Israele per raggiungere i loro campi; un terzo dei pozzi del villaggio sono situati al di là della barriera.
I palestinesi che vivono fra il Muro e la Linea Verde devono richiedere a Israele un permesso per continuare a vivere nelle loro case, oltre ad avere gravi difficoltà a raggiungere il posto di lavoro o la scuola. Raggiungere i principali ospedali, siti a Gerusalemme Est, è diventato molto difficile.
Nell'agosto 2005 Israele ha abbandonato alcune colonie della parte settentrionale della Cisgiordania e tutte le proprie colonie nella Striscia di Gaza. Ciononostante, continua a controllare la Striscia di Gaza dal cielo e dal mare, nonché la maggior parte degli accessi via terra. Anche per la CIA, quindi, la Striscia di Gaza resta territorio occupato. Israele limita agli abitanti di Gaza la possibilità di pescare, limitandola a sole sei miglia dalla costa; questo aumenta la disoccupazione e la fame, contribuendo a rendere i palestinesi dipendenti dall'aiuto umanitario.
Sono rimasti occupati da insediamenti abitativi e industriali israeliani circa 157 chilometri quadrati della Cisgiordania. Secondo uno studio della stimata organizzazione israeliana Pace Adesso  il 38% di queste terre appartenevano a privati palestinesi; questo studio non è stato smentito http://www.peacenow.org.il/site/en/peace.asp?pi=62&docid=2137&pos=2. URL consultato il 12 aprile 2018 (archiviato dall'url originale il 25 giugno 2007).  Per difendere le colonie, ci sono ora in Cisgiordania più di 500 posti di blocco, che dividono la regione in tre parti, fra le quali il movimento è per i palestinesi molto difficile  Son costrette ad attendere anche le ambulanze: fra il 2000 e il 2005 più di 60 donne hanno partorito ai posti di blocco, ciò che ha causato la morte di 36 neonati. URL consultato il 15 aprile 2007 (archiviato dall'url originale il 27 settembre 2007)..

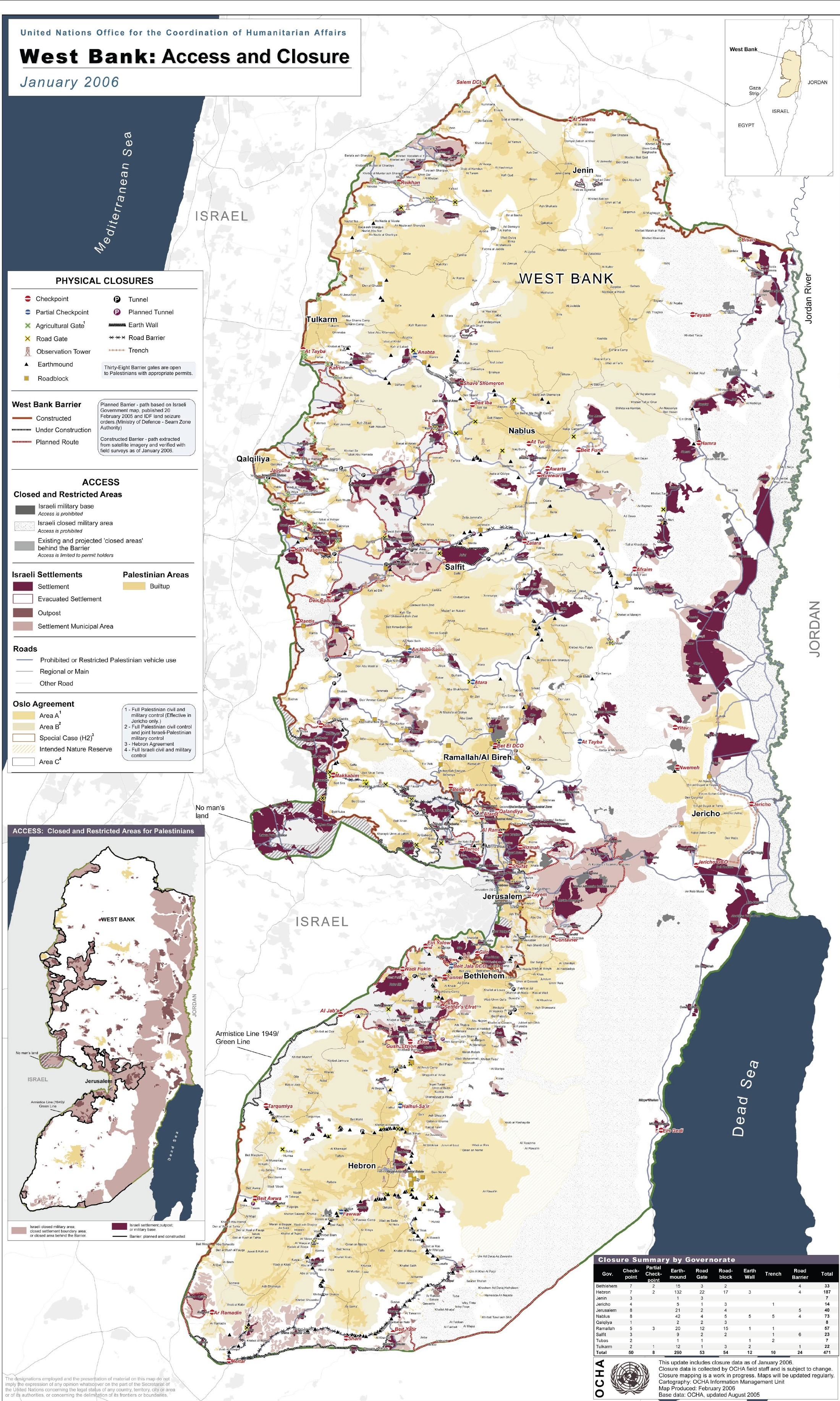
Mappa delle Nazioni Unite degli insediamenti israeliani in Cisgiordania nel gennaio 2006

Le autostrade che connettono le colonie a Israele, pur essendo presentate come infrastrutture costruite a beneficio di tutta l'area dei territori occupati, per via del loro percorso sono in massima parte riservate al traffico israeliano; i palestinesi hanno il permesso di transitare per strade con una carreggiata molto minore e sulla vecchia rete stradale, carente di manutenzione.
Israele controlla le falde idriche in Cisgiordania, attribuendo agli israeliani 350 litri di acqua al giorno, ai coloni quantità ancora superiori, e ai palestinesi non più di 80 litri al dì. Per l'Organizzazione Mondiale della Sanità, sono necessari almeno 100 litri di acqua al giorno pro capite. Nel 2005, la costruzione del Muro aveva già distrutto 50 pozzi e 200 cisterne, proprietà di palestinesi .
Israele ha affermato di non aver costruito nuove colonie dal 1992, limitandosi a espandere quelle già esistenti. Nel solo 2006, il numero dei coloni israeliani in Cisgiordania è aumentato del 5,8%. Le colonie sono tutte illegali, per la legge internazionale. Alcune sono illegali anche per la legge israeliana, ma pure da queste i coloni sono allontanati molto di rado .
Dopo la morte, per motivi non accertati, del presidente Arafat, i palestinesi hanno eletto un nuovo parlamento, in elezioni universalmente giudicate libere. Poiché la maggioranza degli eletti è stata del partito Hamas, Israele, gli USA e l'Unione europea hanno imposto ai palestinesi un boicottaggio, che ha aumentato la disoccupazione, la fame e il deterioramento delle condizioni di salute degli abitanti dei Territori Occupati. Nel 2006, 46 000 palestinesi hanno chiesto di poter emigrare. Si ipotizza che Israele, dove alcuni dei partiti propongono apertamente il transfer, vale a dire l'espulsione dei palestinesi, stia cercando di favorire un esodo 'volontario' dei medesimi.

### Guerra contro il Libano
Dopo che Hezbollah si era reso colpevole del lancio di missili verso Israele e di un attentato a una pattuglia di soldati israeliani, col quale provocava la morte di otto militari e la cattura degli unici due sopravvissuti, il 12 luglio 2006 Israele lanciò un'offensiva militare ai danni del Libano con l'obiettivo esplicitamente dichiarato di annientare Hezbollah; in risposta all'offensiva Hezbollah ha intensificato il lancio di missili in territorio israeliano, colpendo nei giorni successivi con razzi Katjuša importanti città del Nord d'Israele come Haifa, Nazaret e Tiberiade. I caccia con la Stella di David hanno bombardato diversi quartieri di Beirut, ritenuti roccaforti Hezbollah, provocando centinaia di morti e distruggendo le principali vie di comunicazione del paese, l'aeroporto della capitale e l'autostrada di collegamento con il confine siriano. Dopo dieci giorni di guerra la situazione precipitò e Israele iniziò a invadere via terra i territori del Sud del Libano, in quanto le condizioni poste dal leader israeliano Ehud Olmert, ovvero lo smantellamento di Hezbollah e il controllo del Sud del Libano da parte dello stesso esercito libanese non vennero poste in atto da Beirut e Hassan Nasrallah, leader di Hezbollah, annunciò che i suoi erano pronti alla guerra totale. Il 14 agosto 2006, alle 8 del mattino, venne applicata la risoluzione numero 1701 del Consiglio di Sicurezza delle Nazioni Unite, che prevedeva la sospensione immediata delle ostilità. La risoluzione, approvata il 10 agosto 2006 dopo una difficile trattativa in Consiglio di Sicurezza, arrivò dopo 34 giorni di guerra, che provocarono secondo le stime dei due governi 1 100 vittime libanesi e 154 israeliane.
Successivamente è stata avviata una missione di pace dell'ONU nel Sud del Libano con lo scopo di garantire la sicurezza del confine e di disarmare Hezbollah contemporaneamente al ritiro delle forze militari israeliane. Alla missione, non ancora conclusa, presero parte 7 000 caschi blu di Italia, Francia, Belgio, Paesi Bassi, Lussemburgo e Spagna.
Fino a oggi, Israele non ha fornito all'ONU sufficienti dettagli tecnici per localizzare le bombe a grappolo che aveva lanciato durante la guerra; queste restano pertanto una minaccia per i civili.

### L'operazione alluvione Al-Aqsa del 2023
La Striscia di Gaza e Israele sono in conflitto dal ritiro israeliano dalla striscia di Gaza nel 2005 e dall'acquisizione da parte di Hamas del controllo della striscia di Gaza dopo le elezioni vinte nel 2006 e la guerra civile tra Hamas e Fatah nel 2007. La Striscia di Gaza è sotto il blocco israeliano ed egiziano dal 2007 e ha portato Human Rights Watch a definire la Striscia una "prigione a cielo aperto". Inoltre, Gaza è isolata dal resto del mondo e l'accesso alle risorse, tra cui cibo, acqua ed elettricità, è controllato da Israele ed Egitto. Il blocco ha causato una crisi umanitaria a Gaza ed è stato citato da Hamas come una delle ragioni della sua offensiva.
L'attacco è avvenuto durante la festa ebraica della Simchat Torah e lo Shabbat, e un giorno dopo il cinquantesimo anniversario della guerra del Kippur, anch'essa iniziata con un attacco a sorpresa. L'attacco è seguito a tre settimane di violenza presso la barriera tra Israele e la Striscia di Gaza. Hamas ed Israele avevano negoziato una tregua il 29 settembre 2023, con la mediazione di Qatar, Egitto e Nazioni Unite. Prima dell'attacco e includendo combattenti e civili di entrambe le parti, almeno 247 palestinesi erano stati uccisi dalle forze israeliane nel 2023, mentre 32 israeliani e due cittadini stranieri erano stati uccisi in attacchi palestinesi.
Israele e Arabia Saudita stanno conducendo negoziati per normalizzare le relazioni, con il principe ereditario saudita Mohammed Bin Salman che ha recentemente affermato che la normalizzazione è stata "per la prima volta reale".
Il comandante delle Brigate Izz ad-Din al-Qassam, Mohammed Deif, ha detto in un messaggio registrato che l'attacco è stato la risposta alla "profanazione della moschea di Al-Aqsa" e all'uccisione e al ferimento di centinaia di palestinesi quest'anno da parte di Israele. Ha invitato i palestinesi e gli arabi israeliani a "espellere gli occupanti e demolire i muri". Il leader di Hamas Saleh al-Arouri ha affermato che l'operazione è stata una risposta "ai crimini dell'occupazione", aggiungendo che i combattenti stavano difendendo la moschea di Al-Aqsa e migliaia di prigionieri palestinesi detenuti da Israele. Un portavoce della Jihad islamica palestinese ha dichiarato di non considerare i cittadini israeliani come civili: "Non stiamo uccidendo civili. Questa è una società militare. Sono loro che eleggono i loro governi".
Nel settembre 2023 Donald Trump ha accusato Joe Biden di aver finanziato l'Iran, storico sostenitore di Hamas, con lo scongelamento di 6 miliardi di dollari di fondi iraniani (ricavi provenienti dalla vendita del petrolio iraniano alla Corea del Sud) e fatti trasferire nelle banche del Qatar, restituiti in cambio della liberazione di cinque ostaggi statunitensi. Rispondendo a queste accuse l'amministrazione di Biden ha affermato che si tratta di accuse in mala fede poiché tali fondi scongelati sono sempre depositati presso banche dal Qatar e per gli accordi presi gli iraniani potranno utilizzare tali fondi solo ed esclusivamente per transazioni umanitarie, approvate da banche del Qatar.

### 7 ottobre

#### Inizio dell'attacco palestinese

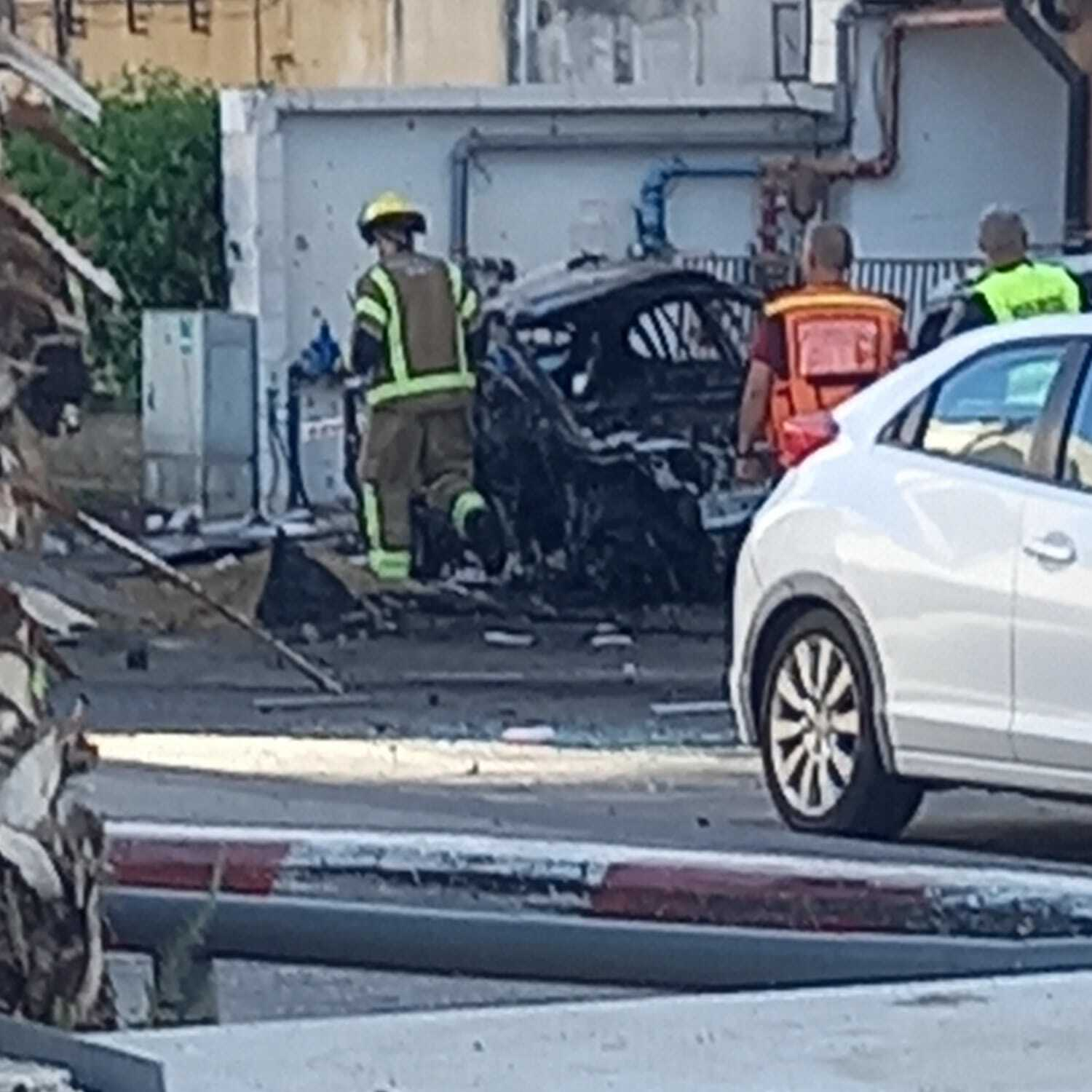
Conseguenze di un attacco missilistico a Rishon LeZion

Intorno alle 6:30 (UTC+3) del mattino del 7 ottobre 2023, Hamas, attraverso un comunicato da parte del comandante Mohammed Deif ha annunciato l'inizio dell'Operazione Alluvione Al-Aqsa, lanciando un massiccio attacco missilistico con oltre 5000 razzi dalla Striscia di Gaza verso Israele e ha esortato tutti i "musulmani nel mondo a unirsi alla lotta".
Israele ha riferito che sono stati lanciati solamente 2500 razzi verso il suo territorio provocando l'uccisione di cinque persone. Esplosioni sono state segnalate nelle zone circostanti la Striscia e nelle città della pianura di Sharon, tra cui Gedera, Herzliya, Tel Aviv e Ascalona. Sirene d'allarme antiaereo sono state attivate a Be'er Sheva, Gerusalemme, Rehovot, Rishon LeZion e nella base aerea di Palmachim.

#### Incursioni in Israele
Contemporaneamente al lancio di razzi, milizie palestinesi hanno attaccato le postazioni militari israeliane a guardia del confine, distruggendo torri di guardia e aprendo brecce nella barriera di separazione al confine. I miliziani Palestinesi, circa 2500, si sono infiltrati in Israele utilizzando autocarri, camioncini, motociclette, bulldozer, motoscafi, parapendii a motore e deltaplani, riuscendo a conquistare i valichi di frontiera a Kerem Shalom, a Erez e creando falle nella barriera di separazione in 5 località. I combattenti grazie all'utilizzo di droni, riescono a distruggere un carro armato, di guardia al confine, e a far prigionieri i soldati al suo interno. Video, circolati sui social media, mostrano guerriglieri palestinesi alla guida di veicoli militari israeliani sequestrati. Altri video circolati mostrano miliziani palestinesi pesantemente armati con il viso coperto, vestiti con abiti neri, alla guida di pick-up che aprono il fuoco nella città di Sderot, uccidendo civili e soldati israeliani.
Altri combattenti palestinesi sono atterrati con i deltaplani ad un festival musicale organizzato a Re'im, accerchiando e aprendo il fuoco contro la folla che tentava la fuga, uccidendo più di 260 persone. I sopravvissuti all'attacco sono stati presi come ostaggi e trasportati a Gaza. I combattenti sono riusciti a penetrare le barriere difensive di Israele via terra, via mare e cielo, senza la tempestiva allerta delle forze di sicurezza o un avviso preventivo da parte del Mossad.
Gli infiltrati palestinesi hanno conquistato nei primissimi minuti dell'offensiva le località: Nir Oz, Be'eri, Netiv HaAsara, e i kibbutz intorno alla Striscia di Gaza, prendendo ostaggi, dando fuoco alle case e uccidendo uomini, donne e bambini. Ostaggi sono stati presi anche a Ofakim, città a più di 30 km dal confine con la Striscia.
Poco prima delle 7:00, 70 uomini armati di Hamas, hanno sfondato la recinzione del kibbutz di Kfar Aza, attaccandolo da tutte le direzioni. I residenti della comunità, hanno tentato di formare una milizia volontaria di difesa, che però è stata sopraffatta, e più di 200 civili, fra cui molti bambini, sono stati uccisi, casa per casa, in quello che è stato poi chiamato il massacro di Kfar Aza. In contemporanea e con le stesse modalità, 108 civili sono stati uccisi nel massacro di Be'eri e 15 nel massacro di Netiv HaAsara, in quello che è stato descritto come il "peggior massacro di ebrei in un solo giorno dall'Olocausto".
Per quanto riguarda l'assalto al kibbutz di Be'eri, secondo la testimonianza dell'israeliana Yasmin Porat presente agli scontri, riportata da The Electronic Intifadala parte dei civili sarebbe stata uccisa anche dal fuoco delle forze armate israeliane nella fase finale del lungo combattimento intercorso fra le stesse e i combattenti di Hamas e durante la quale gli israeliani hanno sparato con carri armati contro gli edifici in cui erano asserragliati gli assalitori del kibbutz. La dichiarazione sarebbe stata resa in una intervista telefonica in diretta nel corso del programma Haboker Hazeh ("Questa mattina") condotto da Aryeh Golan sull'emittente radiofonica pubblica israeliana Kan Bet. Lo stesso fatto è stato confermato dalle dichiarazioni rese al quotidiano Haaretz da Tuval Escapa, membro della squadra di sicurezza del kibbutz, secondo il quale il combattimento andò avanti per ore e si risolse solo allorché i comandanti israeliani presero la "difficile decisione" di cannoneggiare le abitazioni del kibbutz per "eliminare i terroristi, senza sapere se gli israeliani in quegli edifici fossero vivi o morti".
Sempre il 7 ottobre, commando palestinesi hanno compiuto un attacco anfibio nella zona costiera di Zikim, invadendo la base militare Bahat 4. Durante l'attacco la marina israeliana è riuscita a distruggere alcune delle imbarcazioni prima che raggiungessero la costa, ma i palestinesi, nonostante le perdite, sono riusciti a conquistare un'altra base militare, vicino a Nahal Oz, uccidendo almeno due soldati israeliani e catturandone altri sei.
Intorno alle 10:00, dopo 4 ore dall'inizio dell'operazione, i combattenti Palestinesi sono arrivati alla base militare di Re'im, catturandola dopo uno scontro armato. I miliziani arrivati a Sderot, attaccano la stazione di polizia uccidendo 30 agenti.
     Striscia di Gaza
     Presenza dei combattenti palestinesi

Mappa delle incursioni palestinesi del 7 ottobre
Striscia di Gaza
Presenza dei combattenti palestinesi

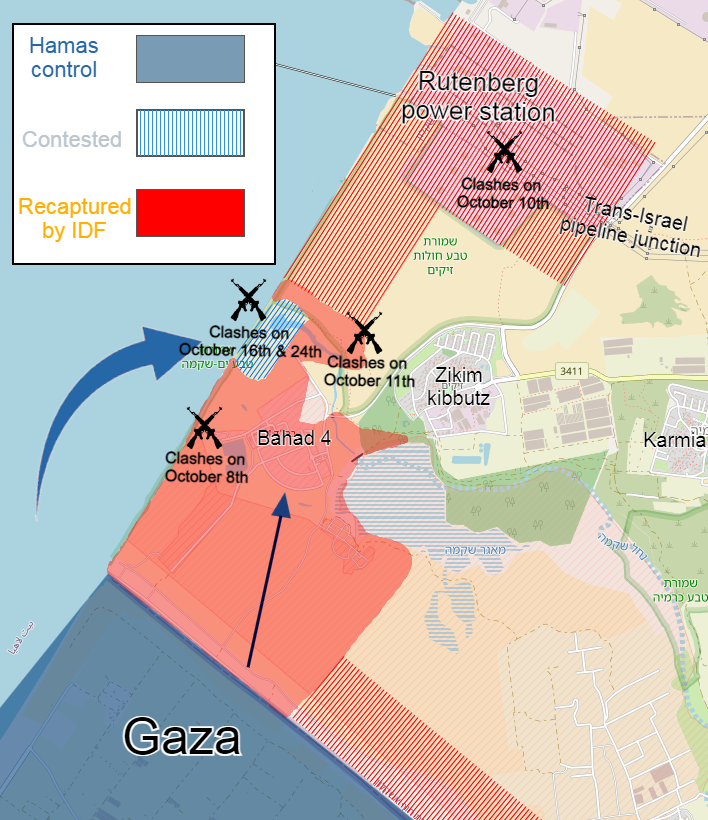
Mappa delle prime fasi dell'attacco contro Zikim.

Diversi gruppi palestinesi hanno espresso il loro sostegno all'operazione. Le Brigate della Resistenza Nazionale, braccio armato del Fronte Democratico per la Liberazione della Palestina (FDLP), hanno confermato la loro partecipazione all'operazione attraverso un comunicato dal loro portavoce militare Abu Khaled, affermato di aver perso tre combattenti negli scontri con l'IDF. Il Fronte Popolare per la Liberazione della Palestina (FPLP), un altro gruppo militante socialista palestinese, e la Fossa dei Leoni, hanno espresso il proprio sostegno all'operazione, dichiarando la massima allerta e mobilitazione generale fra le proprie truppe, le Brigate Abu Ali Mustafa (ala armata del FPLP) rivendicano l'assalto alle torri di guardia israeliane, nelle prime fasi del conflitto.

#### Risposta israeliana
L'attacco, che ha coinciso con la festa ebraica del Simchat Torah e del Sukkot, ha colto di sorpresa gli israeliani. Il primo ministro israeliano Netanyahu, ha convocato una riunione di emergenza e l'IDF ha annunciato l'inizio della controffensiva denominata Operazione Spade di Ferro.
Netanyahu in un messaggio al popolo ha ufficialmente dichiarato lo stato di guerra, e insieme al ministro della Difesa Yoav Gallant una valutazione di sicurezza è stata condotta presso il quartier generale dell'IDF a Tel Aviv, nella quale è stata approvata la mobilitazione dei riservisti dell'esercito e la dichiarazione di uno stato di emergenza per le aree entro 80 chilometri dal confine con Gaza. Ai residenti nei pressi del confine con Gaza è stato chiesto di rimanere in casa, mentre ai civili nel sud e nel centro di Israele è stato "richiesto di rimanere vicino ai rifugi".
La regione meridionale di Israele è stata chiusa alla circolazione dei civili, e strade sono state chiuse intorno a Gaza e a Tel Aviv. Mentre l'aeroporto Ben Gurion e l'aeroporto di Eilat sono rimasti operativi, nonostante diverse compagnie aeree avessero cancellato i voli da e per Israele. Le ferrovie israeliane hanno sospeso il servizio in alcune parti del Paese sostituendo alcune tratte con percorsi temporanei in autobus. Il commissario di polizia israeliano Kobi Shabtai ha annunciato il dispiegamento dell'unità antiterrorismo Yamam nell'area. Il portavoce dell'IDF, il contrammiraglio Daniel Hagari, ha annunciato lo schieramento di quattro divisioni, in aggiunta ai 31 battaglioni presenti nell'area.
Il comandante delle Brigate Izz ad-Din al-Qassam, Mohammed Deif, ha detto in un messaggio registrato che l'attacco è stato la risposta alla "profanazione della moschea di Al-Aqsa" e all'uccisione e al ferimento di centinaia di palestinesi quest'anno da parte di Israele. Ha invitato i palestinesi e gli arabi israeliani a "espellere gli occupanti e demolire i muri". Il leader di Hamas Saleh al-Arouri ha affermato che l'operazione è stata una risposta "ai crimini dell'occupazione", aggiungendo che i combattenti stavano difendendo la moschea di Al-Aqsa e migliaia di prigionieri palestinesi detenuti da Israele. Un portavoce della Jihad islamica palestinese ha dichiarato di non considerare i cittadini israeliani come civili: "Non stiamo uccidendo civili. Questa è una società militare. Sono loro che eleggono i loro governi".
Nel settembre 2023 Donald Trump ha accusato Joe Biden di aver finanziato l'Iran, storico sostenitore di Hamas, con lo scongelamento di 6 miliardi di dollari di fondi iraniani (ricavi provenienti dalla vendita del petrolio iraniano alla Corea del Sud) e fatti trasferire nelle banche del Qatar, restituiti in cambio della liberazione di cinque ostaggi statunitensi. Rispondendo a queste accuse l'amministrazione di Biden ha affermato che si tratta di accuse in mala fede poiché tali fondi scongelati sono sempre depositati presso banche dal Qatar e per gli accordi presi gli iraniani potranno utilizzare tali fondi solo ed esclusivamente per transazioni umanitarie, approvate da banche del Qatar.

## Genocidio nella Striscia di Gaza
Il 7 ottobre 2023 un attacco significativo contro la città di Sderot, una ventina di villaggi del sud d'Israele, due installazioni militari e un festival di musica è stato lanciato dal braccio armato di Hamas, segnando un'escalation notevole nel conflitto israelo-palestinese. L'attacco, attraverso il lancio di razzi e incursioni di terra, ha causato 1 195 morti (736 civili israeliani, 79 cittadini stranieri e 379 membri delle forze di sicurezza), 3 000 feriti e il rapimento di 240 persone tra i civili e le forze di sicurezza israeliane. Tale azione è stata rivendicata da Hamas come un «atto difensivo» contro l'occupazione israeliana. Almeno 14 civili israeliani sono stati uccisi dalle forze di sicurezza di Israele, quando essendo prigionieri dei commondos di Hamas si sono trovati coinvolti negli scontri con le forze armate israeliane intervenute per impedire che gli ostaggi fossero trasportati nella striscia di Gaza.
Il 9 ottobre 2023, il ministro della Difesa israeliano Yoav Gallant ordina «un assedio completo» e il blocco totale delle forniture di cibo, elettricità e carburante a Gaza, soggiungendo: «Stiamo combattendo animali umani e ci comporteremo di conseguenza». Il giorno seguente informa le truppe dell'esercito israeliano di aver «tolto ogni freno» poiché si trovano a combattere contro «animali umani». Il 12 ottobre 2023, il Presidente israeliano Isaac Herzog attribuisce all'intera nazione palestinese, compresa la popolazione civile, la responsabilità degli attacchi del 7 ottobre.
In risposta a questo violento attacco, Israele ha avviato operazioni militari su vasta scala nella Striscia di Gaza, col dichiarato intento di liberare gli ostaggi rapiti da Hamas, intensificando i bombardamenti e affrontando rappresaglie da parte delle forze di Hamas che hanno risposto lanciando razzi verso il territorio israeliano, questi fatti hanno portato a un alto bilancio di morti e feriti.
In seguito le forze armate israeliane hanno avviato un'invasione di terra nella Striscia di Gaza, dando inizio alla guerra Israele-Hamas.
La comunità internazionale ha espresso preoccupazione per la violenza e il potenziale di una crisi umanitaria; in molte parti del mondo, ci sono state manifestazioni di solidarietà con i palestinesi, così come proteste a sostegno di Israele. La guerra ha anche suscitato dibattiti su come gestire la questione della sicurezza e dei diritti umani nella regione, con richieste di una revisione delle politiche nei confronti di Israele e di Hamas. 
Da ambo le parti la violenza è aumentata in risposta a provocazioni, come attacchi a luogo di culto, gli attacchi sui civili sia in Palestina che in Israele hanno contribuito a un clima di paura e incertezza.
Il governo di Benjamin Netanyahu ha mantenuto una linea dura nei confronti di Hamas, cercando di giustificare le operazioni militari come una legittima forma di difesa necessaria per garantire la sicurezza dei cittadini israeliani e negando contestualmente qualunque accusa di genocidio, pulizia etnica e attacchi deliberati a strutture sanitarie .
Numerose organizzazioni internazionali, come Amnesty International e Human Rights Watch, hanno denunciato gravi violazioni dei diritti umani sia da parte d'Israele che dei gruppi armati palestinesi: le violazioni di Israele includerebbero bombardamenti e attacchi aerei sui civili, oltre al blocco nel rifornimento di beni fondamentali, aggravando ulteriormente la crisi umanitaria, mentre Hamas è stata accusata di esecuzioni sommarie e uso di scudi umani.
Tuttavia l'utilizzo del termine "genocidio" rimane molto dibattuto: alcuni attivisti e osservatori sostengono che le azioni israeliane (in particolare i bombardamenti indiscriminati e il blocco che contribuisce alla crisi umanitaria) possano essere considerate come atti di genocidio o quantomeno di pulizia etnica; altri sono più cauti, ammonendo sui rischi di un uso improprio del termine. In ogni caso la maggior parte degli organi internazionali e dei governi concordano sull'importanza d'interventi volti a promuovere il dialogo, la pace e la giustizia, ribadendo che le violazioni dei diritti umani debbano essere affrontate con urgenza, lavorando verso una risoluzione del conflitto che tenga conto dei diritti e delle aspirazioni di entrambe le parti.

## Azioni di guerra incriminate

### Uccisioni dirette
Durante i primi due mesi di bombardamenti, Israele sganciò 25 000 tonnellate di esplosivi sulla Striscia di Gaza, molte di queste erano bombe non guidate, sganciate in aree densamente popolate, e distrussero interi quartieri.
Dal 7 ottobre 2023, le Forze di difesa israeliane sono state accusate di esecuzioni extragiudiziali di detenuti palestinesi disarmati, medici, e operatori sanitari. I soldati israeliani hanno giustiziato sommariamente civili palestinesi, spesso di fronte alle loro famiglie. Nell’aprile 2024, sono state trovate fosse comuni contenenti cadaveri con le mani legate, i cadaveri includevano donne e anziani.
Un rapporto dell'Euro-Mediterranean Human Rights Monitor pubblicato il 18 novembre 2023, che definisce le azioni di Israele a Gaza un genocidio, ha riferito che 15.271 palestinesi a Gaza erano stati uccisi, 32 310 feriti e circa 41 500 risultavano dispersi. Le Nazioni Unite e molti organi di informazione hanno stimato che circa il 70% dei palestinesi uccisi a Gaza sono donne e bambini, con almeno 20 000 palestinesi uccisi a Gaza entro dicembre 2023. Entro il 14 gennaio 2024, 100 giorni dopo che Israele aveva iniziato il suo assalto a Gaza, erano state confermate oltre 23 900 persone uccise. Entro il 10 maggio, i decessi avevano superato quota 35 000, un terzo dei quali erano corpi non identificati, con oltre 10 000 corpi aggiuntivi stimati sepolti sotto le macerie. Nelle prime tre settimane, l’assalto israeliano ha ucciso più bambini a Gaza di quanti ne siano stati uccisi in tutto il mondo in tutte le zone di conflitto in qualsiasi anno dal 2019. Oltre 52 000 persone erano state ferite entro dicembre 2023, ed entro maggio 2024 questo numero era salito a oltre 77 700.
Citando diversi ufficiali israeliani sul campo e dell'intelligence della guerra a Gaza, +972 Magazine e Local Call hanno riferito che, secondo due fonti, l'IDF ha deciso nelle prime settimane di guerra di autorizzare l'uccisione di un massimo di 15-20 civili per militante di basso rango, mentre per un militante anziano come un comandante di brigata o di battaglione, è stata autorizzata l'uccisione di più di 100 civili. Un ufficiale dell'intelligence ha anche affermato che Israele non era interessato a uccidere gli agenti palestinesi quando erano impegnati in un'attività militare o in un edificio militare solo, ma preferiva bombardarli nelle loro case di famiglia "senza esitazione" come prima opzione, spiegando che "è molto più facile bombardare la casa di una famiglia" dove sono più facili da localizzare e colpire. Un altro ufficiale dell'intelligence ha affermato che nel prendere di mira i militanti junior, Israele ha utilizzato solo bombe a caduta libera, che possono distruggere interi edifici, per non "sprecare bombe costose su persone non importanti".
Nel marzo 2024, Haaretz ha riferito che alcuni comandanti israeliani avevano istituito delle "zone di uccisione" in cui ai soldati era stato ordinato di sparare e uccidere chiunque a vista, anche in caso di obiettivo disarmato. Nel giugno 2024, l'Associated Press ha affermato che la campagna d'Israele a Gaza stesse uccidendo intere linee di sangue di famiglie palestinesi a un "livello mai visto prima".
Secondo la testimonianza resa alla Knesset, ai soldati israeliani alla guida di bulldozer blindati D9 da 62 tonnellate è stato ordinato di «investire centinaia di terroristi, morti e vivi».
La percentuale di donne e bambini tra i morti è stata contestata, al 7 maggio 2024, i decessi totali citati dall'ONU erano 34 735, di cui 24 686 completamente identificati, tra i completamente identificati, il 52% erano donne e bambini, l'8% erano anziani di tutti i sessi e il 40% erano uomini. Nel novembre 2024, l'ONU ha pubblicato un'analisi che copriva solo le vittime verificate da almeno tre fonti indipendenti nell'arco di sei mesi tra novembre 2023 e aprile 2024, scoprendo che il 70% degli 8.119 decessi verificati erano donne e bambini.
Al 31 agosto 2024, secondo il Ministero della Salute di Gaza, il numero di decessi era salito a 40 691 e il numero di decessi identificati per nome a 34 344. Tra i decessi identificati per nome, 17 652 (51%) erano donne e bambini, 2 955 (9%) erano anziani di tutti i sessi e 13 737 (40%) erano uomini. Nel novembre 2024, il Ministero ha riferito che 1 410 famiglie di Gaza erano state completamente cancellate dal registro civile a seguito dei bombardamenti israeliani.
Con l'avanzare del conflitto, la raccolta dei dati è diventata sempre più difficile per il Ministero della Salute di Gaza a causa della distruzione delle infrastrutture, il ministero ha dovuto integrare la sua consueta rendicontazione basata sui decessi ospedalieri con altre fonti di informazione, compresi i resoconti dei media e dei primi soccorritori, così come delle famiglie in lutto e delle vedove, che devono registrare formalmente la morte dei loro mariti per qualificarsi per l'assistenza governativa. Il professore di economia Mike Spagat ha analizzato i resoconti del ministero e ha riscontrato un'urgente necessità di una metodologia trasparente per conciliare i suoi numeri di decessi principali (34 535 al 30 aprile) con le sue ripartizioni dettagliate che ammontano a 24 653 alla stessa data. Le cifre del ministero per il numero totale di morti sono state contestate anche dalle autorità israeliane, ma sono state accettate come accurate dai servizi segreti israeliani, dall'ONU e dall'OMS.
Nel gennaio 2025, The Lancet ha pubblicato un'analisi peer-reviewed dei decessi avvenuti durante la guerra di Gaza tra ottobre 2023 e il 30 giugno 2024. Lo studio ha stimato 64.260 morti per traumi fisici in quel periodo, con una previsione di oltre 70.000 entro ottobre 2024. Il 59,1% delle vittime era composto da donne, bambini e anziani. La ricerca ha concluso che il Ministero della Salute di Gaza aveva sottostimato i decessi legati ai traumi del 41% nei suoi rapporti, sottolineando inoltre che i dati raccolti "sottovalutano l’impatto complessivo dell’operazione militare a Gaza, poiché non includono i decessi indiretti causati da interruzioni dei servizi sanitari, insicurezza alimentare e carenze di acqua e igiene".
A gennaio 2025, una stima comparabile indicava circa 80.000 morti per traumi fisici.
Uno studio successivo, pubblicato da The Lancet a febbraio 2025, ha stimato che l'aspettativa di vita nella Striscia di Gaza tra ottobre 2023 e settembre 2024 è diminuita di 34,9 anni, escludendo i decessi indiretti dovuti a malnutrizione o interruzione dei servizi sanitari. Lo studio ha inoltre utilizzato dati censuari e registri civili per valutare l’affidabilità del conteggio dei morti fornito dal Ministero della Salute di Gaza, senza riscontrare errori sostanziali.
Nel maggio 2025, il Ministro delle Finanze israeliano Bezalel Smotrich ha dichiarato che Israele stava prendendo di mira i funzionari civili di Hamas, affermando: «Stiamo eliminando ministri, burocrati, gestori di fondi — tutti coloro che sostengono l'amministrazione civile di Hamas».

### Morti indirette
Rasha Khatib, Martin McKee e Salim Yusuf hanno pubblicato nella sezione Corrispondenza di The Lancet una stima del numero di decessi che il conflitto potrebbe causare indirettamente nei mesi e anni successivi. Secondo gli autori, le morti indirette tra i palestinesi per malattie saranno probabilmente molto più elevate a causa dell’intensità del conflitto, della distruzione delle infrastrutture sanitarie, della mancanza di cibo, acqua, alloggi, luoghi sicuri per i civili e della riduzione dei finanziamenti all’UNRWA. Prendendo come riferimento altri conflitti, hanno stimato che il numero totale di morti legate al conflitto a Gaza potrebbe essere da tre a quindici volte superiore al bilancio ufficiale. Moltiplicando per cinque il numero di morti riportate, hanno sostenuto che, secondo una stima conservativa, «186.000 o anche più decessi potrebbero essere attribuiti all’attuale conflitto a Gaza».
David Spagat ha criticato questa stima definendola «priva di una solida base e implausibile», ma ha comunque riconosciuto la validità del richiamo all’attenzione sul fatto che non tutte le morti saranno dovute a violenza diretta, e ha definito il bilancio delle vittime a Gaza «sbalorditivo».
Secondo una lettera inviata il 2 ottobre 2024 al presidente Joe Biden, alla vicepresidente Kamala Harris e ad altri, firmata da 99 operatori sanitari statunitensi che avevano prestato servizio a Gaza dal 7 ottobre 2023, la stima più conservativa basata sui dati disponibili indicava che almeno 62.413 persone a Gaza erano morte di fame, secondo gli standard dell’Integrated Food Security Phase Classification finanziato dagli Stati Uniti, con la maggior parte delle vittime rappresentata da bambini piccoli. Inoltre, almeno 5.000 persone sarebbero decedute per mancanza di accesso alle cure per malattie croniche.

### Uccisioni di bambini
Il 18 gennaio 2024, il vicedirettore esecutivo dell’UNICEF, Ted Chaiban, definisce le azioni di Israele "una guerra contro i bambini”, descrivendo la Striscia di Gaza come "il posto più pericoloso al mondo per un bambino".
Il 9 ottobre 2024, il New York Times riporta le testimonianze di 44 medici, infermieri e paramedici, ognuno dei quali afferma di aver assistito a diversi casi di bambini preadolescenti con ferite d’arma da fuoco al cranio o al torace, molti dei quali colpiti alla testa da un singolo proiettile. Il Dottor Ndal Farah afferma di aver visto casi di questo tipo “quasi ogni giorno”, mentre il Dottor Mohamad Rassoul Abu-Nuwar parla di 6 bambini tra i 5 e i 12 anni, ognuno colpito alla testa da un singolo proiettile. Le testimonianze sono supportate da radiografie che mostrano la presenza di proiettili nei crani di diversi bambini.
Il 31 marzo 2025, l’UNICEF riporta l’uccisione di almeno 322 bambini dalla rottura del cessate il fuoco del 17 marzo 2025, con una media giornaliera di 100 bambini mutilati o uccisi. Il bilancio totale di gennaio 2025 era di circa 18 000 bambini uccisi, contando solo le uccisioni dirette.

### Distruzione deliberata di infrastrutture civili
Mark Levene ed Elyse Semerdjian collocano la distruzione di massa delle infrastrutture all'interno della dottrina Dahiya di Israele, implementata contro Gaza dal 2006, con Levene che la definisce un urbicidio e uno strumento di genocidio.
Nell'ottobre 2024, dopo aver monitorato e analizzato la condotta bellica di Israele a Gaza per più di un anno, Forensic Architecture ha pubblicato una mappa che descrive in dettaglio la campagna di Israele a Gaza intitolata Una cartografia del genocidio, accompagnata da un rapporto di testo di 827 pagine che conclude che "la campagna militare di Israele a Gaza è organizzata, sistematica e destinata a distruggere le condizioni di vita e le infrastrutture di sostegno alla vita".
In un rapporto del dicembre 2024, Human Rights Watch ha accusato Israele di aver commesso atti di genocidio a Gaza prendendo di mira le infrastrutture idriche e igienico-sanitarie e privando i palestinesi di un adeguato accesso all'acqua. Il rapporto sostiene che Israele ha intenzionalmente danneggiato e preso di mira i pannelli solari che alimentano gli impianti di trattamento, un bacino idrico e i magazzini, bloccando al contempo i materiali di riparazione e il carburante per i generatori, tagliando le forniture di elettricità e attaccando i lavoratori.

### Fame e isolamento
Il 26 febbraio 2024, Human Rights Watch e Amnesty International hanno dichiarato che Israele non aveva rispettato l’ordinanza della Corte Internazionale di Giustizia (CIG) del 26 gennaio, che imponeva di prevenire il genocidio garantendo l’ingresso degli aiuti umanitari nella Striscia di Gaza.

Entrambe le organizzazioni hanno fatto riferimento al blocco imposto a Gaza da 16 anni, intensificato dal 9 ottobre 2023. Un rapporto di Refugees International ha documentato come Israele abbia "sistematicamente e immotivatamente ostacolato le operazioni umanitarie all’interno di Gaza".
La storica Melanie Tanielian ha sostenuto che la carestia, la fame e il blocco debbano essere riconosciuti come metodi genocidari, al pari dei bombardamenti di massa, citando l’appello di A. Dirk Moses a non trascurare le forme di violenza meno visibili nella distruzione dei popoli.
In un rapporto di aprile, l’ONG B’Tselem ha definito la carestia in corso a Gaza come "il prodotto di una politica israeliana deliberata e consapevole".

Nel ottobre 2023, il Programma Alimentare Mondiale (WFP) aveva già lanciato l’allarme sul rapido esaurimento delle scorte alimentari. A dicembre, insieme alle Nazioni Unite, aveva riportato che oltre metà della popolazione di Gaza era in stato di fame, con meno di un decimo delle persone che mangiavano ogni giorno e il 48% che soffriva di fame estrema.

 Il Ministro degli Esteri palestinese Riyad al-Maliki ha dichiarato che Israele stava usando la fame come arma di guerra: «stanno morendo di fame a causa dell’uso deliberato della fame come arma da parte di Israele contro la popolazione occupata». Un funzionario israeliano ha definito l’accusa "una calunnia sanguinosa e delirante".
Nel dicembre 2023, anche Human Rights Watch ha concluso che Israele stava deliberatamente negando accesso a cibo e acqua per usare la fame come arma di guerra. Il 16 gennaio 2024, esperti ONU hanno accusato Israele di "distruggere il sistema alimentare di Gaza e usare il cibo come arma contro il popolo palestinese".
Nel febbraio 2024, il Ministro delle Finanze israeliano Bezalel Smotrich ha personalmente bloccato l’ingresso di spedizioni di farina finanziate dagli Stati Uniti, violando gli accordi presi con il governo USA.
Il professore di diritto e relatore speciale dell’ONU per il diritto all’alimentazione Michael Fakhri ha affermato che Israele è "responsabile del genocidio" perché "ha annunciato l’intenzione di distruggere il popolo palestinese, in tutto o in parte, semplicemente perché palestinese" e per aver negato intenzionalmente il cibo, distruggendo pescherecci, serre e frutteti a Gaza. Ha aggiunto:
«Non abbiamo mai visto una popolazione civile ridotta alla fame in modo così rapido e totale: è il consenso tra gli esperti di carestia. Israele non sta solo colpendo i civili, sta cercando di condannare il futuro del popolo palestinese danneggiando i suoi bambini».
Dopo la sentenza della Corte Internazionale di Giustizia, il numero di camion di aiuti autorizzati da Israele a entrare a Gaza è diminuito del 40%. Nella conferma delle misure provvisorie di marzo, la Corte ha evidenziato i livelli "senza precedenti" di insicurezza alimentare e il peggioramento delle condizioni di vita a causa del mancato rispetto da parte di Israele dell’ordinanza di gennaio.

L’11 marzo 2024, 12 organizzazioni israeliane per i diritti umani hanno firmato una lettera aperta in cui accusavano Israele di non aver rispettato l’ordinanza della Corte internazionale di giustizia per facilitare gli aiuti umanitari.

 Ad aprile, la relatrice speciale ONU sul diritto alla salute Tlaleng Mofokeng ha dichiarato che Israele «sta uccidendo e causando danni irreparabili alla popolazione civile palestinese» e ha accusato lo Stato ebraico di genocidio per l’imposizione deliberata di carestia, malnutrizione prolungata e disidratazione.
Nell’ottobre 2024, Israele avrebbe adottato una versione modificata del cosiddetto Piano dei Generali.

 Il piano prevedeva l’ordine a tutti i residenti di nord Gaza di evacuare entro una settimana, l’imposizione totale del blocco di acqua, cibo e carburante, e infine l’arresto o l’eliminazione di chiunque fosse rimasto.

 A metà ottobre, Israele aveva impedito l’ingresso di aiuti umanitari per quasi due settimane.

 Secondo l’economista Stephen Devereux, le morti evitabili per fame causate dalle politiche israeliane costituiscono quasi certamente un crimine di guerra e contro l’umanità.
Il 21 novembre 2024, la Corte Penale Internazionale (CPI) ha emesso mandati d’arresto per il Primo Ministro israeliano Benjamin Netanyahu e l’ex ministro della Difesa Yoav Gallant, ritenendoli penalmente responsabili del crimine di guerra di utilizzo della fame come metodo di guerra.

Israele ha allentato le restrizioni sugli aiuti umanitari durante il cessate il fuoco di gennaio-febbraio 2025, ma il 2 marzo ha annunciato che bloccherà nuovamente tutti gli aiuti, a meno che Hamas non accetti di modificare i termini dell’accordo, cosa che Hamas ha rifiutato.

 Entro quattro giorni, le scorte alimentari si sono drasticamente ridotte e i prezzi sono più che raddoppiati. Organizzazioni come Oxfam e UNICEF hanno avvertito del rischio imminente di fame di massa, con Oxfam che ha previsto "il collasso totale dei sistemi che sostengono la vita".
Il giurista e attivista per i diritti umani Salah Abdel-Ati ha dichiarato che le azioni di Israele violano il Protocollo I delle Convenzioni di Ginevra, che vieta la distruzione o la privazione di beni essenziali come il cibo nelle zone di conflitto.

Nel maggio 2025, dopo oltre due mesi e mezzo di blocco totale su cibo, medicine e carburante, Netanyahu ha annunciato, sotto forte pressione internazionale, che Israele consentirà solo "aiuti umanitari minimi" a Gaza. Il piano prevede l’utilizzo di società private per distribuire gli aiuti esclusivamente nel sud di Gaza. Il progetto è sostenuto dagli Stati Uniti, che hanno istituito la Gaza Humanitarian Foundation per evitare che Hamas si approprii degli aiuti. Il capo degli aiuti umanitari dell’ONU Tom Fletcher ha criticato duramente l’iniziativa, affermando che essa "impone ulteriori spostamenti forzati" e "condiziona gli aiuti a obiettivi politici e militari".

### Distruzione di siti culturali e religiosi
Nella sua indagine, Amnesty International rileva che "mentre la distruzione di beni o patrimoni storici, culturali e religiosi non è considerata un atto proibito dalla Convenzione sul genocidio, la Corte internazionale di giustizia ha stabilito che tale distruzione può fornire prova dell'intenzione di distruggere fisicamente il gruppo quando viene eseguita deliberatamente".
Amnesty ha identificato almeno quattro casi in cui non c'era «nessuna necessità militare imperativa» per la distruzione deliberata di siti culturali e religiosi di Gaza. Si trattava della distruzione del campus Al-Mughraqa dell'Università Al-Azhar a Gaza City, del campus Al-Zahra dell'Università Israa, della moschea Al-Dhilal e dell'adiacente cimitero Bani Suheila a Khan Younis, e della moschea Al-Istiqlal a Khan Younis. Amnesty ha sottolineato gli atteggiamenti e i comportamenti dei soldati israeliani coinvolti nelle demolizioni di questi siti nei video pubblicati sui social media come prova che queste azioni sono la prova di intenti genocidi. Amnesty ha anche notato nel suo rapporto il volume complessivo della distruzione di siti culturali, storici e religiosi di Gaza, tra cui gli archivi centrali di Gaza e una serie di siti archeologici, musei e monumenti. Tuttavia, Amnesty non è stata in grado di verificare la liceità degli attacchi a questi siti al momento della stesura del rapporto.

### Detenzioni e accuse di torture
Nell'agosto 2024, l'OHCHR delle Nazioni Unite ha riferito di aver ricevuto testimonianze riguardanti stupri e aggressioni sessuali perpetrati su detenuti palestinesi imprigionati nel campo di detenzione di Sde Teiman.
Nel suo rapporto del dicembre 2024, Amnesty International ha scritto che il modello di abusi all'interno delle prigioni israeliane «sottolinea la disumanizzazione sistematica e l’abuso mentale e fisico sui palestinesi di Gaza e può anche essere preso in considerazione al fine di dedurre l'intento genocida dal modello di condotta».

### Attacchi alle strutture sanitarie
In articoli pubblicati nel novembre 2023 su The Lancet e nel febbraio 2024 sulla rivista BMJ Global Health, numerosi medici hanno spiegato in dettaglio come, secondo le loro opinioni professionali, l'attacco alle infrastrutture sanitarie e al personale medico di Gaza, unito alla retorica apertamente genocida di vari politici israeliani, equivalga a un genocidio, anche gli studiosi di diritto hanno sostenuto questa valutazione.
Il sistema sanitario di Gaza ha dovuto affrontare diverse crisi umanitarie a seguito dell'assalto di Israele: gli ospedali hanno dovuto fare i conti con la mancanza di carburante e hanno iniziato a chiudere entro il 23 ottobre perché erano rimasti senza carburante. Quando gli ospedali hanno perso completamente l'elettricità, sono morti numerosi neonati prematuri. Gli attacchi aerei israeliani hanno ucciso numerosi membri del personale medico e ambulanze, istituzioni sanitarie, sedi centrali mediche e ospedali sono stati distrutti. Medici Senza Frontiere ha riferito che decine di ambulanze e strutture mediche sono state danneggiate o distrutte, tra cui la morte di personale di Medici Senza Frontiere. Alla fine di ottobre, il Ministero della Salute di Gaza ha affermato che il sistema sanitario era "totalmente crollato".

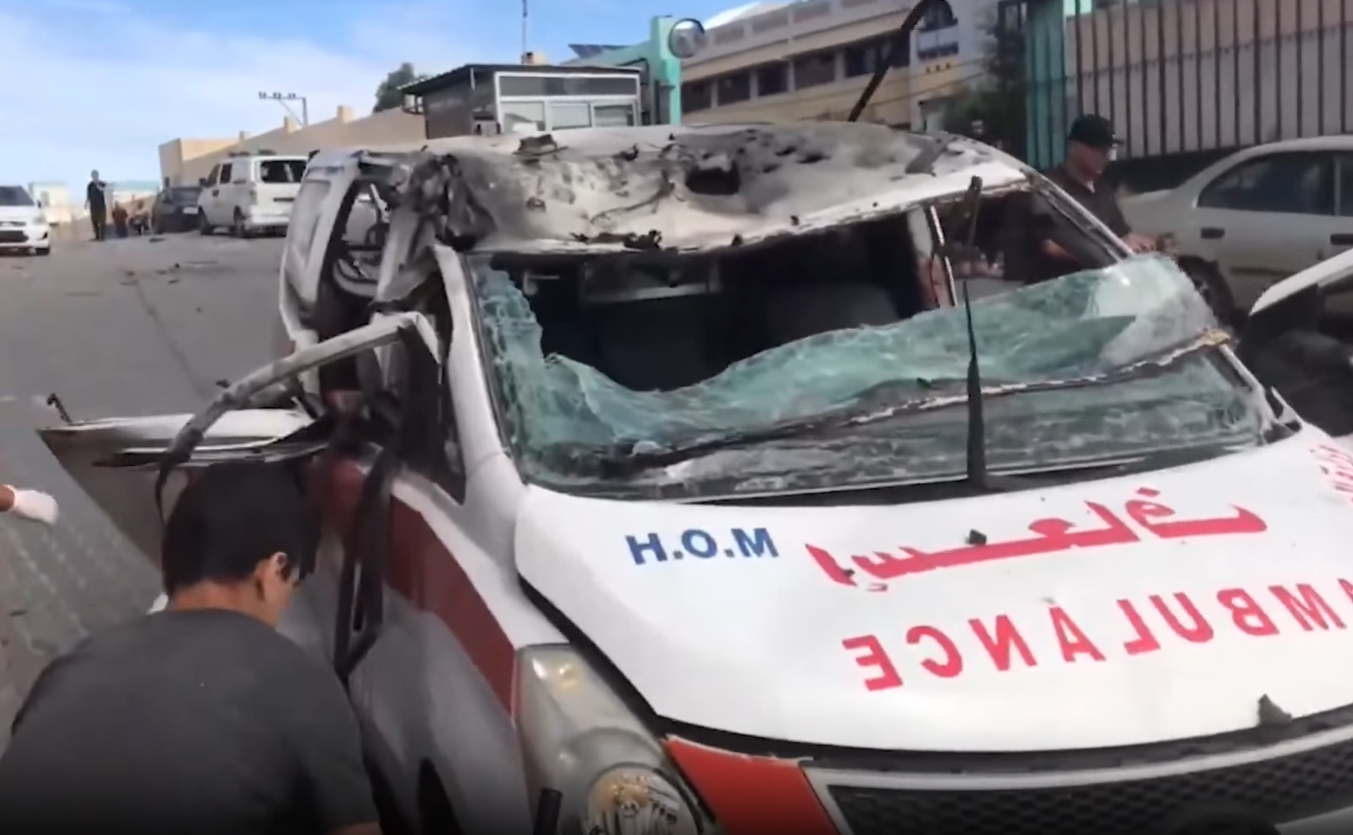
Un'ambulanza della Mezzaluna Rossa di Khan Yunis dopo essere stata gravemente danneggiata da un attacco aereo militare israeliano

Ad aprile, il relatore speciale delle Nazioni Unite sul diritto alla salute, Tlaleng Mofokeng, ha affermato: "La distruzione delle strutture sanitarie continua a raggiungere proporzioni ancora da quantificare".
Al 25 agosto 2024, le Nazioni Unite stimavano che la maggior parte dei 2,2 milioni di abitanti di Gaza fosse confinata in un'area umanitaria di circa 15 miglia quadrate (39 km2), il che causa condizioni di sovraffollamento e una grave mancanza di servizi di base, come acqua pulita, e malattie che si diffondono ampiamente tra la popolazione, come l'epatite C.
A febbraio 2025, si riteneva che almeno 160 operatori sanitari di Gaza fossero detenuti da Israele, mentre altri 24 risultavano dispersi dopo essere stati prelevati da ospedali della Striscia. Mohammed Abu Selmia, direttore dell’ospedale Al-Shifa, detenuto per sette mesi e poi rilasciato senza accuse, ha denunciato numerosi abusi subiti durante la prigionia, affermando che «non passa giorno senza torture» nelle carceri israeliane.
Il 13 marzo 2025, un’indagine delle Nazioni Unite ha concluso che Israele ha commesso atti genocidari a Gaza, distruggendo sistematicamente le strutture sanitarie riproduttive e imponendo contemporaneamente un assedio che ha impedito l’ingresso di medicinali essenziali per parti, gravidanze e cure neonatali, causando danni "irreversibili" alle prospettive riproduttive dei palestinesi nella Striscia. La commissione ha inoltre accertato che le forze israeliane hanno attaccato e distrutto intenzionalmente il Centro Al-Basma per la fertilità in vitro, il principale centro per la fecondazione assistita di Gaza, che serviva tra i 2.000 e i 3.000 pazienti al mese. Nell’attacco sono stati distrutti circa 4.000 embrioni e 1.000 campioni di sperma e ovuli non fecondati. Non è emersa alcuna prova che l’edificio fosse utilizzato per scopi militari. La commissione ha concluso che la distruzione del centro per la fertilità «è stata una misura volta a impedire la nascita di palestinesi a Gaza, un atto genocidario».
Sempre nel marzo 2025, esperti delle Nazioni Unite hanno riferito di aver riscontrato che Israele aveva preso di mira e distrutto sistematicamente strutture sanitarie dedicate alla salute delle donne e aveva utilizzato la violenza sessuale come strategia bellica, compiendo così atti genocidari contro la popolazione palestinese.

## Guerra per procura tra Iran e Israele

### Contesto
Nel secondo dopoguerra l'Iran, quando era governato dalla dinastia Pahlavi, e Israele avevano stretti rapporti cordiali, poiché entrambi vedevano nei Paesi arabi una minaccia comune. Dopo la Rivoluzione islamica del 1979 l'Iran interruppe le relazioni diplomatiche, ma i contatti continuarono sino alla successiva guerra Iran-Iraq. Fino agli anni '80 Iran e Israele avevano precedentemente goduto di rapporti tendenzialmente amichevoli, nonostante gli islamisti iraniani sostenessero da tempo il popolo palestinese, che definivano "oppresso". L'Iran addestrò e armò la milizia di Hezbollah durante la guerra del Libano del 1982 e continuò a sostenere le milizie sciite durante l'occupazione israeliana della regione meridionale del Libano. Anche prima del 1979, gli islamisti iraniani avevano sostenuto materialmente i Palestinesi; dopo il 1979 l'Iran intrattenne rapporti con l'Organizzazione per la Liberazione della Palestina (OLP) e successivamente con la Jihad islamica palestinese e Hamas. Da allora le tensioni e i rapporti diplomatici tra i due Stati si acuirono.

### Riferimenti
1. ↑   Where did the name Palestine come from?, su palestinefacts.org. URL consultato il 14 maggio 2005 (archiviato dall'url originale il 13 febbraio 2014).
2. ↑  Bernard Lewis, Palestine: On the History and Geography of a Name, "The International History Review", 11,1, January 1980, pp. 1-12.
3. ↑   Avraham Ronen, The oldest human groups in the Levant (PDF).
4. ↑  Christopher Stringer, custodian of Tabun I, Natural History Museum, quoted in an exhibition in honour of Garrod; Callander and Smith, 1998
5. ↑  " From ‘small, dark and alive’ to ‘cripplingly shy’: Dorothy Garrod as the first woman Professor at Cambridge (archiviato dall'url originale il 28 febbraio 2009).". accesso 2007-07-13.
6. ↑  " Excavations and Surveys (Università di Haifa) (archiviato dall'url originale il 13 marzo 2013).".
7. ↑  Liverani 2003, p. 10.
8. ↑  Stager in Coogan 1998, p. 91.
9. ↑  Dever 2003, p. 206.
10. ↑  Miller 1986, pp. 78–9.
11. ↑  McNutt 1999, p. 35.
12. ↑  McNutt 1999, p.70.
13. ↑  Miller 2005, p. 98.
14. ↑  McNutt 1999, p.72.
15. ↑  Miller 2005, p.99.
16. ↑  Miller 2005, p.105.
17. ↑  Lehman in Vaughn 1992, pp. 156–62.
18. 1 2  (EN)   Archeologia della Bibbia Ebraica., NOVA.
19. ↑  Robert K Gnuse, No Other Gods: Emergent Monotheism in Israel (1997), Sheffield Academic Press, pp.74-87.
20. ↑   Gc 1,16, su La Parola - La Sacra Bibbia in italiano in Internet.
21. ↑   Gc 4,11, su La Parola - La Sacra Bibbia in italiano in Internet.
22. ↑  DDD (1999:911).
23. ↑  Finkelstein, Israel e Silberman, Neil A. (a cura di), Le tracce di Mosè. La Bibbia tra storia e mito. Carocci, Roma 2011, ISBN 978-88-43060-11-5.
24. ↑  Ponet, James (22 December 2005). " The Maccabees and the Hellenists.". Faith-based. Slate. accesso 4 December 2012.
25. ↑   The Revolt of the Maccabees, su simpletoremember.com. URL consultato il 13 agosto 2012.
26. ↑  Paul Johnson, History of the Jews, p. 106, Harper 1988
27. ↑  " HYRCANUS, JOHN (JOHANAN) I., su jewishencyclopedia.com.
28. ↑  Julius Caesar: The Life and Times of the People's Dictator, Luciano Canfora, cap. 24, "Caesar Saved by the Jews".
29. ↑  Martin Goodman, Rome and Jerusalem: The Clash of Ancient Civilizations, Penguin 2008 pp. 18–19
30. ↑   Bar Kokhba (Jewish leader)., Britannica Online Encyclopaedia
31. ↑  Wylen, Stephen M., The Jews in the Time of Jesus: An Introduction, Paulist Press (1995), ISBN 0809136104, Pp 190-192.; Dunn, James D.G., Jews and Christians: The Parting of the Ways, A.D. 70 to 135, Wm. B. Eerdmans Publishing (1999), ISBN 0802844987, Pp 33-34.; Boatwright, Mary Taliaferro & Gargola, Daniel J & Talbert, Richard John Alexander, The Romans: From Village to Empire, Oxford University Press (2004), ISBN 0195118758, p. 426.
32. ↑  "Cassio Dione, " Epitome of Book 68.". Penelope.uchicago.edu. accesso 2012-08-13.
33. ↑  Martin Goodman, Rome and Jerusalem: The Clash of Ancient Civilizations, Penguin 2008 p. 494
34. ↑  Martin Goodman, Rome and Jerusalem: The Clash of Ancient Civilizations, Penguin 2008 p. 490
35. ↑  Girolamo, Contra Rufinum,  3.31. URL consultato il 15 marzo 2014 (archiviato dall'url originale l'8 ottobre 2014).
36. ↑  Midrash Rabbah, Lamentazioni, 2. Talmud di Gerusalemme, Ta'anit 4.5.
37. ↑   Wars between the Jews and Romans, su livius.org. URL consultato il 15 marzo 2014 (archiviato dall'url originale il 30 giugno 2007).
38. ↑  Apologia prima, 31.5-6.
39. ↑  M. Avi-Yonah, The Jews under Roman and Byzantine Rule, Gerusalemme 1984, p. 143.
40. ↑  Cfr. McDonald, Lee M. e Sanders, James A. (a cura di), The Canon Debate. Hendrickson, 2002, ISBN 978-0-8010-4708-4.
41. ↑  M. Avi-Yonah, The Jews under Roman and Byzantine Rule, Jerusalem 1984 sections II to V
42. ↑   Il martirio di Rabbi Akiva, su ritornoallatorah.it.
43. ↑  (EN)  Glatzer, Nahum N.  Rabbi Akiva. in Encyclopædia Britannica.
44. ↑  M. Avi-Yonah, The Jews under Roman and Byzantine Rule, Jerusalem 1984 chapter I
45. ↑  Taylor, Miriam S. (1995). Anti-Judaism and Early Christian Identity: A Critique of the Scholarly Consensus. Leiden, New York, Köln: Brill Academic Publishers. p. 48. ISBN 9004021353.
46. ↑  Taylor, op cit, p. 49
47. ↑  Taylor, op cit, p. 47
48. 1 2 3  Katz, Steven T. (a cura di), The Cambridge History of Judaism, Vol. IV, p. 251. Cambridge University Press, New York 2006, ISBN 978-0-521-77248-8.
49. ↑  Lazare, Bernard. Antisemitism: Its History and Causes (1903), New York: International Library, p. 59.
50. ↑  Lazare, Bernard. op. cit., p. 63.
51. 1 2  Lazare, Bernard. op. cit., p. 72.
52. ↑  Lazare, Bernard. op. cit., p. 73.
53. ↑   Antisemitism: Its History and Causes. URL consultato il 19 marzo 2013 (archiviato dall'url originale il 1º settembre 2012). by Bernard Lazare, 1894. accesso January 2009
54. ↑  M. Avi-Yonah, The Jews under Roman and Byzantine Rule, Jerusalem 1984 chapters XI–XII
55. 1 2  (EN) The assassination of count Bernadotte.
56. ↑   Immagine (JPG), su domino.un.org. URL consultato il 24 marzo 2007 (archiviato dall'url originale il 29 ottobre 2008).
57. ↑   relazione dell'UNSCOP.
58. ↑  (EN) Il testo della Risoluzione 181 dell'ONU (archiviato dall'url originale il 29 ottobre 2006).
59. ↑   Immagine (GIF), su domino.un.org. URL consultato il 24 marzo 2007 (archiviato dall'url originale il 24 gennaio 2009).
60. ↑  Fonte:  Report of UNSCOP - 1947.
61. ↑  Auerbach, Yehudit, "LEGITIMATION FOR TURNING-POINT DECISIONS IN FOREIGN POLICY: ISRAEL 'VIS-À-VIS' GERMANY 1952 AND EGYPT 1977", in Review of International Studies, 15, no. 4 (October 1989): 329-340.
62. ↑  (EN) Oslo: Before and After: The Status of Human Rights in the Occupied Territories.
63. ↑   mideastweb.org.
64. ↑   martinbubergroup.org. URL consultato il 21 aprile 2007 (archiviato dall'url originale il 22 aprile 2007).
65. ↑   unupress, su unu.edu. URL consultato il 21 aprile 2007 (archiviato dall'url originale il 28 maggio 2010).
66. ↑   Haaretz.com.
67. ↑  (EN) Lists.mcgill.ca (archiviato dall'url originale il 6 marzo 2016).
68. ↑  (EN) Grounded in Gaza, but hoping to fly again.
69. ↑  (EN) Israel/Occupied Territories: House demolition: Palestinian civilians in Rafah refugee camp (archiviato dall'url originale il 18 novembre 2006).
70. ↑  (EN) Q&A: What is the West Bank barrier?.
71. ↑  (EN) Middle East: Gaza Strip (archiviato dall'url originale l'8 giugno 2014).
72. ↑  (EN) Restrictions threaten Gaza fishermen's livelihoods.
73. ↑  (EN) Israel Proposes a Separate Road Network for Palestinians  (Settlement Report, Vol. 14 No. 6, November-December 2004), su Foundation for Middle East Peace. URL consultato il 15 ottobre 2022 (archiviato dall'url originale il 30 luglio 2012).
74. ↑  (EN) Interior Ministry: West Bank settler population grew by 6% in 2006 (archiviato dall'url originale il 27 febbraio 2007).
75. ↑   Haaretz.com (archiviato dall'url originale il 1º ottobre 2007).
76. ↑   oxfam.org (archiviato dall'url originale il 4 maggio 2007).
77. ↑   Palestinechronicle.com (archiviato dall'url originale il 26 maggio 2007).
78. ↑   Taayush.org. URL consultato il 22 aprile 2007 (archiviato dall'url originale il 29 settembre 2007).
79. ↑   Ynetnews.com.
80. ↑  (EN) Gaza: An 'Open-Air Prison' | Human Rights Watch, su hrw.org, 13 giugno 2022. URL consultato il 30 marzo 2025.
81. ↑  (EN) Christopher Heaney, Gaza Strip: The Humanitarian Impact of 15 Years of the Blockade - June 2022 - OCHA Factsheet, su Question of Palestine. URL consultato il 30 marzo 2025.
82. ↑  (EN) Gaza_15 years of blockade, su UNRWA. URL consultato il 30 marzo 2025.
83. 1 2   Our Narrative...Operation Al-Aqsa Flood (PDF), su palestinechronicle.com.
84. ↑   Bin Salman: “Sempre più vicini a normalizzazione dei rapporti con Israele”, su la Repubblica, 21 settembre 2023. URL consultato l'8 ottobre 2023.
85. 1 2   USATrump: «Questa guerra l'ha causata Biden», su cdt.ch.
86. 1 2   Trump incolpa Biden: “I contribuenti Usa hanno finanziato gli attacchi di Hamas”, su agenzianova.com.
87. 1 2 3   Condé Nast, Chi è Mohammed Deif, il misterioso capo delle brigate militari di Hamas, su Wired Italia, 11 ottobre 2023. URL consultato il 14 ottobre 2023.
88. 1 2  (EN) Bethan McKernan, Israel and Hamas at war after surprise attacks from Gaza Strip, in The Guardian, 7 ottobre 2023. URL consultato il 14 ottobre 2023.
89. ↑   Hamas, cominciata operazione 'Alluvione al-Aqsa' - Primopiano - Ansa.it, su Agenzia ANSA, 7 ottobre 2023. URL consultato il 14 ottobre 2023.
90. ↑   Riccardo Losacco, Israele è in guerra: 5000 razzi lanciati da Gaza a Tel Aviv, su LO_SPECIALE, 7 ottobre 2023. URL consultato il 14 ottobre 2023.
91. ↑  (EN) Hamas deployed specialised units to attack Israel, says source, in Reuters, 9 ottobre 2023. URL consultato il 14 ottobre 2023.
92. 1 2 3  (EN) Israel attack: PM says Israel at war after 250 killed in attack from Gaza, in BBC News, 7 ottobre 2023. URL consultato il 14 ottobre 2023.
93. ↑  (EN) Ynet, Dozens killed, abducted as Israel comes under surprise Hamas attack, in Ynetnews, 7 ottobre 2023. URL consultato il 14 ottobre 2023.
94. ↑  (EN) More than 200 Israelis killed in surprise Hamas assault on Israel, 232 killed in Gaza, su France 24, 7 ottobre 2023. URL consultato il 14 ottobre 2023.
95. ↑  (EN) Ibrahim Dahman,Hadas Gold,Lauren Iszo,Amir Tal,Abeer Salman,Kareem Khadder,Richard Allen Greene,Hande Atay Alam, Netanyahu says Israel is 'at war' after Hamas launches surprise air and ground attack from Gaza, su CNN, 7 ottobre 2023. URL consultato il 14 ottobre 2023.
96. ↑   Droni colpiscono le torri israeliane: così è iniziato l’assalto di Hamas, su Video: ultime notizie - Corriere TV. URL consultato il 14 ottobre 2023.
97. 1 2   Redazione, Israele, un bulldozer palestinese rimuove il muro di separazione nella striscia di Gaza, su Open, 7 ottobre 2023. URL consultato il 14 ottobre 2023.
98. ↑   Sky TG24, Guerra Israele-Hamas, come Hamas ha superato la frontiera, su tg24.sky.it, 8 ottobre 2023. URL consultato il 14 ottobre 2023.
99. ↑   Hamas diffonde il video dell'attacco coi deltaplani, su Il Sole 24 ORE, 7 ottobre 2023. URL consultato il 14 ottobre 2023.
100. ↑   Attacco a Israele, pick-up, deltaplani, moto e missili: così Hamas ha agito a sorpresa, su la Repubblica, 7 ottobre 2023. URL consultato il 14 ottobre 2023.
101. ↑   Israele, l'arrivo dal cielo dei terroristi di Hamas al rave, su liberoquotidiano.it. URL consultato il 14 ottobre 2023.
102. ↑   Israele, ucciso il capo delle forze aeree di Hamas: era la mente dietro i raid coi deltaplani, su ilGiornale.it, 14 ottobre 2023. URL consultato il 14 ottobre 2023.
103. ↑  (EN) A. B. C. News, A detailed look at how Hamas secretly crossed into Israel, su ABC News. URL consultato il 14 ottobre 2023.
104. ↑   Drone di Hamas sorprende tank israeliano con una bomba, 7 ottobre 2023. URL consultato il 14 ottobre 2023.
105. ↑   Rotta la barriera a Gaza, soldato israeliano tirato fuori a forza da carro armato: le immagini dal confine, su La Stampa, 7 ottobre 2023. URL consultato il 14 ottobre 2023.
106. ↑  (EN) ToI Staff, Hamas carried out years-long campaign to fool Israel before attack, source says, su timesofisrael.com. URL consultato il 14 ottobre 2023.
107. ↑   Striscia di Gaza, combattenti di Hamas guidano veicoli sottratti ai militari israeliani, su Il Fatto Quotidiano, 7 ottobre 2023. URL consultato il 14 ottobre 2023.
108. ↑  Quando si trattava di webcamera montate sugli stessi aggressori, hanno smentito l'affermazione di Abu Marzuq secondo cui i civili erano stati "tenuti esenti" dall'attacco:  Feras Kilani, Hamas leader refuses to acknowledge killing of civilians in Israel, BBC News Arabic, 8 novembre 2023.
109. ↑   Israele, miliziani di Hamas sparano sui civili per strada. Video dai social: così passano il confine, in Quotidiano Nazionale, 7 ottobre 2023. URL consultato il 5 novembre 2023.
110. ↑   Il momento in cui i paracadutisti palestinesi irrompono al festival: le tragiche immagini da Israele, in LA7, 8 ottobre 2023. URL consultato il 5 novembre 2023.
111. ↑  (EN) Israeli music festival: 260 bodies recovered from site where people fled in hail of bullets, in BBC News, 8 ottobre 2023. URL consultato il 14 ottobre 2023.
112. ↑   Israele, i terroristi attaccano il festival rave e sparano sui bagni pensando che vi siano persone nascoste, su Video: ultime notizie - Corriere TV. URL consultato il 14 ottobre 2023.
113. ↑   Israele, i momenti prima della strage al Nova Festival: i tentativi di evacuazione e la polizia che dice di fuggire, su Il Fatto Quotidiano, 9 ottobre 2023. URL consultato il 14 ottobre 2023.
114. ↑   Sky TG24, Israele, strage al rave party colpito da Hamas: i morti sarebbero 250, su tg24.sky.it, 8 ottobre 2023. URL consultato il 14 ottobre 2023.
115. ↑   Shanie Louk, chi è la 22enne tedesca rapita durante un rave e torturata dalle milizie di Hamas: si teme sia stata uccisa, su La Stampa, 8 ottobre 2023. URL consultato il 14 ottobre 2023.
116. 1 2   Stefania Carboni, Israele, la rabbia delle famiglie degli ostaggi nelle mani di Hamas: «Nessuno ci aiuta», su Open, 8 ottobre 2023. URL consultato il 14 ottobre 2023.
117. 1 2   Redazione, Medio Oriente, Israele: "Hamas trattiene cinquanta ostaggi, Raid su Gaza ogni quattro ore", su Agenzia Dire, 10 ottobre 2023. URL consultato il 14 ottobre 2023.
118. ↑   ‘A colossal failure’ as Gaza’s Hamas terrorists infiltrate, catch Israel unprepared, su timesofisrael.com.
«All of Israel is asking itself: Where is the IDF, where are the police, where is the security?»
119. ↑   Israele, un terrorista di Hamas uccide un cane e poi dà fuoco a una casa, su Il Sole 24 ORE, 10 ottobre 2023. URL consultato il 14 ottobre 2023.
120. 1 2 3   I massacri di civili nei kibbutz di Be'eri e Kfar Azza, su Il Post, 10 ottobre 2023. URL consultato il 14 ottobre 2023.
121. ↑   MF Milano Finanza, Ecco perché Israele è stato colto di sorpresa dall’attacco di Hamas - MilanoFinanza News, su MF Milano Finanza, 10 ottobre 2023. URL consultato il 14 ottobre 2023.
122. ↑  (EN) ToI Staff, Residents near Gaza Strip beg for IDF help as they fight off terrorists, su timesofisrael.com. URL consultato il 14 ottobre 2023.
123. ↑   Francesco Battistini, Cosa è successo nel kibbutz di Kfar Aza, in Israele: 40 bambini tra i 200 morti, «alcuni decapitati». «È come entrare nei lager», su Corriere della Sera, 10 novembre 2023. URL consultato il 14 ottobre 2023.
124. ↑   La strage dei bambini: cos'è successo davvero sabato mattina nel kibbutz di Kfar Aza, su TGLA7, 11 ottobre 2023. URL consultato il 14 ottobre 2023.
125. ↑  (EN) Hamas attack on Israel kibbutz Be’eri captured by mothers’ WhatsApp group, in BBC News, 13 ottobre 2023. URL consultato il 14 ottobre 2023.
126. ↑   Maurizio Barra, Netiv HaAsara, il villaggio del massacro: dopo i missili l'assalto del commando casa per casa, su tuttonotizie, 9 ottobre 2023. URL consultato il 14 ottobre 2023.
127. ↑   Was Hamas’s attack on Saturday the bloodiest day for Jews since the Holocaust?, su timesofisrael.com, 9 ottobre 2023.
128. ↑   Von der Leyen: 'Più atroce attacco a ebrei da Olocausto' - Notizie - Ansa.it, su Agenzia ANSA, 13 ottobre 2023. URL consultato il 14 ottobre 2023.
129. ↑   Netanyahu telefona a Biden: «Ferocia mai vista dai tempi dell'Olocausto, sono peggio dell'Isis», su Video: ultime notizie - Corriere TV. URL consultato il 14 ottobre 2023.
130. ↑  (EN) Ali Abunimah, Israeli forces shot their own civilians, kibbutz survivor says, su The Electronic Intifada, 16 ottobre 2023. URL consultato il 20 ottobre 2023.
131. ↑   Survivor Speaks: Israeli forces shot their own civilians, in Middle East Eye. URL consultato il 31 ottobre 2023.
132. ↑  (HE) Nir Hasson, בקיבוצי העוטף מנסים להסתכל קדימה: "המטרה מול עיניי לחזור הביתה". [Nei kibbutz circostanti si cerca di guardare avanti: "L'obiettivo davanti ai miei occhi è tornare a casa".], su Haaretz, 23 ottobre 2023. URL consultato il 21 gennaio 2024.
«"לדבריו, רק ביום שני בלילה ורק אחרי שהמפקדים בשטח קיבלו החלטות קשות — בהן הפגזת בתים על יושביהם כדי לחסל את המחבלים מבלי לדעת האם הישראלים באותם מבנים חיים או מתים — צה"ל השלים את ההשתלטות על הקיבוץ"
("Secondo lui, solo lunedì notte e solo dopo che i comandanti sul campo hanno preso decisioni difficili - incluso bombardare le case dei loro occupanti per eliminare i terroristi senza sapere se gli israeliani in quegli edifici erano vivi o morti – le forze di difesa israeliane hanno completato la presa del kibbutz.")»
133. ↑   I commando di Hamas invadono una base militare, 10 ottobre 2023. URL consultato il 14 ottobre 2023.
134. 1 2 3  (EN) Gianluca Mezzofiore,Paul P. Murphy,Allegra Goodwin, Videos show new details on how Hamas launched surprise assault on Israel, su CNN, 9 ottobre 2023. URL consultato il 14 ottobre 2023.
135. ↑  (EN) Emanuel Fabian, Navy says it killed dozens of Gazan terrorists attempting to infiltrate from sea, su timesofisrael.com. URL consultato il 14 ottobre 2023.
136. ↑  (EN) Emanuel Fabian, Gun battles with Hamas terrorists still ongoing in at least 7 locations in Israel, su timesofisrael.com. URL consultato il 14 ottobre 2023.
137. ↑  (EN) Emanuel Fabian, IDF regains control of Re’im military base from Hamas terrorists in southern Israel, su timesofisrael.com. URL consultato il 14 ottobre 2023.
138. ↑   Israele, agenti sparano contro miliziani entrati nella stazione di polizia a Sderot, su Il Sole 24 ORE, 7 ottobre 2023. URL consultato il 14 ottobre 2023.
139. ↑   Israele, una stazione di polizia rasa al suolo dall'attacco di Hamas, su Tiscali Notizie, 8 ottobre 2023. URL consultato il 14 ottobre 2023.
140. ↑  (EN) IDF regains control over Sderot police station, su The Jerusalem Post | JPost.com, 8 ottobre 2023. URL consultato il 14 ottobre 2023.
141. ↑  (AR) الحرية-مجلة التقدميين العرب على الانترنت, «أبو خالد» الناطق العسكري لكتائب المقاومة الوطنية (قوات الشهيد عمر القاسم) الجناح العسكري للجبهة الديمقراطية لتحرير فلسطين:, su مجلة التقدميين العرب على الانترنت. URL consultato il 14 ottobre 2023.
142. ↑  (AR) الحرية-مجلة التقدميين العرب على الانترنت, خلال بيان لها قبل قليل.. كتائب المقاومة الوطنية (قوات الشهيد عمر القاسم) الجناح العسكري للجبهة الديمقراطية:, su مجلة التقدميين العرب على الانترنت. URL consultato il 14 ottobre 2023.
143. ↑   Redazione Roma, Medio Oriente. Il Fronte della Resistenza prende parola e sostiene l’operazione palestinese, su Contropiano, 9 ottobre 2023. URL consultato il 14 ottobre 2023.
144. ↑  (EN) Al Mayadeen English, Side by side: Palestinian Resistance factions announce mobilization, su Al Mayadeen English, 7 ottobre 2023. URL consultato il 14 ottobre 2023.
145. ↑   Lions' Den calls for confrontations with Israel occupation forces, settlers in West Bank, su Middle East Monitor, 10 ottobre 2023. URL consultato il 14 ottobre 2023.
146. ↑  (AR) صادر عن كتائب الشهيد أبو علي مصطفى الجناح العسكري للجبهة الشعبية لتحرير فلسطين, su الجبهة الشعبية لتحرير فلسطين, 7 ottobre 2023. URL consultato il 14 ottobre 2023.
147. ↑   Israele dopo 50 anni preso di nuovo di sorpresa nell’anniversario della guerra del Kippur, su la Repubblica, 7 ottobre 2023. URL consultato il 1º novembre 2023.
148. ↑   Sky TG24, Razzi da Gaza su Israele, Netanyahu: 'Siamo in guerra'., su tg24.sky.it, 7 ottobre 2023. URL consultato il 1º novembre 2023.
149. ↑   Israele dichiara lo stato di guerra, i tank verso Gaza. Il giorno dopo l'attacco TUTTE LE FOTO - Notizie - Ansa.it, su Agenzia ANSA, 9 ottobre 2023. URL consultato il 1º novembre 2023.
150. ↑   Israele estende lo stato di emergenza all'intero territorio - Medio Oriente - Ansa.it, su Agenzia ANSA, 7 ottobre 2023. URL consultato il 1º novembre 2023.
151. ↑  (EN) Security cabinet approves declaration of war, su The Jerusalem Post | JPost.com, 8 ottobre 2023. URL consultato il 1º novembre 2023.
152. ↑   Luigi Barni, Voli sospesi per la guerra in Israele: situazione, contatti e aggiornamenti, su Missionline, 11 ottobre 2023. URL consultato il 1º novembre 2023.
153. ↑  (EN) War with Gaza cuts train services in Israel, su railjournal.com.
154. ↑   hrw.org,  https://www.hrw.org/report/2024/07/17/i-cant-erase-all-blood-my-mind/palestinian-armed-groups-october-7-assault-israel.
155. ↑   Copia archiviata, su telegraph.co.uk. URL consultato il 2 giugno 2025 (archiviato dall'url originale il 15 giugno 2024).
156. ↑  (EN) M.I, Application of the Convention on the Prevention and Punishment of the Crime of Genocide in the Gaza Strip (South Africa v. Israel)- Court Order - ICJ, su Question of Palestine,  p. 17. URL consultato il 20 febbraio 2025.
«I have released all restraints . . . You saw what we are fighting against. We are fighting human animals.»
157. ↑  (EN) M.I, Application of the Convention on the Prevention and Punishment of the Crime of Genocide in the Gaza Strip (South Africa v. Israel)- Court Order - ICJ, su Question of Palestine,  p. 17. URL consultato il 28 marzo 2025.
«It is an entire nation out there that is responsible. It is not true this rhetoric about civilians not aware, not involved. It is absolutely not true.»
158. ↑   Israele: assedio completo Gaza, stop cibo, luce, benzina - Notizie - Ansa.it, su Agenzia ANSA, 9 ottobre 2023. URL consultato il 20 febbraio 2025.
159. ↑   Israele assedia Gaza e colpisce Hezbollah in Libano, su euronews, 9 ottobre 2023. URL consultato il 20 febbraio 2025.
160. ↑   Onu: Israele potrebbe aver commesso crimini di guerra per liberare i quattro ostaggi a Nuseirat, su Euronews.
161. ↑   Attacchi alle strutture sanitarie, su savethechildren.it.
162. ↑   Accusa di genocidio, su legrandcontinent.eu.
163. ↑   Samanta Paladino, Israele sta commettendo genocidio contro la popolazione palestinese a Gaza, su Amnesty International Italia, 5 dicembre 2024. URL consultato il 23 aprile 2025.
164. ↑   Denunce da parte delle ONG, su ilbolive.unipd.it.
165. ↑  (EN) Hanna Duggal,Shakeeb Asrar, Israel’s attacks on Gaza: The weapons and mapping the scale of destruction, su Al Jazeera. URL consultato il 19 febbraio 2025.
166. ↑  (EN) Mass graves in Gaza show victims’ hands were tied, says UN rights office | UN News, su news.un.org, 23 aprile 2024. URL consultato il 19 febbraio 2025.
167. ↑   Israel Gaza: What Gaza's death toll says about the war, su bbc.com, 24 dicembre 2023. URL consultato il 25 marzo 2025 (archiviato dall'url originale il 24 dicembre 2023).
168. ↑   GAZA: 3,195 children killed in three weeks surpasses annual number of children killed in conflict zones since 2019 | Save the Children International, su savethechildren.net, 3 novembre 2023. URL consultato il 25 marzo 2025 (archiviato dall'url originale il 3 novembre 2023).
169. ↑   10,000 people feared buried under the rubble in Gaza | United Nations in Palestine, su palestine.un.org, 5 maggio 2024. URL consultato il 25 marzo 2025 (archiviato dall'url originale il 5 maggio 2024).
170. ↑   ‘Lavender’: The AI machine directing Israel’s bombing spree in Gaza, su 972mag.com, 10 ottobre 2024. URL consultato il 25 marzo 2025 (archiviato dall'url originale il 10 ottobre 2024).
171. ↑  (EN) Yaniv Kubovich, Israel created 'kill zones' in Gaza. Anyone who crosses into them is shot, in Haaretz.com. URL consultato il 19 febbraio 2025.
172. ↑   Investigation identifies entire Palestinian families killed by Israeli strikes in Gaza | PBS News, su pbs.org, 19 giugno 2024. URL consultato il 25 marzo 2025 (archiviato dall'url originale il 19 giugno 2024).
173. ↑   Israeli soldiers returning from war struggle with PTSD, suicide - Isr…, su archive.ph, 24 ottobre 2024. URL consultato il 25 marzo 2025 (archiviato dall'url originale il 24 ottobre 2024).
174. ↑   UN report: Nearly 70% of verified deaths in Gaza are women and children, su axios.com, 9 novembre 2024. URL consultato il 25 marzo 2025 (archiviato dall'url originale il 9 novembre 2024).
175. ↑  (EN) Gaza death toll tops 40,691, with 89 killed in past two days, su Middle East Eye. URL consultato il 19 febraio 2025.
176. ↑   Entire Families Were Crushed in Gaza by Israeli Airstrikes. Not Even …, su archive.ph, 6 dicembre 2024. URL consultato il 25 marzo 2025 (archiviato dall'url originale il 6 dicembre 2024).
177. ↑   Israel-Hamas war: Gaza's morgue network has effectively collapsed - how are they recording their dead? | World News | Sky News, su news.sky.com, 24 aprile 2024. URL consultato il 25 marzo 2025 (archiviato dall'url originale il 24 aprile 2024).
178. ↑   Traumatic injury mortality in the Gaza Strip from Oct 7, 2023, to June 30, 2024: a capture–recapture analysis, su thelancet.com.
179. ↑   The 7 October Atrocities and the Annihilation of Gaza: Causes and Responsibilities, su tandfonline.com.
180. ↑   Life expectancy losses in the Gaza Strip during the period October, 2023, to September, 2024, su thelancet.com.
181. 1 2   'We're Destroying Gaza': Netanyahu, Smotrich Rush to Soothe Right's Fears Over Aid Renewal, su haaretz.com. URL consultato il 2 giugno 2025 (archiviato dall'url originale il 21 maggio 2025).
182. ↑   Counting the dead in Gaza: difficult but essential, su thelancet.com.
183. ↑   A critical analysis of The Lancet’s letter “Counting the Dead in Gaza: Difficult but Essential”. Professor Mike Spagat reviews the claim the total Gaza death toll may reach upwards of 186,000, su aoav.org.uk. URL consultato il 2 giugno 2025 (archiviato dall'url originale il 10 luglio 2024).
184. 1 2   Fighting Isn’t the Only Killer of Gazans Amid the War, Researchers Say, su nytimes.com. URL consultato il 2 giugno 2025 (archiviato dall'url originale il 12 luglio 2024).
185. ↑   Gaza war: Why is the UN citing lower death toll for women and children?, su bbc.com. URL consultato il 2 giugno 2025 (archiviato dall'url originale l'11 luglio 2024).
186. ↑   Report: In One Year, More Than 100,000 Deaths in Gaza—Aided by $17.9 Billion From the US, su motherjones.com. URL consultato il 2 giugno 2025 (archiviato dall'url originale il 10 ottobre 2024).
187. ↑   The Human Toll: Indirect Deaths from War in Gaza and the West Bank, October 7, 2023 Forward (PDF), su watson.brown.edu. URL consultato il giugno 2, 2025 (archiviato dall'url originale il 7 ottobre 2024).
188. ↑   Fighting Isn’t the Only Killer of Gazans Amid the War, Researchers Say (PDF), su static1.squarespace.com. URL consultato il 2 giugno 2025 (archiviato dall'url originale il 7 ottobre 2024).
189. ↑  (EN) Gaza: "This war is a war against children" | unicef.ch, su unicef.ch, 18 gennaio 2024. URL consultato l'11 aprile 2025.
190. ↑  (EN) Feroze Sidhwa, Opinion | 65 Doctors, Nurses and Paramedics: What We Saw in Gaza, in The New York Times, 9 ottobre 2024. URL consultato l'11 aprile 2025.
191. ↑   "Bambini con ferite d’arma da fuoco alla testa, altri dicevano di sperare di morire": cosa hanno visto 65 medici Usa a Gaza. L’indagine del Nyt, su Il Fatto Quotidiano, 17 ottobre 2024. URL consultato l'11 aprile 2025.
192. ↑   At least 322 children reportedly killed in the Gaza Strip following breakdown of ceasefire, su unicef.org.
193. ↑  (EN) AJLabs, The human toll of Israel’s war on Gaza – by the numbers, su Al Jazeera. URL consultato l'11 aprile 2025.
194. ↑   Mark Levene, Gaza 2023: Words Matter, Lives Matter More, in Journal of genocide research,  pp. 6-7.
195. ↑   A cartography of genocide, su forensic-architecture.org. URL consultato il 2 giugno 2025 (archiviato dall'url originale il 28 ottobre 2024).
196. ↑   Human Rights Watch accusa Israele di atti di genocidio a Gaza per l'accesso all'acqua, su bbc.com.
197. ↑   Israel Not Complying with World Court Order in Genocide Case, su hrw.org. URL consultato il 2 giugno 2025 (archiviato dall'url originale il 27 febbraio 2024).
198. ↑   Israel defying ICJ ruling to prevent genocide by failing to allow adequate humanitarian aid to reach Gaza, su amnesty.org. URL consultato il 2 giugno 2025 (archiviato dall'url originale il 27 febbraio 2024).
199. ↑   Has Israel complied with ICJ order in Gaza genocide case?, su aljazeera.com. URL consultato il 2 giugno 2025 (archiviato dall'url originale il 5 marzo 2024).
200. ↑   Israel announces ‘total’ blockade on Gaza, su aljazeera.com.
201. ↑   Israeli Groups Slam Netanyahu Government for Flouting ICJ Ruling, su commondreams.org. URL consultato il 2 giugno 2025 (archiviato dall'url originale l'11 marzo 2024).
202. 1 2   The Silent Slow Killer of Famine: Humanitarian Management and Permanent Security, su tandfonline.com.
203. 1 2   A Threshold Crossed: On Genocidal Intent and the Duty to Prevent Genocide in Palestine, su tandfonline.com.
204. ↑   Manufacturing Famine: Israel is Committing the War Crime of Starvation in the Gaza Strip, su btselem.org. URL consultato il 2 giugno 2025 (archiviato dall'url originale il 19 luglio 2024).
205. ↑   UN says half of Gaza’s population is now starving amid Israel offensive on south, su independent.co.uk. URL consultato il 2 giugno 2025 (archiviato dall'url originale il 19 gennaio 2024).
206. ↑   Israel-Hamas war updates: Fierce battles rage in southern and northern Gaza, su aljazeera.com. URL consultato il 2 giugno 2025 (archiviato dall'url originale il 26 febbraio 2024).
207. ↑   ‘It’s chaos:’ Starving Gazans dig for food, supplies under the rubble, su cnn.com. URL consultato il 2 giugno 2025 (archiviato dall'url originale il 16 gennaio 2024).
208. ↑   Palestinian minister accuses Israel of starving Gazans; Israel says charge'obscene, su reuters.com. URL consultato il 2 giugno 2025 (archiviato dall'url originale il 28 febbraio 2024).
209. ↑   Israel: Starvation Used as Weapon of War in Gaza, su hrw.org. URL consultato il 2 giugno 2025 (archiviato dall'url originale il 7 marzo 2024).
210. ↑   Over one hundred days into the war, Israel destroying Gaza’s food system and weaponizing food, say UN human rights experts, su ohchr.org.
211. ↑   Smotrich blocks flour shipments from reaching Gaza, in breach of Israeli pledge to US, su timesofisrael.com. URL consultato il 2 giugno 2025 (archiviato dall'url originale il 19 marzo 2024).
212. ↑   Israel is deliberately starving Palestinians, UN rights expert says, su theguardian.com. URL consultato il 2 giugno 2025 (archiviato dall'url originale il 28 febbraio 2024).
213. ↑   Israel’s war on Gaza live: Qatar ‘optimistic’ about ongoing ceasefire talks, su aljazeera.com. URL consultato il 2 giugno 2025 (archiviato dall'url originale il 27 febbraio 2024).
214. ↑   Palestinian minister accuses Israel of starving Gazans; Israel says charge 'obscene, su reuters.com. URL consultato il 2 giugno 2025 (archiviato dall'url originale il 28 febbraio 2024).
215. ↑   Israeli human rights groups accuse country of failing to abide by ICJ’s Gaza aid ruling, su theguardian.com. URL consultato il 2 giugno 2025 (archiviato dall'url originale l'11 marzo 2024).
216. ↑   "Finish the problem": Trump's answer on Gaza shows he's "even worse" than Biden on Israel, su salon.com. URL consultato il 2 giugno 2025 (archiviato dall'url originale il 7 aprile 2024).
217. ↑   Gaza health system 'completely obliterated': UN expert, su al-monitor.com. URL consultato il 2 giugno 2025 (archiviato dall'url originale il 18 maggio 2024).
218. ↑   After mulling siege plan, Israel ramps up military push in northern Gaza, su edition.cnn.com. URL consultato il 2 giugno 2025 (archiviato dall'url originale il 13 ottobre 2024).
219. ↑   Israeli attack on northern Gaza hints at retired general's 'surrender or starve' plan for war, su bbc.com. URL consultato il 2 giugno 2025 (archiviato dall'url originale il 12 ottobre 2024).
220. ↑   A plan to liquidate northern Gaza is gaining steam, su 972mag.com. URL consultato il 2 giugno 2025 (archiviato dall'url originale il 10 ottobre 2024).
221. ↑   North Gaza siege: Netanyahu considers plan to starve out Hamas fighters, su jpost.com. URL consultato il 2 giugno 2025 (archiviato dall'url originale il 2 ottobre 2024).
222. ↑   Israel orders new evacuations in northern Gaza, su lemonde.fr. URL consultato il 2 giugno 2025 (archiviato dall'url originale il 9 ottobre 2024).
223. ↑   UN says no food has entered northern Gaza since start of October, putting 1 million people at risk of starvation, su cnn.com. URL consultato il 2 giugno 2025 (archiviato dall'url originale il 2 novembre 2024).
224. ↑   Was There a Famine in Gaza in 2024?, su ids.ac.uk. URL consultato il 2 giugno 2025 (archiviato dall'url originale il 13 novembre 2024).
225. ↑   ICC issues arrest warrant for Benjamin Netanyahu for alleged Gaza war crimes, su theguardian.com. URL consultato il 2 giugno 2025 (archiviato dall'url originale il 5 dicembre 2024).
226. ↑   ICC issues arrest warrant for Israeli PM Benjamin Netanyahu, su ft.com. URL consultato il 2 giugno 2025 (archiviato dall'url originale il 21 novembre 2024).
227. ↑   Situation in the State of Palestine: ICC Pre-Trial Chamber I rejects the State of Israel’s challenges to jurisdiction and issues warrants of arrest for Benjamin Netanyahu and Yoav Gallant, su icc-cpi.int.
228. ↑   Updates: Israel blocks all aid into Gaza after first phase of truce ends, su aljazeera.com. URL consultato il 2 giugno 2025 (archiviato dall'url originale il 5 marzo 2025).
229. ↑   Gaza ceasefire in peril as Israel and Hamas hit impasse, su bbc.com. URL consultato il 2 giugno 2025 (archiviato dall'url originale il 5 marzo 2025).
230. ↑   Israel’s cutoff of supplies to Gaza sends prices soaring as aid stockpiles dwindle, su apnews.com. URL consultato il 2 giugno 2025 (archiviato dall'url originale il 5 marzo 2025).
231. ↑   Palestinians in Gaza fear threat of famine over Israel's Ramadan aid blockade, su newarab.com. URL consultato il 2 giugno 2025 (archiviato dall'url originale il 5 marzo 2025).
232. ↑   Aid trucks going into Gaza are a "drop in the bucket as to what's needed," WFP director says, su cbsnews.com. URL consultato il 2 giugno 2025 (archiviato dall'url originale il 28 maggio 2025).
233. ↑   UN humanitarian chief slams aid plan for Gaza proposed by Israel, backed by US, su reuters.com. URL consultato il 2 giugno 2025 (archiviato dall'url originale il 20 maggio 2025).
234. 1 2   Amnesty International, "Ti senti come se fossi un subumano": il genocidio di Israele contro i palestinesi a Gaza (PDF), 2024.
235. ↑   'You feel like you are subhuman'. Israel's genocide against Palestinians in Gaza. (PDF), su amnesty.ca.
236. ↑  (EN, AR, ZH, FR, RU, ES) Israel's escalating use of torture against Palestinians in custody a preventable crime against humanity: UN experts, su ohchr.org.
237. ↑   Molti operatori sanitari di Gaza sono stati detenuti o uccisi, su nytimes.com. URL consultato il 2 giugno 2025 (archiviato dall'url originale il 1º settembre 2024).
238. ↑   Necropolitica israeliana e ricerca della giustizia sanitaria in Palestina, su ncbi.nlm.nih.gov.
239. ↑   I generatori dell'ospedale di Gaza esauriranno il carburante in 48 ore: Ministero della Salute, su aljazeera.com.
240. ↑   "L'intero sistema sanitario sta crollando intorno a noi". I dottori affermano che Gaza è sull'orlo del baratro, su wired.me.
241. ↑   Israel-Gaza live updates: 3 premature babies die at Al-Shifa Hospital, doctor says, su abcnews.go.com. URL consultato il 2 giugno 2025 (archiviato dall'url originale il 1º marzo 2024).
242. ↑   Le scarse scorte di carburante per i generatori degli ospedali di Gaza mettono a rischio i bambini prematuri nelle incubatrici, su abcnews.go.com.
243. ↑   "Israele Gaza: ospedali in prima linea nella guerra", su bbc.com. URL consultato il 2 giugno 2025 (archiviato dall'url originale il 28 febbraio 2024).
244. ↑   "L'ospedale di Gaza 'circondato da carri armati' mentre altre strutture sanitarie affermano di essere state danneggiate dagli attacchi israeliani", su cnn.com. URL consultato il 2 giugno 2025 (archiviato dall'url originale il 13 gennaio 2024).
245. ↑   "La guerra di Gaza infligge danni catastrofici alle infrastrutture e all'economia", su reuters.com.
246. ↑   Medici di MSF uccisi in un attacco all'ospedale di Al-Awda nel nord di Gaza, su msf.org. URL consultato il 2 giugno 2025 (archiviato dall'url originale il 12 gennaio 2024).
247. ↑  (EN) The Peninsula Newspaper, Healthcare system in Gaza has ‘totally collapsed’, su thepeninsulaqatar.com, 24 ottobre 2023. URL consultato il 25 marzo 2025.
248. ↑   "Il sistema sanitario di Gaza completamente annientato": esperto delle Nazioni Unite, su al-monitor.com. URL consultato il 2 giugno 2025 (archiviato dall'url originale il 18 maggio 2024).
249. ↑   "Gaza's 2.2 million people are restricted to a humanitarian area smaller than Manhattan", su nbcnews.com. URL consultato il 2 giugno 2025 (archiviato dall'url originale l'11 settembre 2024).
250. ↑   More than 160 Gazan medics held in Israeli prisons amid reports of torture, su theguardian.com. URL consultato il 2 giugno 2025 (archiviato dall'url originale il 25 febbraio 2025).
251. ↑   Over 4,000 IVF embryos destroyed in 1 shelling at Gaza's largest fertility center, director says, su abcnews.go.com.
252. ↑   Gaza's IVF embryos destroyed by Israeli strike, su reuters.com.
253. 1 2   "Genocidal Acts": UN Slams Israel's Attacks On Gaza Reproductive Centres, su ndtv.com. URL consultato il 2 giugno 2025 (archiviato dall'url originale il 14 marzo 2025).
254. 1 2   UN experts accuse Israel of genocidal acts and sexual violence in Gaza, su reuters.com. URL consultato il 2 giugno 2025 (archiviato dall'url originale il 13 marzo 2025).
255. ↑   The Superpowers' Involvement in the Iran-Iraq War, su books.google.it.
256. ↑   In Search of Hezbollah, su nybooks.com. URL consultato il 16 aprile 2024 (archiviato dall'url originale il 22 agosto 2006).
257. ↑   Iran Strengthens Ties To Palestinian Islamic Jihad, su al-monitor.com, 6 dicembre 2017. URL consultato il 17 aprile 2024 (archiviato dall'url originale il 6 dicembre 2017).